# Liste der Biografien/Mcc
Liste der Biografien |
Portal Biografien |
Personensuche
# |
A |
B |
C |
D |
E |
F |
G |
H |
I |
J |
K |
L |
M |
N |
O |
P |
Q |
R |
S |
T |
U |
V |
W |
X |
Y |
Z |
?
 
Ma |
Mb |
Mc |
Md |
Me |
Mf |
Mg |
Mh |
Mi |
Mj |
Mk |
Ml |
Mm |
Mn |
Mo |
Mp |
Mq |
Mr |
Ms |
Mt |
Mu |
Mv |
Mw |
Mx |
My |
Mz
 
Mca |
Mcb |
Mcc |
Mcd |
Mce |
Mcf |
Mcg |
Mch |
Mci |
Mcj |
Mck |
Mcl |
Mcm |
Mcn |
Mco |
Mcp |
Mcq |
Mcr |
Mcs |
Mct |
Mcu |
Mcv |
Mcw
Die Liste der Biografien führt alle Personen auf, die in der deutschsprachigen Wikipedia einen Artikel haben. Dieses ist eine Teilliste mit 1092 Einträgen von Personen, deren Namen mit den Buchstaben „Mcc“ beginnt.

## Mcc

### Mcca

#### Mccab
- McCabe, A. R. (1896–1985), US-amerikanischer Politiker
- McCabe, Allan (* 1920), australischer Badmintonspieler
- McCabe, Andrew (* 1968), US-amerikanischer Jurist und RegierungsbeamterAndrew McCabe (* 1968)

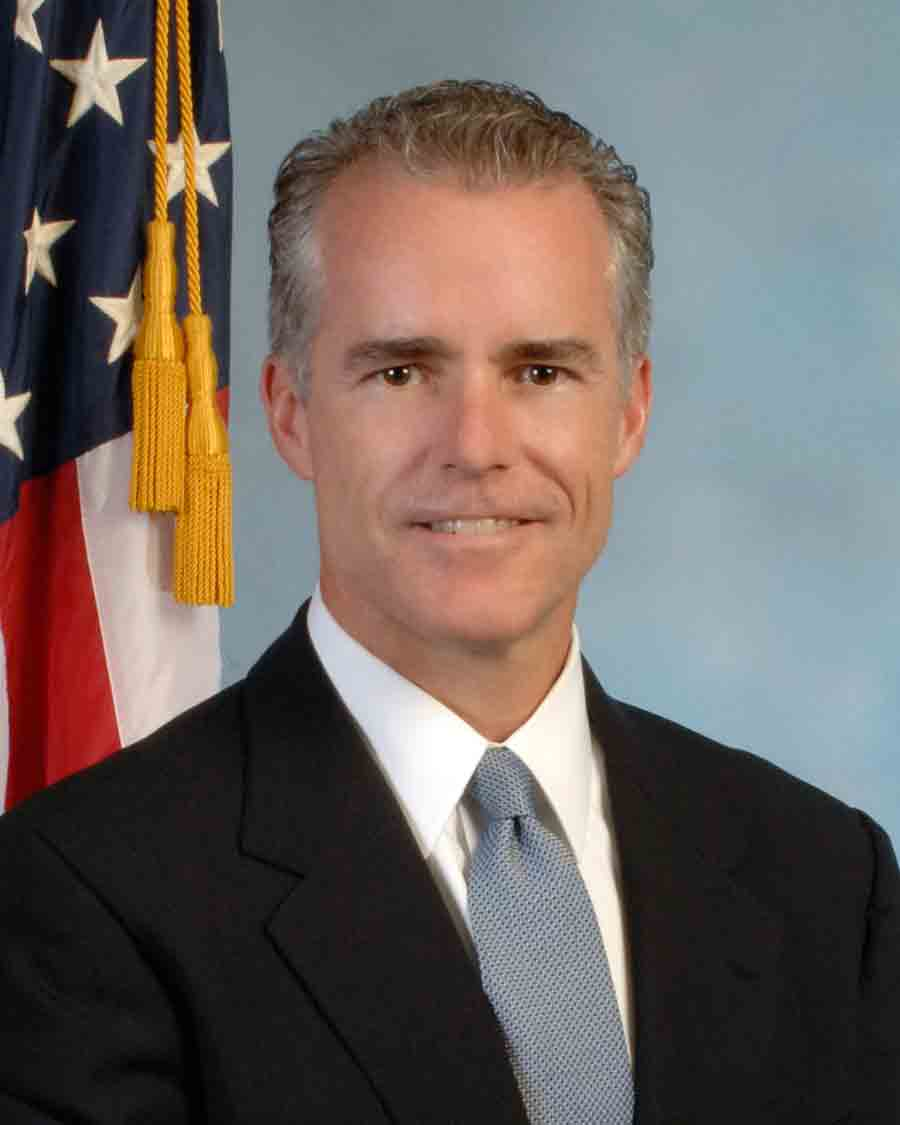
Andrew McCabe (* 1968)

- McCabe, Anne, US-amerikanische Filmeditorin
- McCabe, Arthur G., australischer Badmintonspieler
- McCabe, Bill, irischer Unternehmer
- McCabe, Bryan (* 1975), kanadischer Eishockeyspieler, -trainer und -funktionär
- McCabe, Ceili (* 2001), kanadische Hindernisläuferin
- McCabe, Conlin (* 1990), kanadischer Ruderer
- McCabe, Deric (* 2008), US-amerikanischer Schauspieler
- McCabe, Edward (1816–1885), irischer römisch-katholischer Bischof und Kardinal
- McCabe, Eugene (1930–2020), irischer Schriftsteller und Dramatiker
- McCabe, Frank (1927–2021), US-amerikanischer Basketballspieler
- McCabe, George (1922–2001), englischer Fußballschiedsrichter
- McCabe, Jake (* 1993), US-amerikanischer Eishockeyspieler
- McCabe, James (* 2003), australischer Tennisspieler
- McCabe, John (1939–2015), englischer Komponist und Pianist
- McCabe, Joseph (1867–1955), britischer Priester, Schriftsteller und Freidenker, der sich für den Atheismus einsetzte
- McCabe, Katie (* 1995), irische Fußballspielerin
- McCabe, Laura (* 1966), US-amerikanische Skilangläuferin
- McCabe, M. M. (* 1948), britische Philosophin und Philosophiehistorikerin
- McCabe, Martha (* 1989), kanadische Schwimmerin
- McCabe, Nick (* 1971), britischer Musiker und ProduzentNick McCabe (* 1971)

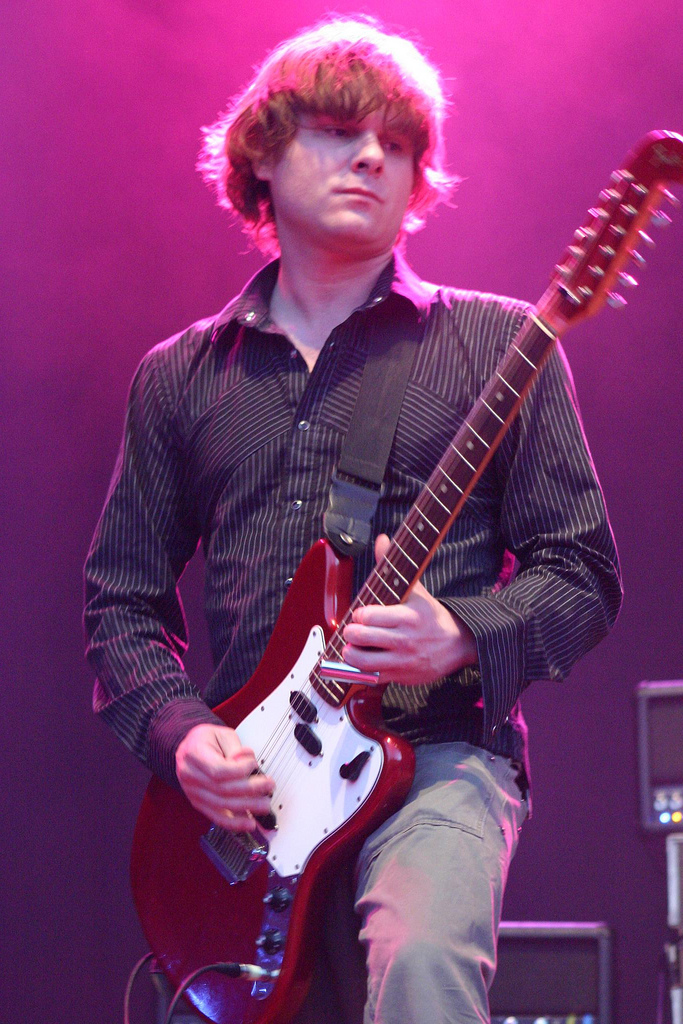
Nick McCabe (* 1971)

- McCabe, Novie (* 2001), US-amerikanische Skilangläuferin
- McCabe, Patrick (* 1955), irischer Schriftsteller
- McCabe, PJ (* 1987), US-amerikanischer Filmschauspieler, Drehbuchautor und Filmregisseur
- McCabe, Richard (* 1960), britischer Schauspieler in Theater, Film und Fernsehen
- McCabe, Robert (* 1934), US-amerikanischer Fotograf
- McCabe, Thomas Absolem (1902–1983), australischer Geistlicher, römisch-katholischer Bischof von Wollongong und Militärbischof
- McCabe, Thomas B. (1893–1982), US-amerikanischer Manager, Chef des Federal Reserve System (1948–1951)
- McCabe, Tom (1954–2015), schottischer Politiker
- McCabe, Warren L. (1899–1982), US-amerikanischer Chemieingenieur

#### Mccaf
- McCafferty, Dan (1946–2022), schottischer RocksängerDan McCafferty (1946–2022)

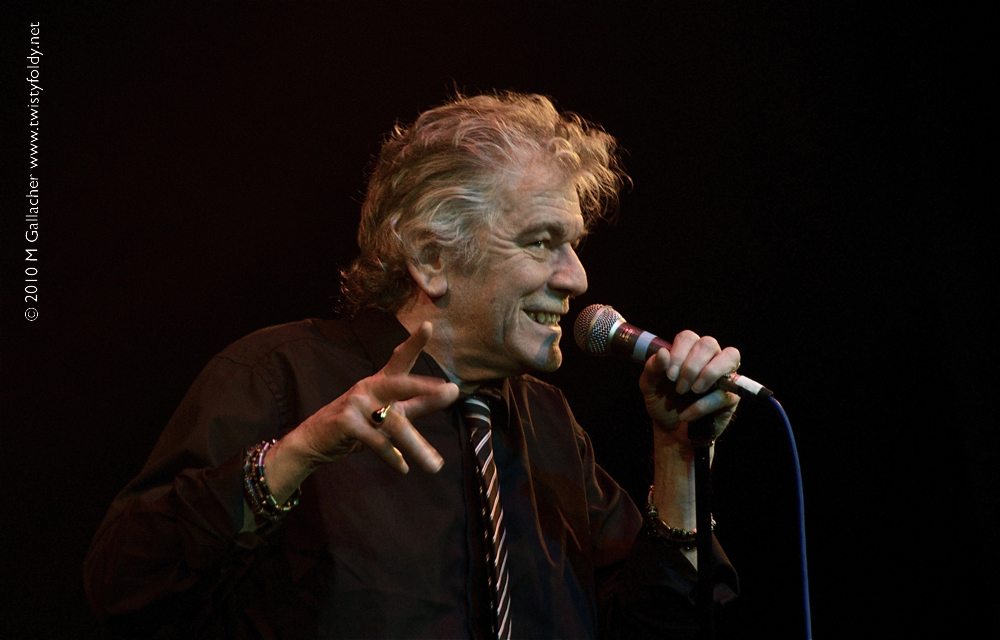
Dan McCafferty (1946–2022)

- McCafferty, Don (1921–1974), US-amerikanischer American-Football-Spieler und -Trainer
- McCafferty, Ian (* 1944), britischer Mittel- und Langstreckenläufer
- McCafferty, Megan (* 1973), US-amerikanische Jugendbuchautorin
- McCaffery, Steve (* 1947), britisch-kanadischer Lautkünstler
- McCaffrey, Anne (1926–2011), US-amerikanische Science-Fiction- und Fantasy-Autorin
- McCaffrey, Barry (* 1942), US-amerikanischer General der US Army, Hochschullehrer und Regierungsbeamter
- McCaffrey, Bert (1894–1955), kanadischer Eishockeyspieler
- McCaffrey, Billy (* 1971), US-amerikanischer Basketballspieler
- McCaffrey, Christian (* 1996), US-amerikanischer American-Football-Spieler
- McCaffrey, Dominick (1863–1926), US-amerikanischer Boxer
- McCaffrey, Ed (* 1968), US-amerikanischer American-Football-Spieler und -Trainer
- McCaffrey, Edmund F. (1933–2016), US-amerikanischer Ordensgeistlicher, Abt von Belmont-Mary Help of Christians
- McCaffrey, Eugene J. junior († 2017), US-amerikanischer Politiker und Rechtsanwalt
- McCaffrey, James († 2023), US-amerikanischer SchauspielerJames McCaffrey († 2023)

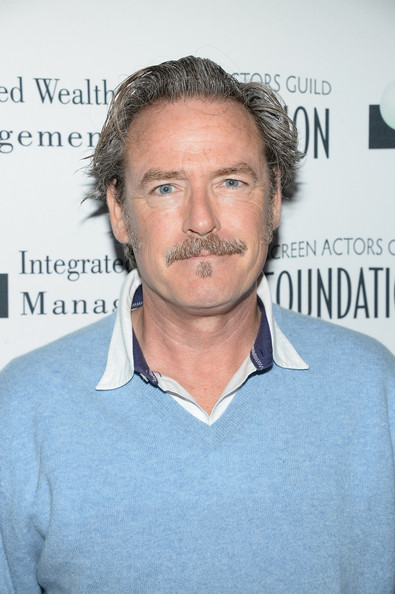
James McCaffrey († 2023)

- McCaffrey, James E., US-amerikanischer Jurist, Politiker und Zeitungsmann
- McCaffrey, Stephanie (* 1993), US-amerikanische Fußballspielerin
- McCaffrey, Todd (* 1956), US-amerikanischer Schriftsteller (Science Fiction und Fantasy)

#### Mccag
- McCage, Mallory Grace (* 1994), US-amerikanische Volleyballspielerin
- McCagg, David, US-amerikanischer Schwimmer
- McCagg, Elizabeth (* 1967), US-amerikanische Ruderin
- McCagg, Mary (* 1967), US-amerikanische Ruderin

#### Mccah
- McCahill, Mark P. (* 1956), US-amerikanischer Informatiker
- McCahon, Colin (1919–1987), neuseeländischer Künstler und Kunstkurator

#### Mccai
- McCaig, Callum (* 1985), schottischer Politiker
- McCaig, Scott (* 1965), kanadischer Ordensgeistlicher, römisch-katholischer Militärbischof von Kanada
- McCain, Ben (* 1955), US-amerikanischer Fernsehmoderator, Schauspieler, Filmproduzent, Sänger und Songwriter
- McCain, Brice (* 1986), US-amerikanischer American-Football-Spieler
- McCain, Butch (* 1958), US-amerikanischer Fernsehmoderator, Meteorologe, Schauspieler, Synchronsprecher, Filmproduzent, Drehbuchautor, Sänger und Songwriter
- McCain, Cindy (* 1954), US-amerikanische Unternehmerin
- McCain, Edwin (* 1970), US-amerikanischer Singer-Songwriter und Musiker
- McCain, Frances Lee (* 1944), US-amerikanische Schauspielerin
- McCain, Howard (* 1968), US-amerikanischer Regisseur
- McCain, Jerry (1930–2012), US-amerikanischer Blues-Musiker (Mundharmonika)
- McCain, John (1936–2018), amerikanischer Politiker (Republikanische Partei), Senator für Arizona, Präsidentschaftskandidat 2008John McCain (1936–2018)

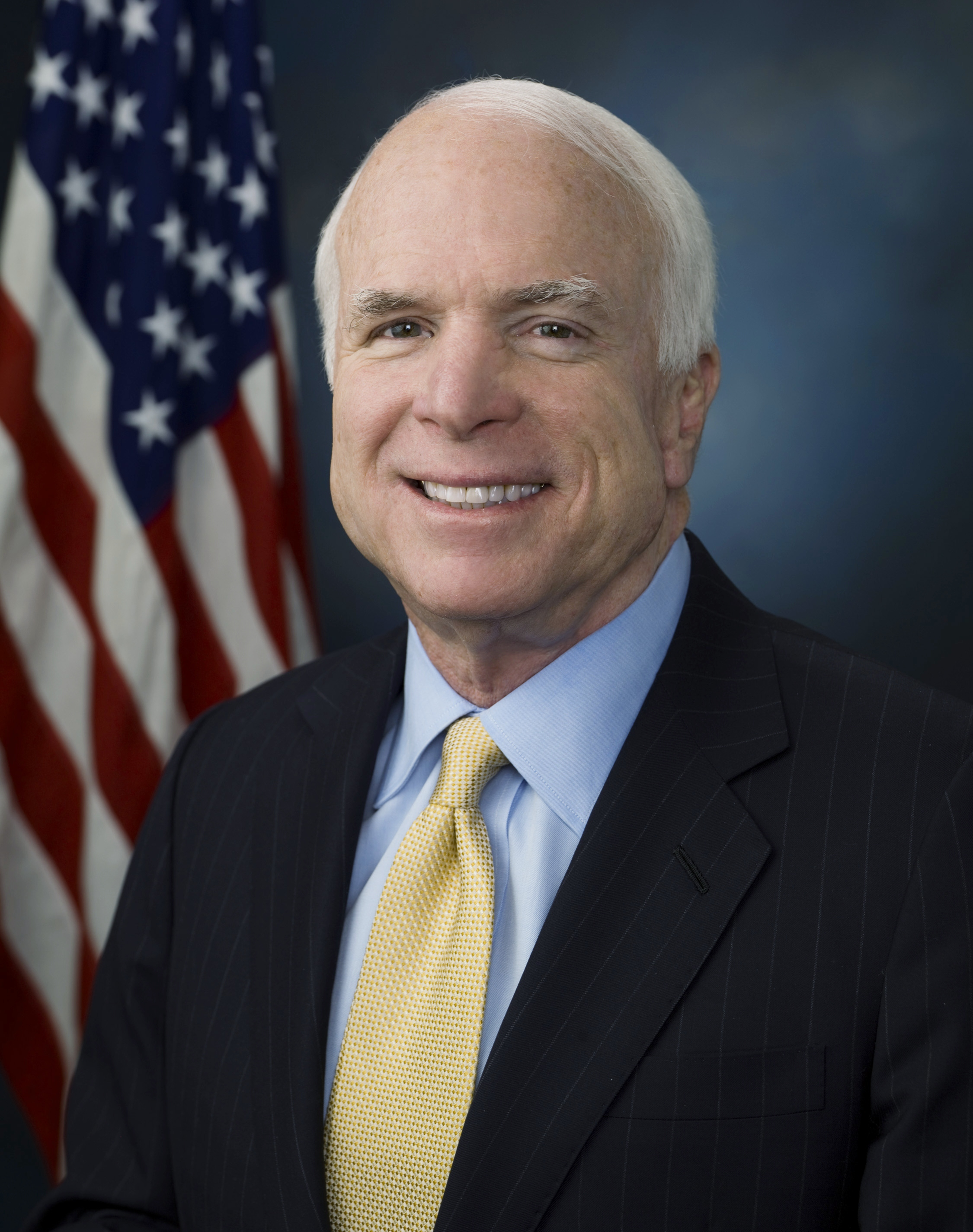
John McCain (1936–2018)

- McCain, John S. senior (1884–1945), Admiral der United States Navy
- McCain, John Sidney junior (1911–1981), US-amerikanischer Admiral in der US Navy
- McCain, Meghan (* 1984), US-amerikanische Publizistin, Bloggerin und Buchautorin
- McCain, Roberta (1912–2020), US-amerikanische Figur des öffentlichen Lebens, Mutter von John McCain
- McCain, Wallace (1930–2011), kanadischer Unternehmer und Eigentümer von McCain Foods

#### Mccal
- McCalden, David (1951–1990), britischer rechtsextremer Politiker und Holocaustleugner
- McCaleb, Jed (* 1975), US-amerikanischer Programmierer, Unternehmer und Philanthrop
- McCalebb, Bo (* 1985), US-amerikanisch-mazedonischer Basketballspieler
- McCalebb, Howard (* 1947), US-amerikanischer Bildhauer und Hochschullehrer
- McCall Smith, Alexander (* 1948), britischer Schriftsteller und Jurist rhodesischer Herkunft
- McCall, Annie (1859–1949), britische Gynäkologin und Geburtshelferin
- McCall, Anthony (* 1946), britischer Künstler
- McCall, Archie (1861–1936), schottischer Fußballspieler
- McCall, Brent (1940–2019), US-amerikanischer Komponist
- McCall, C. W. (1928–2022), US-amerikanischer Countrysänger
- McCall, Carolyn (* 1961), britische Managerin
- McCall, Cheryl (1950–2005), US-amerikanische Filmproduzentin und Drehbuchautorin
- McCall, Darrell (* 1940), US-amerikanischer Musiker
- McCall, Davina (* 1967), englische Moderatorin und Schauspielerin
- McCall, Hayley (* 1992), US-amerikanische Fußballspielerin
- McCall, Jack († 1877), US-amerikanischer MörderJack McCall († 1877)

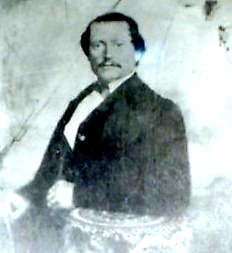
Jack McCall († 1877)

- McCall, James (1865–1925), schottischer Fußballspieler
- McCall, Joan (1943–2023), US-amerikanische Theater- und Filmschauspielerin, Drehbuchautorin, Filmproduzentin, Hörfunkmoderatorin und Science-of-Mind-Ministerin
- McCall, John E. (1859–1920), US-amerikanischer Jurist und Politiker
- McCall, June (1934–1990), US-amerikanisches Foto- und Pin-up-Model
- McCall, Mary Ann (1919–1994), US-amerikanische Jazzsängerin
- McCall, Oliver (* 1965), US-amerikanischer BoxerOliver McCall (* 1965)

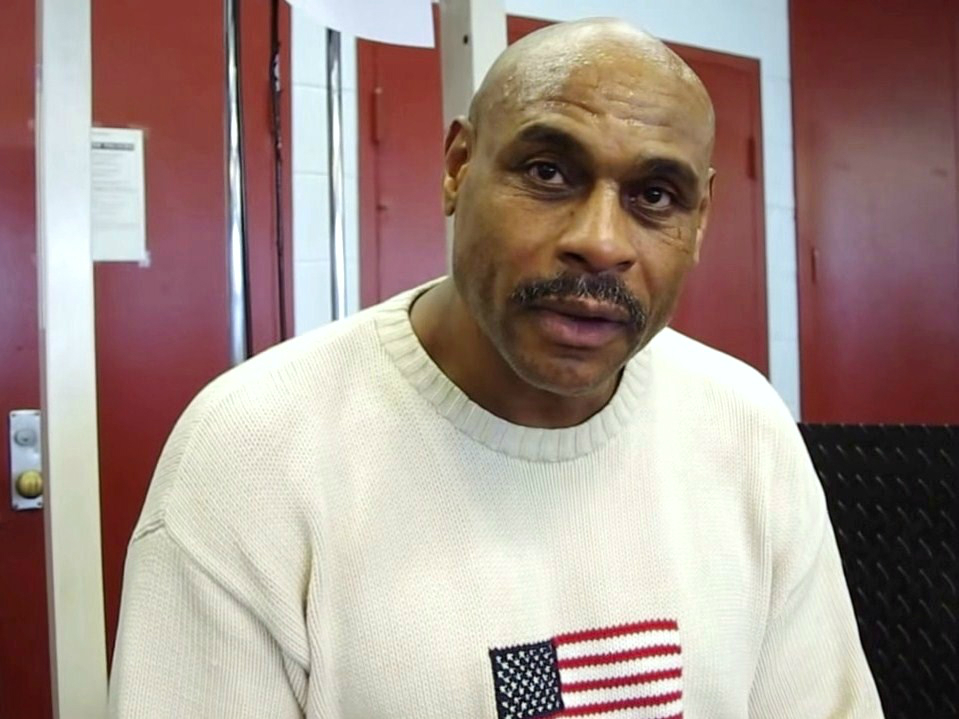
Oliver McCall (* 1965)

- McCall, Patrick Joseph (1861–1919), Dichter und Autor
- McCall, Peter (1936–2020), englischer Fußballspieler
- McCall, Robert (1958–1991), kanadischer Eiskunstläufer
- McCall, Robert T. (1919–2010), US-amerikanischer Maler
- McCall, Ross (* 1976), schottischer Schauspieler
- McCall, Samuel L. (1940–1995), US-amerikanischer Physiker
- McCall, Samuel W. (1851–1923), US-amerikanischer Politiker
- McCall, Shalane (* 1972), US-amerikanische Schauspielerin
- McCall, Steve (1933–1989), US-amerikanischer Schlagzeuger des Creative Jazz
- McCall, Stuart (* 1964), schottischer Fußballspieler und -trainer
- McCall, Thomas (1834–1904), schottischer Erfinder
- McCall, Tom (1913–1983), US-amerikanischer Politiker
- McCall, Toussaint (1934–2023), US-amerikanischer Organist, Songwriter und Sänger des Rhythm and Blues und Soul
- McCall, Winston (* 1982), australischer Sänger und Songwriter
- McCalla, Alex (* 1937), kanadischer Agrarökonom
- McCalla, Irish (1928–2002), US-amerikanische Schauspielerin
- McCalla, Leyla (* 1985), amerikanische Singer-Songwriterin, Cellistin und Banjo-Spielerin
- McCallany, Holt, US-amerikanischer Schauspieler
- McCallen, Phillip (* 1963), britischer Motorradrennfahrer
- McCallin, Shona (* 1992), britische Hockeyspielerin
- McCallion, Barry (* 1940), US-amerikanischer bildender Künstler
- McCallion, Hazel (1921–2023), kanadische Politikerin
- McCallion, James (1918–1991), schottisch-amerikanischer Schauspieler
- McCallister, Charles (1903–1997), US-amerikanischer Schwimmer
- McCallister, Lon (1923–2005), US-amerikanischer Schauspieler und Makler
- McCallum, Bennett (1935–2022), US-amerikanischer Wirtschaftswissenschaftler und Hochschullehrer
- McCallum, David (1933–2023), britischer Schauspieler, Musiker und KomponistDavid McCallum (1933–2023)

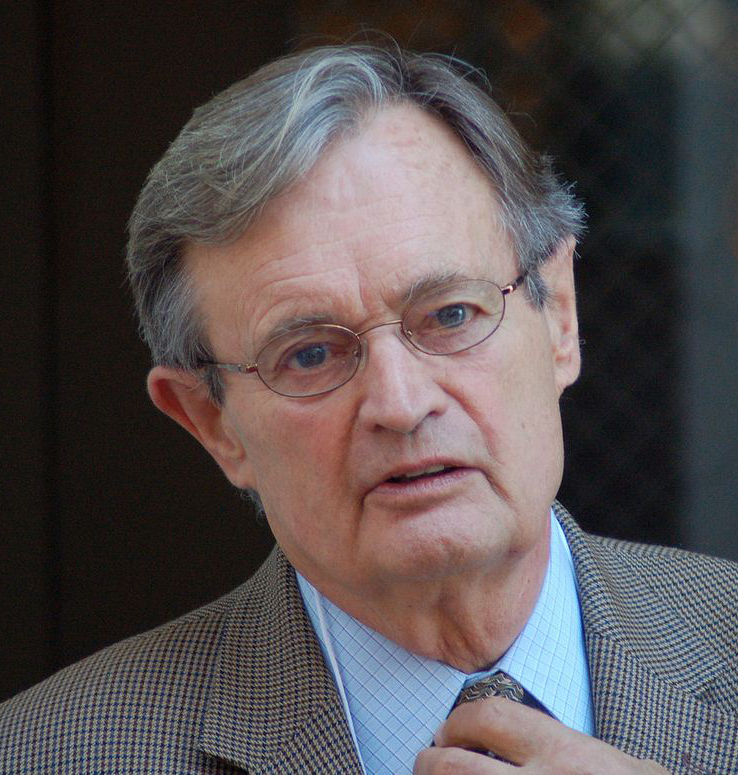
David McCallum (1933–2023)

- McCallum, Fabian, australischer Schauspieler
- McCallum, Gordon K. (1919–1989), US-amerikanischer Tontechniker
- McCallum, Hiram (1899–1989), kanadischer Bürgermeister von Toronto
- McCallum, James (1806–1889), US-amerikanischer Jurist, Plantagenbesitzer und Politiker
- McCallum, James (* 1979), schottischer Bahn- und Straßenradrennfahrer
- McCallum, Janet (1881–1946), schottisch-britische Gewerkschafterin und Suffragette
- McCallum, John D. M. (1883–1967), nordirischer Badmintonspieler und -funktionär
- McCallum, Mike (1956–2025), jamaikanischer Boxer
- McCallum, Napoleon (* 1963), US-amerikanischer Footballspieler
- McCallum, Rick (* 1952), US-amerikanischer FilmproduzentRick McCallum (* 1952)

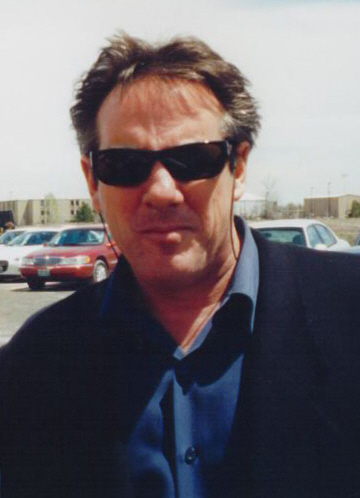
Rick McCallum (* 1952)

- McCallum, Ronald Buchanan (1898–1973), britischer Historiker und Professor
- McCallum, Sally (* 1940), kanadische Sprinterin, Hürdenläuferin und Weitspringerin
- McCallum, Sam (* 2000), englischer Fußballspieler
- McCallum, Scott (* 1950), US-amerikanischer Politiker
- McCalmon, Eddie (1902–1987), kanadischer Eishockeyspieler

#### Mccam
- McCambridge, Mercedes (1916–2004), US-amerikanische Radiosprecherin sowie Theater- und Filmschauspielerin
- McCammon, Bob (1941–2021), kanadischer Eishockeyspieler, -trainer, -funktionär und -scout
- McCammon, Catherine (* 1957), kanadische Geochemikerin und Hochschullehrerin
- McCammon, J. Andrew (* 1947), US-amerikanischer Chemiker
- McCammon, Jenea (* 1991), guyanische Hürdenläuferin
- McCammon, Mark (* 1978), barbadischer Fußballspieler
- McCammon, Robert R. (* 1952), US-amerikanischer Schriftsteller
- McCampbell, David (1910–1996), amerikanischer Marineflieger
- McCamus, Tom (* 1955), kanadischer Schauspieler

#### Mccan
- McCandless, Al (1927–2017), US-amerikanischer Politiker
- McCandless, Bruce (1937–2017), US-amerikanischer AstronautBruce McCandless (1937–2017)

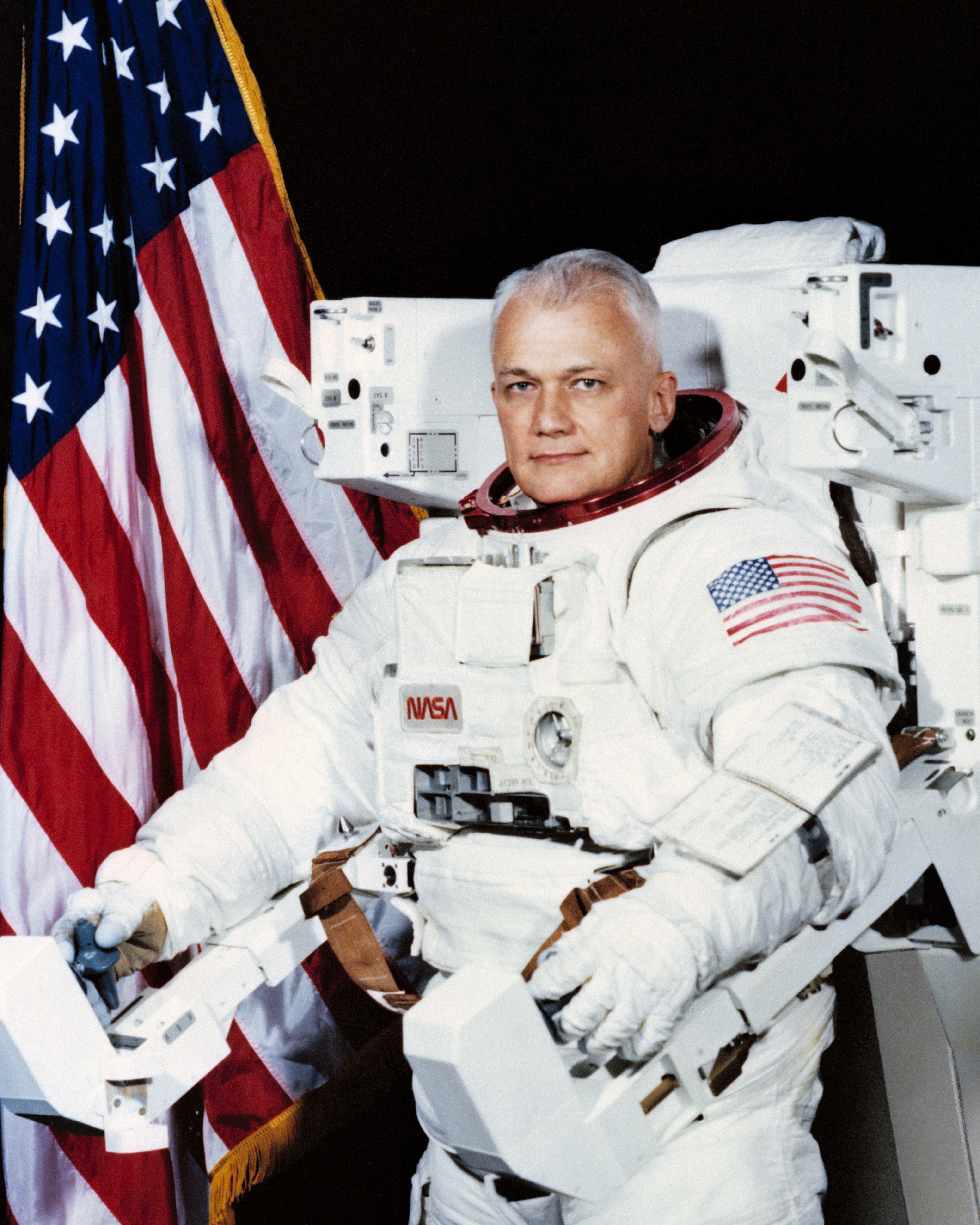
Bruce McCandless (1937–2017)

- McCandless, Christopher (* 1968), US-amerikanischer Abenteurer
- McCandless, Lincoln Loy (1859–1940), US-amerikanischer Politiker
- McCandless, Paul (* 1947), US-amerikanischer Jazz-Musiker
- McCann, Charlie (* 2002), nordirischer Fußballspieler
- McCann, Chuck (1934–2018), US-amerikanischer Schauspieler
- McCann, Colum (* 1965), irischer Schriftsteller und JournalistColum McCann (* 1965)

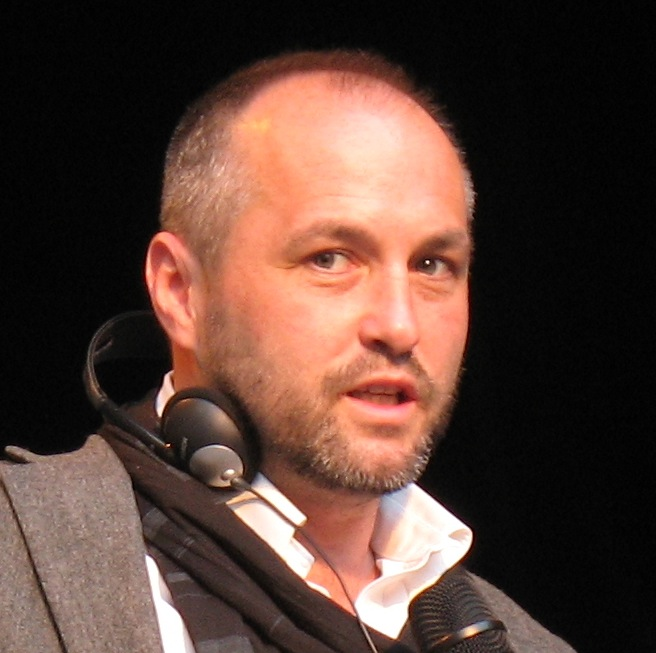
Colum McCann (* 1965)

- McCann, Dan, US-amerikanischer Filmproduzent
- McCann, David (* 1973), irischer Radrennfahrer
- McCann, Donal (1943–1999), irischer Schauspieler
- McCann, Gavin (* 1978), englischer Fußballspieler
- McCann, Grant (* 1980), nordirischer Fußballspieler und -trainer
- McCann, Hailey (* 1995), US-amerikanische Schauspielerin
- McCann, Hugh (1916–1981), irischer Diplomat und Staatssekretär
- McCann, James Joseph (1887–1961), Politiker der Liberalen Partei Kanadas
- McCann, Jared (* 1996), kanadischer Eishockeyspieler
- McCann, Jim (* 1939), australischer Sprinter, Weitspringer und Hürdenläufer
- McCann, Jim (1944–2015), irischer Entertainer und Folkmusiker
- McCann, Jodie (* 2000), irische Langstreckenläuferin
- McCann, John (1905–1980), irischer Dramatiker, Journalist und Politiker
- McCann, John (1910–1972), britischer Politiker, Unterhausabgeordneter
- McCann, Kerryn (1967–2008), australische Leichtathletin
- McCann, Kevin (* 1987), schottischer Fußballspieler
- McCann, Kirsten (* 1988), südafrikanische Ruderin
- McCann, Les (1935–2023), US-amerikanischer Jazz-Pianist, Sänger und KomponistLes McCann (1935–2023)

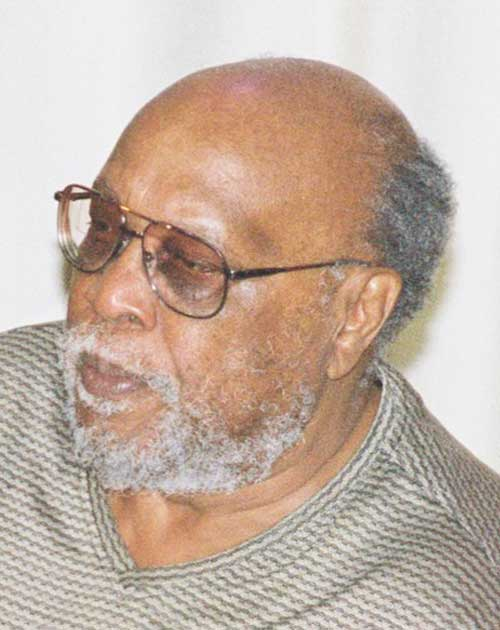
Les McCann (1935–2023)

- McCann, Lewis (* 2001), nordirischer Fußballspieler
- McCann, Lila (* 1981), US-amerikanische Country-Sängerin
- McCann, Luke (* 1998), irischer Mittelstreckenläufer
- McCann, Madeleine (* 2003), vermisste Person
- McCann, Martin (* 1983), irischer Schauspieler
- McCann, Matthew (* 2005), US-amerikanischer Schauspieler
- McCann, Michael (* 1964), schottischer Politiker
- McCann, Michael (* 1976), kanadischer Komponist für Computerspiele, TV und Film
- McCann, Michael (* 1977), australischer Hockeyspieler
- McCann, Neil (* 1974), schottischer Fußballspieler und -trainer
- McCann, Owen (1907–1994), südafrikanischer Geistlicher, Erzbischof von Kapstadt und Kardinal
- McCann, Pete, US-amerikanischer Jazzmusiker
- McCann, Rory (* 1969), britischer SchauspielerRory McCann (* 1969)

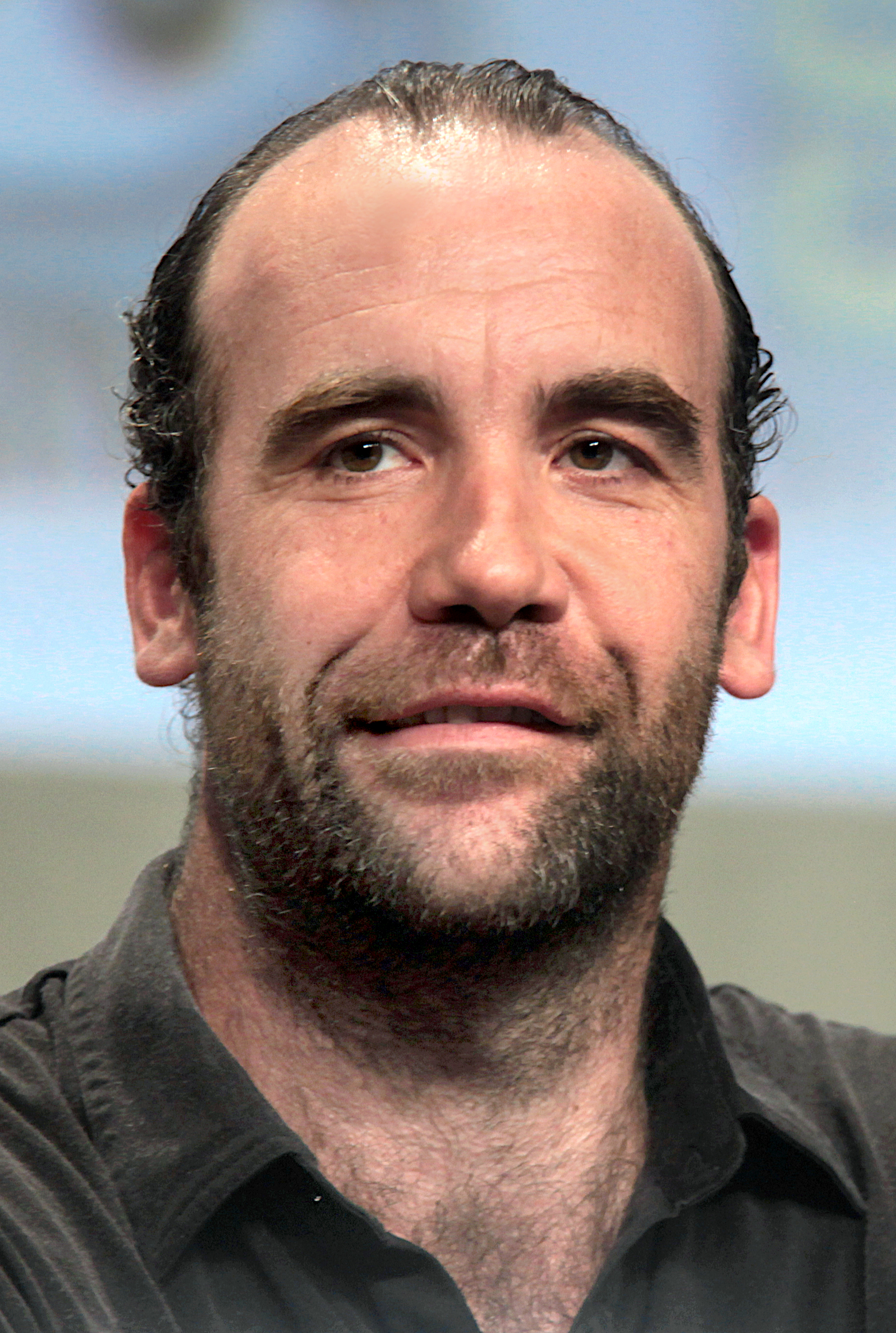
Rory McCann (* 1969)

- McCann, Sean (* 1950), irischer Generalleutnant; Kommandierender General der irischen Streitkräfte
- McCann, Sean (* 1971), kanadischer Eishockeyspieler und -trainer
- McCann, Stephanie (* 1977), kanadische Stabhochspringerin
- McCann, Tatum (* 1999), US-amerikanische Schauspielerin
- McCann, Terrence (1934–2006), US-amerikanischer Ringer
- McCannell, Doreen (* 1947), kanadische Eisschnellläuferin
- McCanny, John Vincent (* 1952), englischer Ingenieurwissenschaftler und Hochschullehrer
- McCants, David (* 1987), US-amerikanischer Footballspieler

#### Mccar
- McCardel, Chloë (* 1985), australische Langstreckenschwimmerin
- McCardell, Claire (1905–1958), amerikanische Modeschöpferin
- McCardie, Brian (1965–2024), schottischer Schauspieler
- McCarey, Aaron (* 1992), irischer Fußballtorhüter
- McCarey, Leo (1898–1969), US-amerikanischer Regisseur, Filmproduzent und Drehbuchautor
- McCargar, James G. (1920–2007), US-amerikanischer Diplomat
- McCargo, Duncan (* 1963), britischer Politikwissenschaftler
- McCargo, Keaton (* 1995), US-amerikanische Freestyle-Skisportlerin
- McCarney, Wayne (* 1966), australischer Radrennfahrer
- McCarran, Pat (1876–1954), US-amerikanischer Politiker
- McCarrick, Martin (* 1962), britischer Musiker
- McCarrick, Theodore (1930–2025), US-amerikanischer Theologe, ehemaliger Geistlicher, Erzbischof von Washington und KardinalTheodore McCarrick (1930–2025)

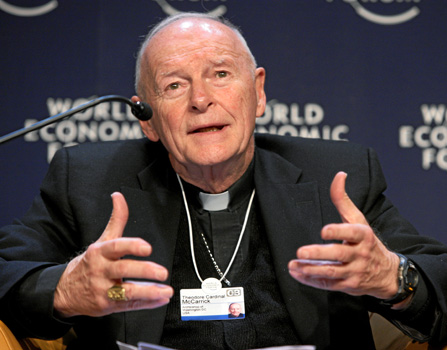
Theodore McCarrick (1930–2025)

- McCarron, Bob (* 1950), australischer Spezialeffektkünstler, Maskenbildner und Sanitäter
- McCarron, Chloe (* 1997), nordirische Fußballspielerin
- McCarron, Frank (1943–2021), schottischer Fußballspieler
- McCarron, Jill, US-amerikanische Jazzmusikerin
- McCarron, Michael (* 1995), US-amerikanischer Eishockeyspieler
- McCarry, Charles (1930–2019), US-amerikanischer Autor
- McCarry, Jane (* 1970), schottische Schauspielerin
- McCart, William John (1872–1933), kanadischer Politiker (Ontario Liberal Party)
- McCartan, Edward (1879–1947), amerikanischer Bildhauer
- McCartan, Jack (* 1935), US-amerikanischer Eishockeytorwart und -trainer
- McCartan, Pat (* 1953), irischer Politiker und Richter
- McCartan, Ryan (* 1993), US-amerikanischer Schauspieler
- McCarten, Anthony (* 1961), neuseeländischer Schriftsteller und Filmemacher
- McCarter, Gordon (1931–2002), US-amerikanischer Schiedsrichter im American Football
- McCarter, Steffin (* 1997), US-amerikanischer Weitspringer
- McCarthy, Aaron (* 1961), US-amerikanischer Basketballtrainer
- McCarthy, Alan (* 1972), englisch-walisischer Fußballspieler
- McCarthy, Albert (1920–1987), englischer Jazz-Autor, Diskograph, Jazz-Journalist und Jazz-Historiker
- McCarthy, Alex (* 1989), englischer Fußballspieler
- McCarthy, Andrew (* 1962), US-amerikanischer Schauspieler und RegisseurAndrew McCarthy (* 1962)

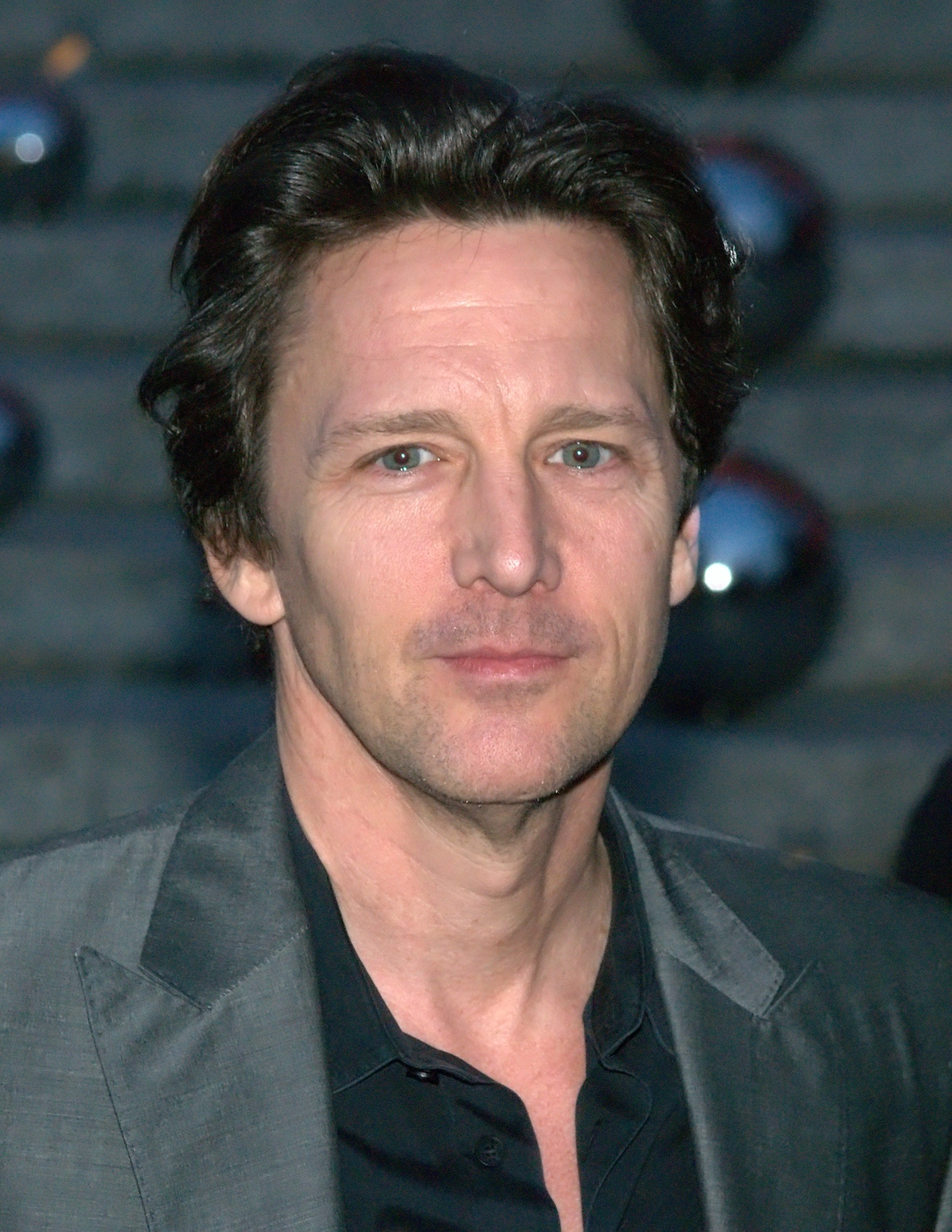
Andrew McCarthy (* 1962)

- McCarthy, Anna (* 1981), deutsche Künstlerin
- McCarthy, Arlene (* 1960), britische Politikerin (Labour Party), MdEP
- McCarthy, Babe (1923–1975), US-amerikanischer Basketballtrainer
- McCarthy, Barry (* 1992), irischer Cricketspieler
- McCarthy, Benni (* 1977), südafrikanischer Fußballspieler
- McCarthy, Brendan, US-amerikanischer Schauspieler
- McCarthy, Bridgette, britische Judoka
- McCarthy, Bryanna (* 1991), kanadische Fußballspielerin
- McCarthy, Carolyn (1944–2025), US-amerikanische Politikerin (Demokratische Partei)
- McCarthy, Charles J. (1861–1929), US-amerikanischer Politiker (Demokratische Partei) und Territorialgouverneur von Hawaii
- McCarthy, Colm (* 1973), schottischer Filmregisseur, Drehbuchautor und Filmproduzent
- McCarthy, Conor (* 1998), irischer Fußballspieler
- McCarthy, Cormac (1933–2023), US-amerikanischer SchriftstellerCormac McCarthy (1933–2023)

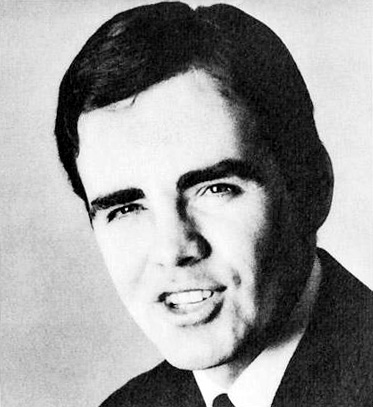
Cormac McCarthy (1933–2023)

- McCarthy, Dan (* 1980), kanadischer Jazzmusiker (Vibraphon)
- McCarthy, Daniel (1883–1957), irischer Politiker (Sinn Féin, Fine Gael)
- McCarthy, Daniel P. (* 1945), australisch-irischer Historiker und Informatiker
- McCarthy, David (* 1983), irischer Sprinter
- McCarthy, Dennis (1814–1886), US-amerikanischer Geschäftsmann und Politiker
- McCarthy, Dennis (* 1945), US-amerikanischer Komponist für Film- und Fernsehserien
- McCarthy, Dennis J (1924–1983), US-amerikanischer Theologe
- McCarthy, Doris (1910–2010), kanadische Malerin, spezialisiert auf abstrakte Landschaften
- McCarthy, Douglas (1966–2025), britischer Musiker und Sänger der Band Nitzer EbbDouglas McCarthy (1966–2025)

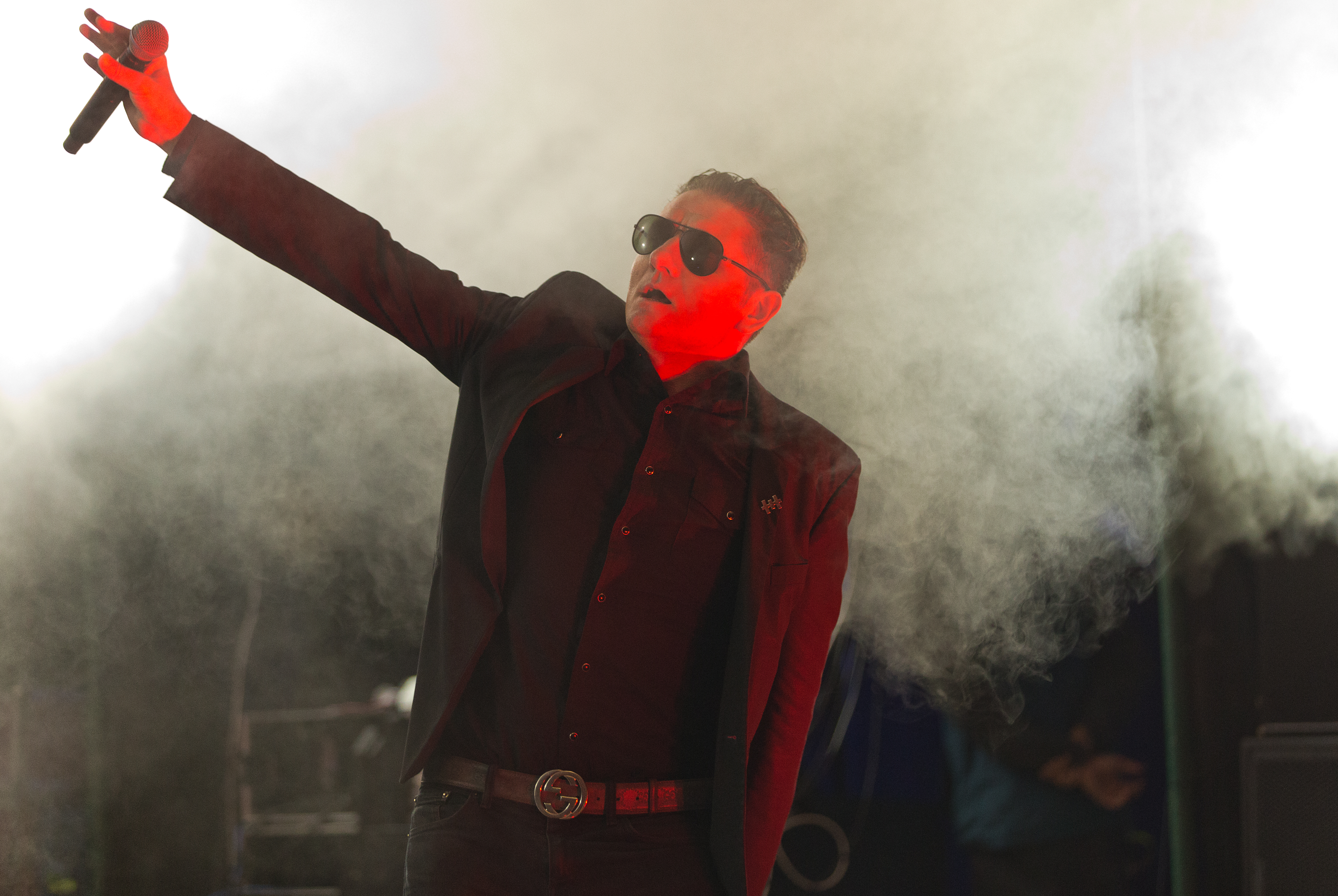
Douglas McCarthy (1966–2025)

- McCarthy, Edward Anthony (1918–2005), US-amerikanischer Geistlicher, Bischof von Phoenix, Erzbischof von Miami
- McCarthy, Edward Joseph (1850–1931), kanadischer Geistlicher und römisch-katholischer Erzbischof von Halifax
- McCarthy, Eugene (1916–2005), US-amerikanischer Politiker
- McCarthy, Fintan (* 1996), irischer Ruderer
- McCarthy, Fones, US-amerikanischer Schlosser und Erfinder
- McCarthy, Francis X. (* 1942), US-amerikanischer Schauspieler
- McCarthy, Frank (1912–1986), US-amerikanischer Brigadegeneral und Liedertexter
- McCarthy, Frank (1924–2002), US-amerikanischer Illustrator und Künstler
- McCarthy, Frank (* 1971), britischer DJ und Hörfunkmoderator
- McCarthy, Frederick (1881–1974), kanadischer Radsportler
- McCarthy, Frederick (1905–1997), australischer Anthropologe
- McCarthy, Gina (* 1954), US-amerikanische Expertin für Umweltgesundheit und Luftverschmutzung
- McCarthy, J. J. (* 2003), US-amerikanischer American-Football-Spieler
- McCarthy, Jacob (* 1993), irischer Schauspieler
- McCarthy, James (* 1990), irischer Fußballspieler
- McCarthy, James Francis (* 1942), US-amerikanischer Geistlicher, emeritierter Weihbischof in New York
- McCarthy, James G. (* 1952), US-amerikanischer Autor und Theologe
- McCarthy, James Joseph (1817–1882), irischer Architekt
- McCarthy, James William (1853–1943), schottischer Geistlicher
- McCarthy, Jay (* 1992), australischer Radrennfahrer
- McCarthy, Jenny (* 1972), US-amerikanisches Model, Moderatorin und SchauspielerinJenny McCarthy (* 1972)

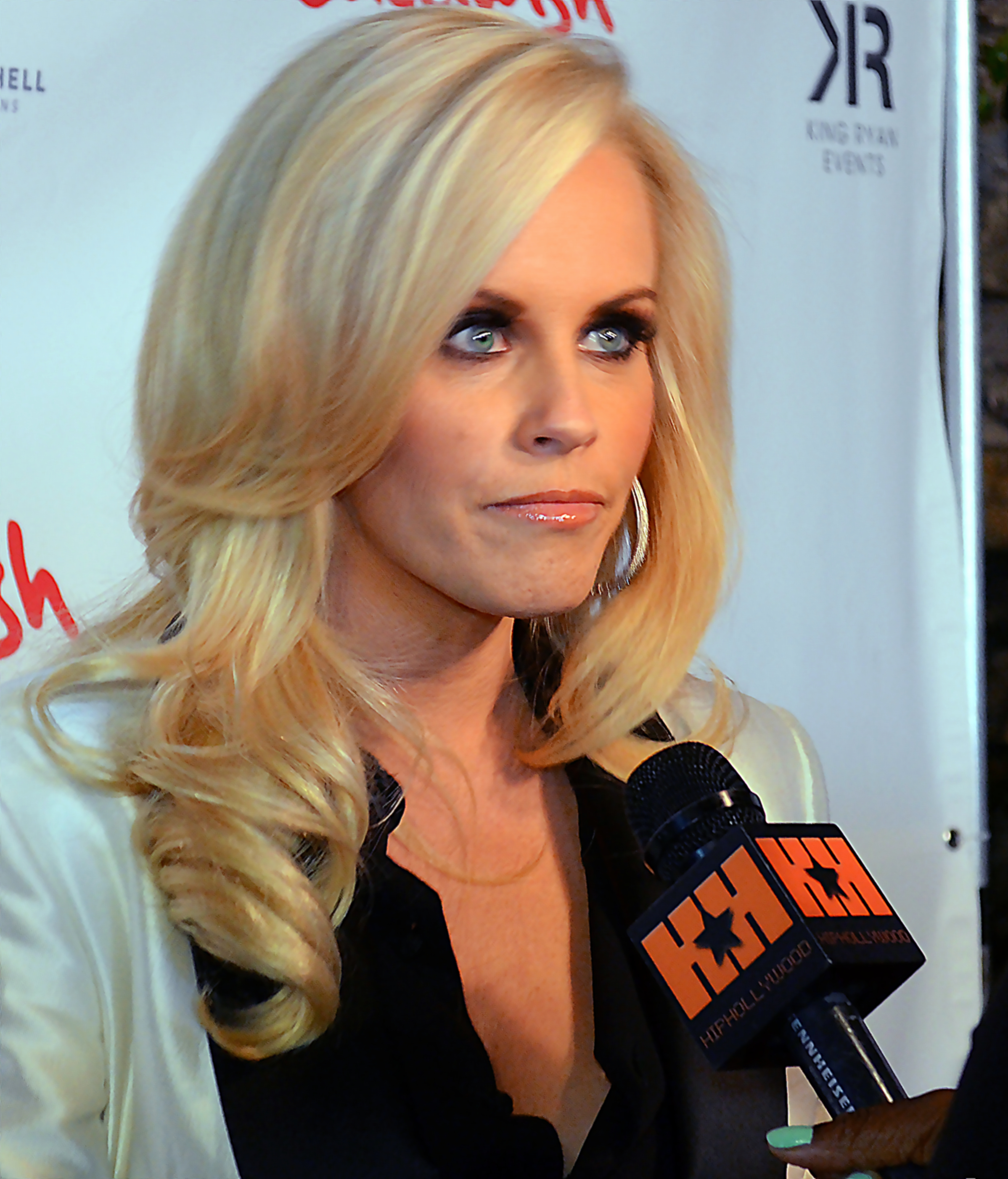
Jenny McCarthy (* 1972)

- McCarthy, Jerome E. (1928–2015), US-amerikanischer Wirtschaftswissenschaftler, Unternehmensberater und Autor
- McCarthy, Joe (1887–1978), US-amerikanischer Baseballspieler und -trainer
- McCarthy, John (1927–2011), US-amerikanischer Informatiker, Erfinder der Programmiersprache LISP
- McCarthy, John (* 1961), kanadischer Komponist
- McCarthy, John (* 1986), US-amerikanischer Eishockeyspieler und -trainer
- McCarthy, John Edward (1930–2018), US-amerikanischer Geistlicher, römisch-katholischer Bischof von Austin
- McCarthy, John H. (1850–1908), US-amerikanischer Jurist und Politiker
- McCarthy, John Jay (1857–1943), US-amerikanischer Politiker
- McCarthy, John Jr. (1912–1994), US-amerikanischer Szenenbildner
- McCarthy, Joseph (1885–1943), US-amerikanischer Liedtexter
- McCarthy, Joseph (1908–1957), US-amerikanischer PolitikerJoseph McCarthy (1908–1957)

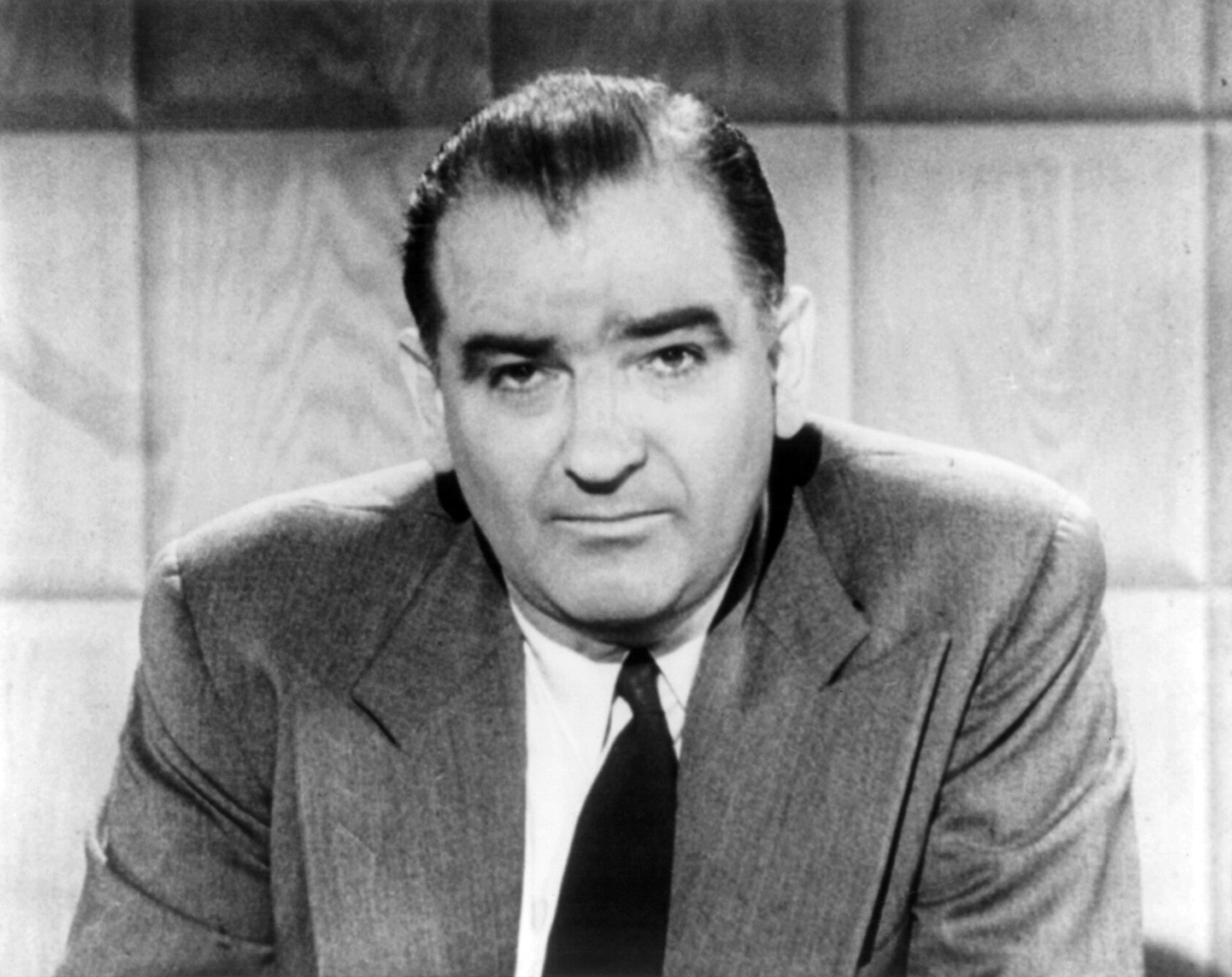
Joseph McCarthy (1908–1957)

- McCarthy, Joseph Edward (1876–1955), US-amerikanischer Geistlicher, römisch-katholischer Bischof von Portland
- McCarthy, Joseph junior (1922–1975), amerikanischer Textdichter
- McCarthy, Justin (1899–1976), US-amerikanischer Eishockeyspieler
- McCarthy, Justin A. (* 1945), US-amerikanischer Historiker und Demograf
- McCarthy, Justin Joseph (1900–1959), US-amerikanischer Geistlicher, Bischof von Camden
- McCarthy, Karen (1947–2010), US-amerikanische Politikerin
- McCarthy, Karl (1928–1995), irischer Radrennfahrer
- McCarthy, Kathryn O’Loughlin (1894–1952), US-amerikanische Politikerin
- McCarthy, Kevin (1914–2010), US-amerikanischer Schauspieler
- McCarthy, Kevin (* 1957), kanadischer Eishockeyspieler und -trainer
- McCarthy, Kevin (* 1965), US-amerikanischer Politiker
- McCarthy, Leo T. (1930–2007), US-amerikanischer Politiker
- McCarthy, Mary (1912–1989), US-amerikanische Schriftstellerin und Frauenrechtlerin
- McCarthy, Megan (* 1966), US-amerikanische Fußballspielerin
- McCarthy, Melissa (* 1970), US-amerikanische Schauspielerin, Fernsehregisseurin, Filmproduzentin und DrehbuchautorinMelissa McCarthy (* 1970)

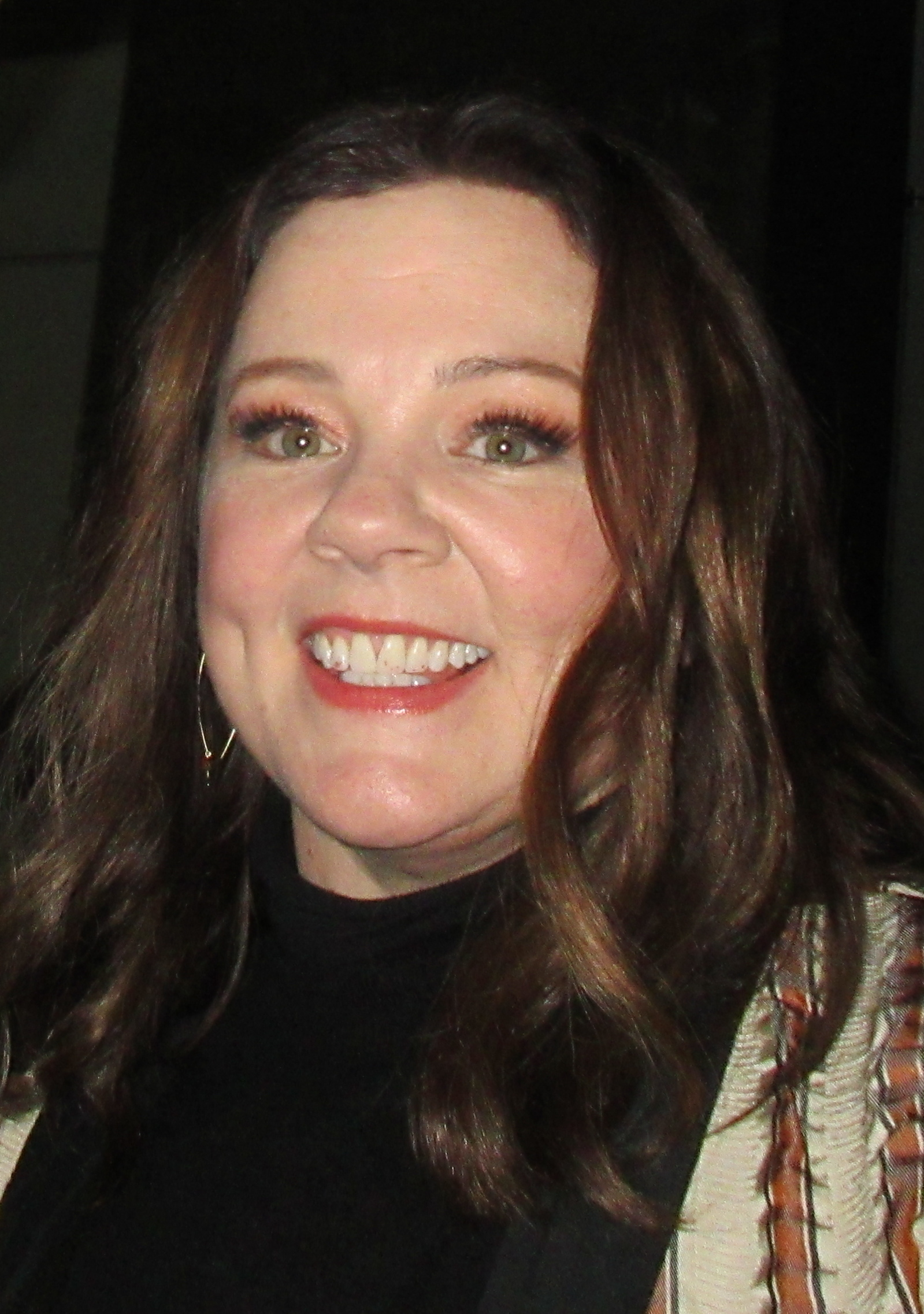
Melissa McCarthy (* 1970)

- McCarthy, Michael (* 1976), irischer Politiker der Irish Labour Party
- McCarthy, Michael Fabian (* 1950), australischer Geistlicher, Bischof von Rockhampton
- McCarthy, Mick (* 1959), irischer Fußballspieler und -trainer
- McCarthy, Mike (* 1963), US-amerikanischer American-Football-Trainer
- McCarthy, Mike (* 1968), US-amerikanischer Radrennfahrer
- McCarthy, Neil (1932–1985), britischer Schauspieler
- McCarthy, Nick (* 1974), britischer Musiker und Songschreiber, ehemaliges Mitglied der Band Franz Ferdinand
- McCarthy, Noel (* 1961), irischer Politiker
- McCarthy, Nora (* 1958), amerikanische Jazzsängerin
- McCarthy, Paddy (* 1983), irischer Fußballspieler
- McCarthy, Patrick (* 1954), kanadischer Karateka
- McCarthy, Paul (* 1945), US-amerikanischer Performancekünstler
- McCarthy, Peggy (* 1956), US-amerikanische Ruderin
- McCarthy, Perry (* 1961), britischer RennfahrerPerry McCarthy (* 1961)

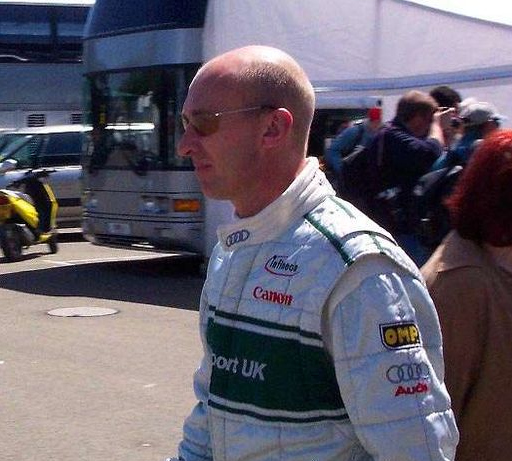
Perry McCarthy (* 1961)

- McCarthy, Philemon (* 1983), ghanaischer Fußballtorhüter
- McCarthy, Richard D. (1927–1995), US-amerikanischer Politiker
- McCarthy, Sam (* 2002), US-amerikanischer Filmschauspieler
- McCarthy, Sandy (* 1972), kanadischer Eishockeyspieler
- McCarthy, Seán (1889–1974), irischer Politiker (Fianna Fáil)
- McCarthy, Seán (1937–2021), irischer Arzt und Politiker
- McCarthy, Sheila (* 1956), kanadische Schauspielerin
- McCarthy, Steve (* 1981), kanadischer Eishockeyspieler und -trainer
- McCarthy, T. C., amerikanischer Science-Fiction-Schriftsteller
- McCarthy, Thomas A. (* 1940), amerikanischer Philosoph
- McCarthy, Thomas Joseph (1905–1986), kanadischer römisch-katholischer Geistlicher und Bischof von Saint Catharines
- McCarthy, Timothy (1888–1917), irischer Seemann und Antarktisreisender
- McCarthy, Timothy (* 1949), US-amerikanischer Polizist
- McCarthy, Todd (* 1950), US-amerikanischer Filmkritiker, Drehbuchautor und Filmregisseur
- McCarthy, Tom (1960–2022), kanadischer Eishockeyspieler und -trainer
- McCarthy, Tom (* 1966), US-amerikanischer Schauspieler, Drehbuchautor und FilmregisseurTom McCarthy (* 1966)

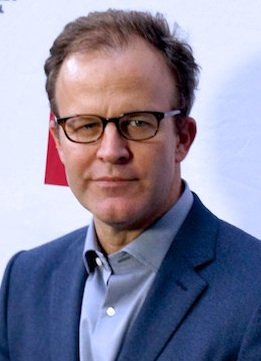
Tom McCarthy (* 1966)

- McCarthy, Tom (* 1969), britischer Schriftsteller und Künstler
- McCarthy, Tom C., Tontechniker
- McCarthy, Tommy (1893–1959), kanadischer Eishockeyspieler
- McCarthy, Tommy (* 1990), irischer Boxer
- McCarthy, Wil (* 1966), amerikanischer Schriftsteller und Unternehmer
- McCarthy, William J. (1919–1998), US-amerikanischer Gewerkschaftsführer
- McCarthy, William, Baron McCarthy (1925–2012), britischer Politiker (Labour Party) und Life Peer
- McCartie, Patrick Leo (1925–2020), britischer Geistlicher, römisch-katholischer Bischof von Northampton
- McCartin, Joe (* 1939), irischer Politiker, MdEP
- McCartney, Craig (* 1975), australischer Straßenradrennfahrer
- McCartney, Eliza (* 1996), neuseeländische Stabhochspringerin
- McCartney, George (* 1981), nordirischer Fußballspieler
- McCartney, Hugh (1920–2006), schottischer Politiker
- McCartney, Ian (* 1951), britischer Politiker (Labour), Mitglied des House of Commons
- McCartney, Innes (* 1964), britischer Autor, Taucher, Historiker und Unterwasserarchäologe
- McCartney, James (* 1977), britischer Musiker
- McCartney, James Alexander George Smith (1945–1980), Politiker der Turks- und Caicosinseln
- McCartney, Jason (* 1973), US-amerikanischer Radrennfahrer
- McCartney, Jesse (* 1987), US-amerikanischer Schauspieler, Synchronsprecher, Sänger und Songwriter
- McCartney, John (* 1868), schottischer Fußballspieler
- McCartney, Kathleen (* 1959), US-amerikanische Triathletin
- McCartney, Linda (1941–1998), US-amerikanische Fotografin, Musikerin und Ehefrau von Ex-Beatle Paul McCartney
- McCartney, Mary (* 1969), britische Fotografin
- McCartney, Paul (* 1942), englischer Sänger, Musiker und Komponist (The Beatles)Paul McCartney (* 1942)

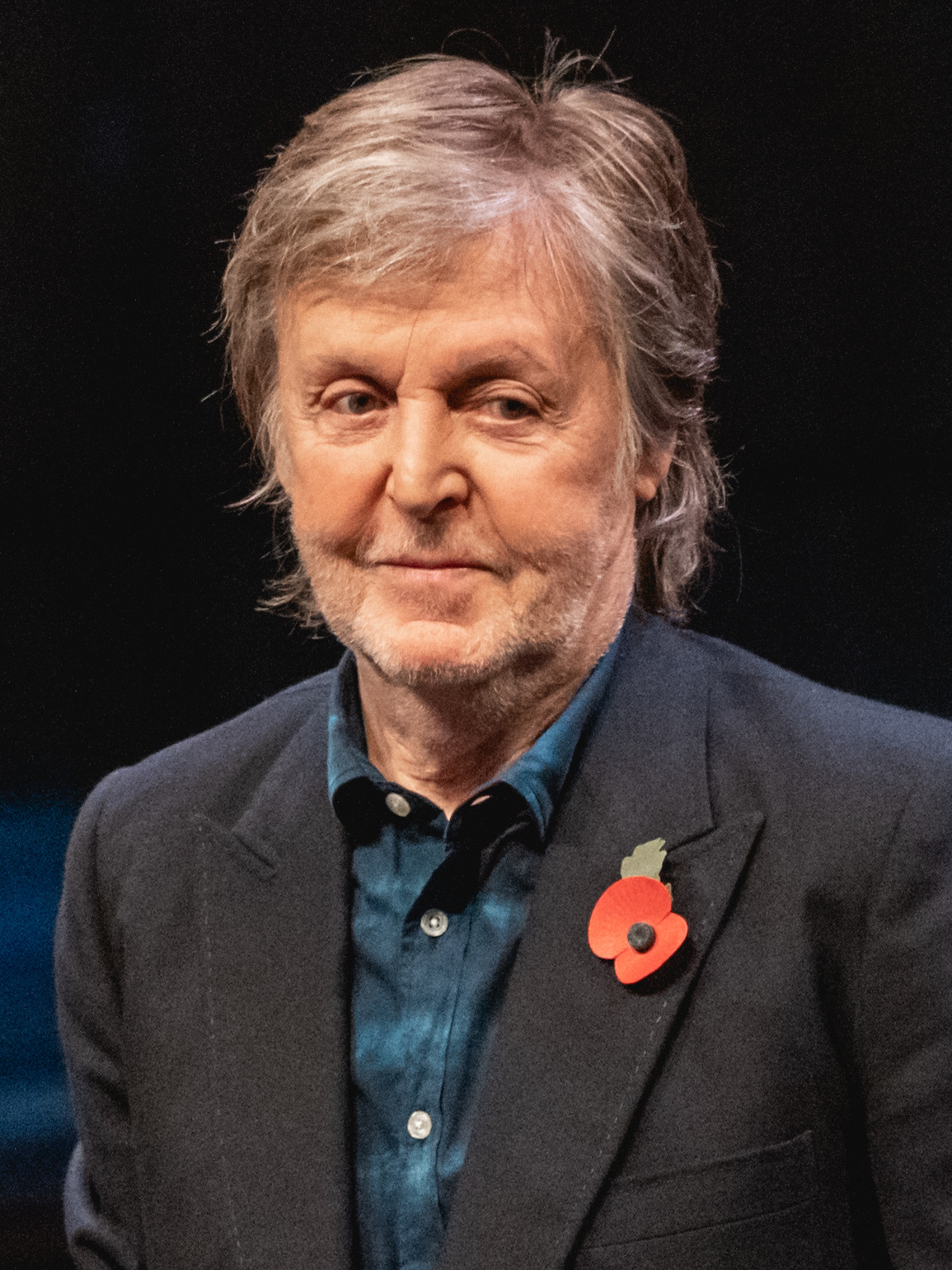
Paul McCartney (* 1942)

- McCartney, Raymond (* 1954), nordirisches IRA-Mitglied, Politiker (Sinn Féin)
- McCartney, Stella (* 1971), britische ModedesignerinStella McCartney (* 1971)

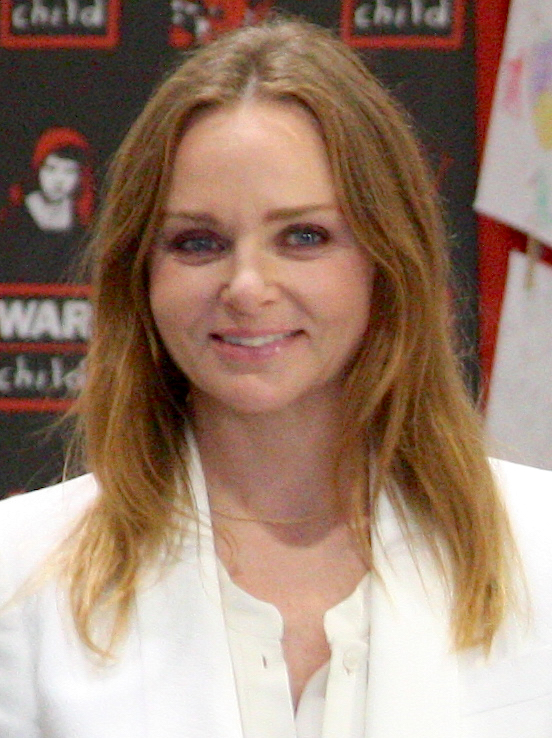
Stella McCartney (* 1971)

- McCarty, Andrew Z. (1808–1879), US-amerikanischer Jurist und Politiker
- McCarty, Bryna (* 1983), US-amerikanische Skirennläuferin
- McCarty, Daniel (1912–1953), US-amerikanischer Politiker, Gouverneur von Florida
- McCarty, Daniel J. (* 1928), US-amerikanischer Mediziner
- McCarty, Darren (* 1972), kanadischer Eishockeyspieler
- McCarty, Dax (* 1987), US-amerikanischer Fußballspieler
- McCarty, Jim (* 1943), britischer Schlagzeuger
- McCarty, Jim (* 1947), US-amerikanischer Blues-Rock-Gitarrist
- McCarty, Johnathan (1795–1852), US-amerikanischer Politiker
- McCarty, Jonathan Patrick (* 1982), US-amerikanischer Radrennfahrer
- McCarty, Kelli (* 1969), US-amerikanische Schönheitskönigin, Model, Schauspielerin, Pornodarstellerin
- McCarty, Kelly (* 1975), US-amerikanisch-russischer Basketballspieler
- McCarty, Maclyn (1911–2005), US-amerikanischer Biologe
- McCarty, Perry (1931–2023), US-amerikanischer Bauingenieur
- McCarty, Richard (1780–1844), US-amerikanischer Politiker
- McCarty, Ted (1909–2001), US-amerikanischer Erfinder, Unternehmer
- McCarty, Tiffany (* 1990), US-amerikanische Fußballspielerin
- McCarty, William M. († 1863), US-amerikanischer Politiker
- McCarty, William Tibertus (1889–1972), US-amerikanischer Ordensgeistlicher, römisch-katholischer Bischof von Rapid City
- McCarver, Dallas (1991–2017), US-amerikanischer Bodybuilder
- McCarville, Janel (* 1982), US-amerikanische Basketballspielerin

#### Mccas
- McCaskey, Virginia Halas (1923–2025), US-amerikanische Unternehmerin und Besitzerin des NFL-Teams Chicago Bears
- McCaskie, Sonja (1939–1963), britische Skirennläuferin
- McCaskill, Claire (* 1953), US-amerikanische Politikerin
- McCaslin, Donny (* 1966), US-amerikanischer Jazzsaxophonist
- McCaslin, Jason (* 1980), kanadischer Bassist und BackgroundsängerJason McCaslin (* 1980)

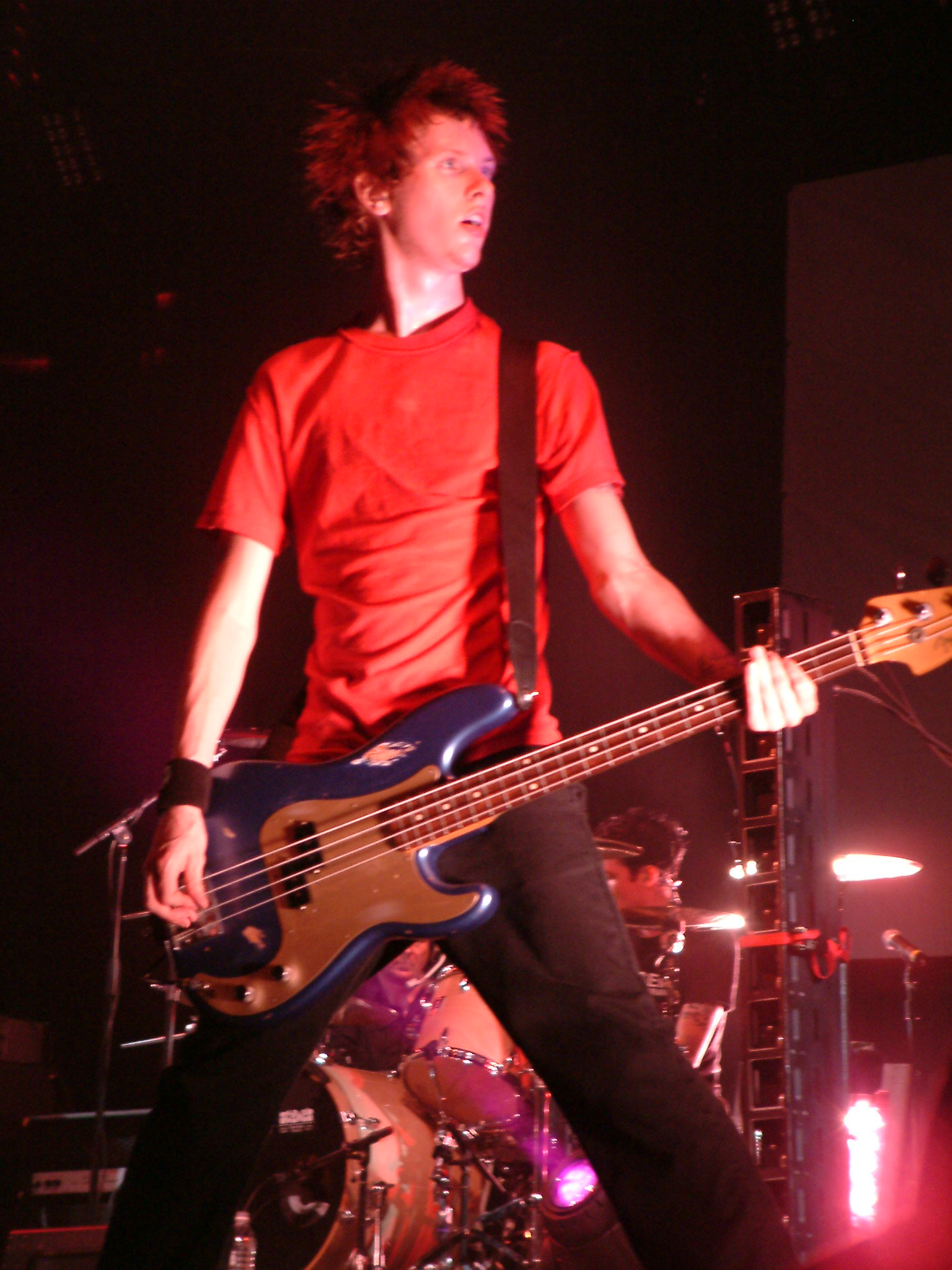
Jason McCaslin (* 1980)

#### Mccau
- McCaughey, Betsy (* 1948), US-amerikanische Politikerin
- McCaughey, Davis (1914–2005), britischer Theologe, kirchlicher Würdenträger der Uniting Church in Australia, Gouverneur von Victoria (Australien)
- McCaughey, Seán (1915–1946), irischer Widerstandskämpfer und Hungerstreikender
- McCaughey, William (1929–2000), US-amerikanischer Tontechniker
- McCaughrean, Geraldine (* 1951), britische Kinderbuchautorin
- McCaul, Michael (* 1962), US-amerikanischer PolitikerMichael McCaul (* 1962)

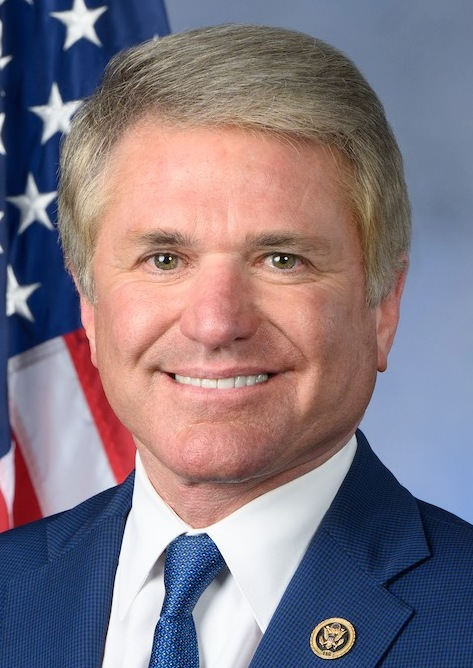
Michael McCaul (* 1962)

- McCaul, Neil (* 1947), britischer Schauspieler und Synchronsprecher
- McCaul-Coxner, Adam (* 1989), nordirischer Eishockeyspieler
- McCaulay, Deon (* 1987), belizischer Fußballspieler
- McCauley, Alyn (* 1977), kanadischer Eishockeyspieler, -trainer und -scout
- McCauley, Gordon (* 1972), neuseeländischer Radrennfahrer
- McCauley, Jocelyn (* 1988), US-amerikanische Triathletin
- McCauley, Leo Thomas (1895–1974), irischer Diplomat
- McCauley, Martin (* 1934), britischer Historiker, Politikwissenschaftler und Hochschullehrer
- McCauley, Peter (* 1950), neuseeländischer Schauspieler
- McCauley, William (1917–1999), kanadischer Komponist, Posaunist und Dirigent
- McCausland, John (1836–1927), US-amerikanischer Brigadegeneral (Konföderation)
- McCausland, Ross (* 2003), nordirischer Fußballspieler
- McCauslen, William C. (1796–1863), US-amerikanischer Politiker

#### Mccaw
- McCaw, Christian (* 1973), US-amerikanischer Volleyball- und Beachvolleyballspieler
- McCaw, Craig (* 1949), US-amerikanischer Manager
- McCaw, Justin (* 1998), österreichisch-US-amerikanischer Basketballspieler
- McCaw, Patrick (* 1995), US-amerikanischer Basketballspieler
- McCaw, Richie (* 1980), neuseeländischer Rugby-Union-SpielerRichie McCaw (* 1980)

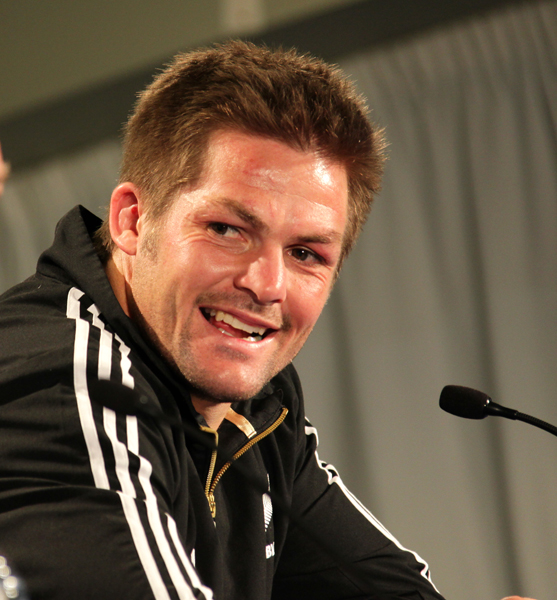
Richie McCaw (* 1980)

- McCaw, Robert (1821–1870), US-amerikanischer Politiker
- McCaw, Sean (* 1973), österreichischer Basketballspieler
- McCaw, Susan (* 1962), US-amerikanische Unternehmerin und Diplomatin
- McCawley, Charles Grymes (1827–1891), US-amerikanischer Befehlshaber des United States Marine Corps
- McCawley, Debbie (* 1958), australische Hochspringerin

#### Mccay
- McCay, Barney, US-amerikanischer Badmintonspieler
- McCay, Clive (1898–1967), US-amerikanischer Biochemiker und Gerontologe
- McCay, James Whiteside (1864–1930), australischer Artillerieoffizier und Divisionskommandeur
- McCay, Peggy (1927–2018), US-amerikanische Schauspielerin
- McCay, Winsor (1871–1934), US-amerikanischer Karikaturist und Comiczeichner

### Mccg
- MccGwire, Kate (* 1964), britische Bildhauerin und Installationskünstlerin

### Mcch
- McChesney, Bob (* 1956), amerikanischer Jazz- und Studiomusiker (Posaune, Komposition)
- McChristian, Joseph A. (1914–2005), US-amerikanischer Offizier, Generalmajor der US-Army
- McChrystal, Stanley A. (* 1954), US-amerikanischer GeneralStanley A. McChrystal (* 1954)

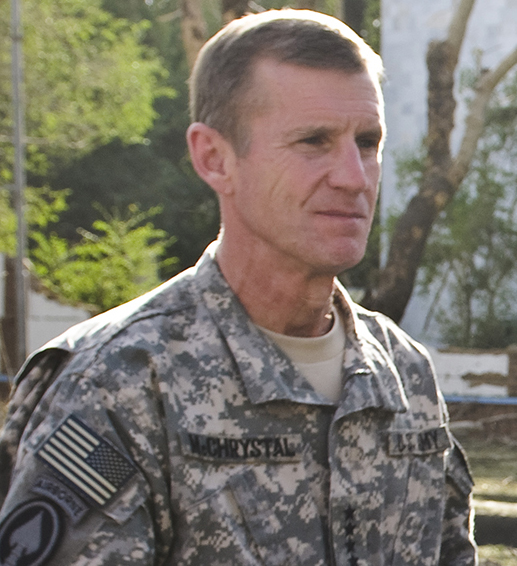
Stanley A. McChrystal (* 1954)

### Mccl
- McClafferty, Siobhán, irische Schönheitskönigin
- McClain, Anne (* 1979), US-amerikanische Militärpilotin, Astronautin und Rugby-Nationalspielerin
- McClain, Charly (* 1956), US-amerikanische Country-Sängerin
- McClain, China Anne (* 1998), US-amerikanische Schauspielerin
- McClain, Dave (* 1965), US-amerikanischer Schlagzeuger
- McClain, Frank B. (1864–1925), US-amerikanischer Politiker

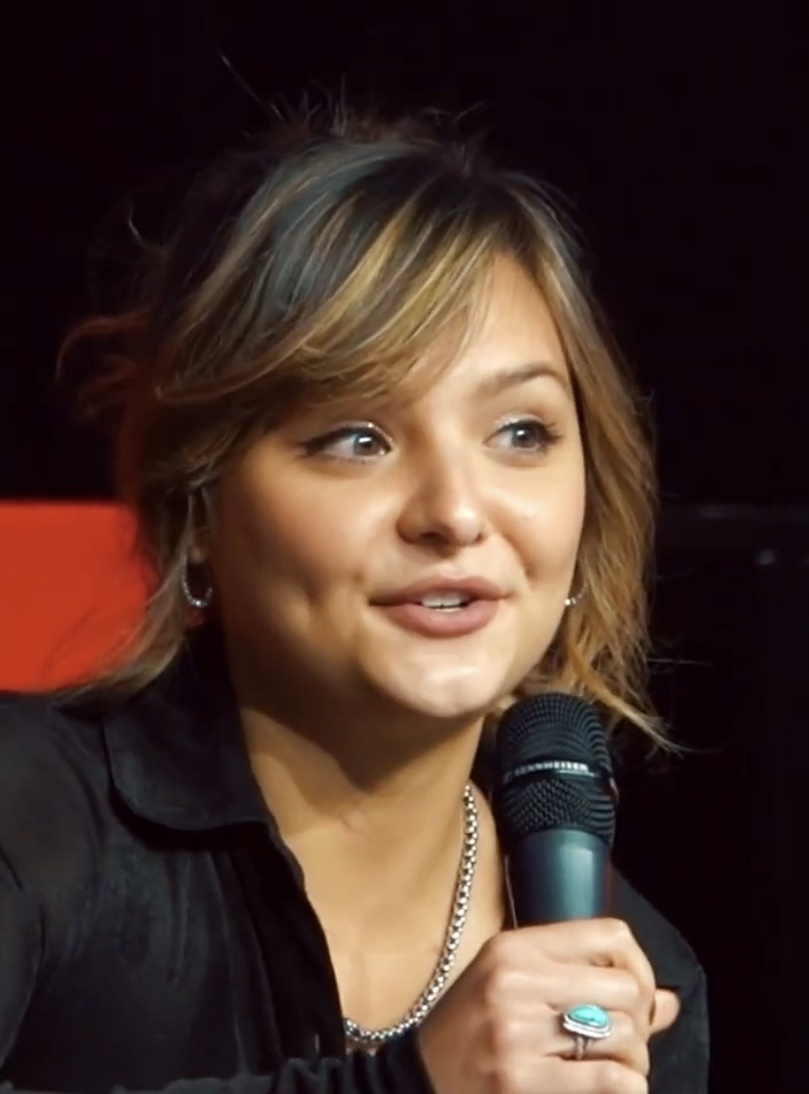
Cassady McClincy (* 2000)

- McClain, Johnathan (* 1970), US-amerikanischer Schauspieler
- McClain, Kevin (* 1996), US-amerikanisch-deutscher Basketballspieler
- McClain, Lisa (* 1966), amerikanische Politikerin der Republikanischen Partei
- McClain, Meredith (1941–2024), amerikanische Germanistin und Hochschullehrerin
- McClain, Paula D. (* 1950), US-amerikanische Politikwissenschaftlerin
- McClain, Remontay (* 1992), US-amerikanischer Sprinter
- McClain, Terrell (* 1988), US-amerikanischer American-Football-Spieler
- McClain, Thaddeus (1876–1935), US-amerikanischer Leichtathlet
- McClain-Delaney, April (* 1964), US-amerikanische Politikerin der Demokratischen Partei
- McClair, Brian (* 1963), schottischer Fußballspieler und -trainer
- McClam, Jarvis (* 1994), US-amerikanischer American-Football-Spieler
- McClammy, Charles W. (1839–1896), US-amerikanischer Politiker
- McClanahan, Rob (* 1958), US-amerikanischer Eishockeyspieler
- McClanahan, Rue (1934–2010), US-amerikanische SchauspielerinRue McClanahan (1934–2010)

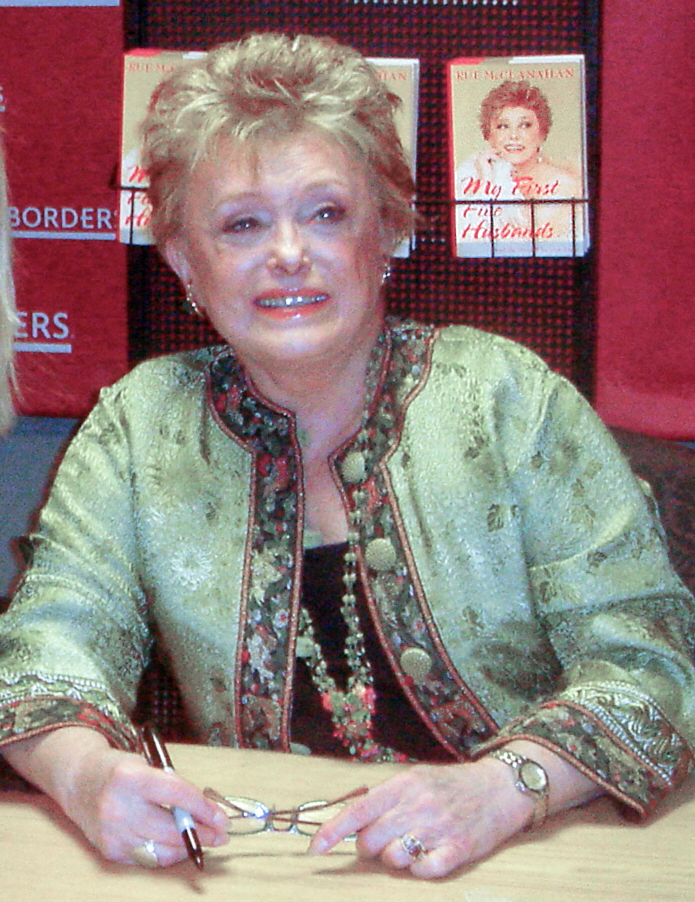
Rue McClanahan (1934–2010)

- McClanahan, Scott (* 1978), US-amerikanischer Schriftsteller und Filmemacher
- McClaren, Steve (* 1961), englischer Fußballspieler und -trainer
- McClarkin, Emma (* 1978), britische Politikerin (Conservative Party), MdEP
- McClarnon, Liz (* 1981), britische Sängerin, Tänzerin, Moderatorin und Bühnenschauspielerin
- McClarnon, Zahn (* 1966), US-amerikanischer Schauspieler
- McClary, Susan (* 1946), amerikanische Musikwissenschaftlerin
- McClary, Thomas (* 1949), US-amerikanischer Gitarrist, Sänger, Songwriter und Plattenproduzent
- McClary, Thomas Calvert (1909–1972), amerikanischer Schriftsteller
- McClatchey, Alan (* 1956), britischer Schwimmer
- McClatchey, Caitlin (* 1985), britische Schwimmerin
- McClatchy, J. D. (1945–2018), US-amerikanischer Dichter, Schriftsteller und Hochschullehrer
- McClay, Todd (* 1968), neuseeländischer Politiker der New Zealand National Party
- McClean, James (* 1989), irischer FußballspielerJames McClean (* 1989)

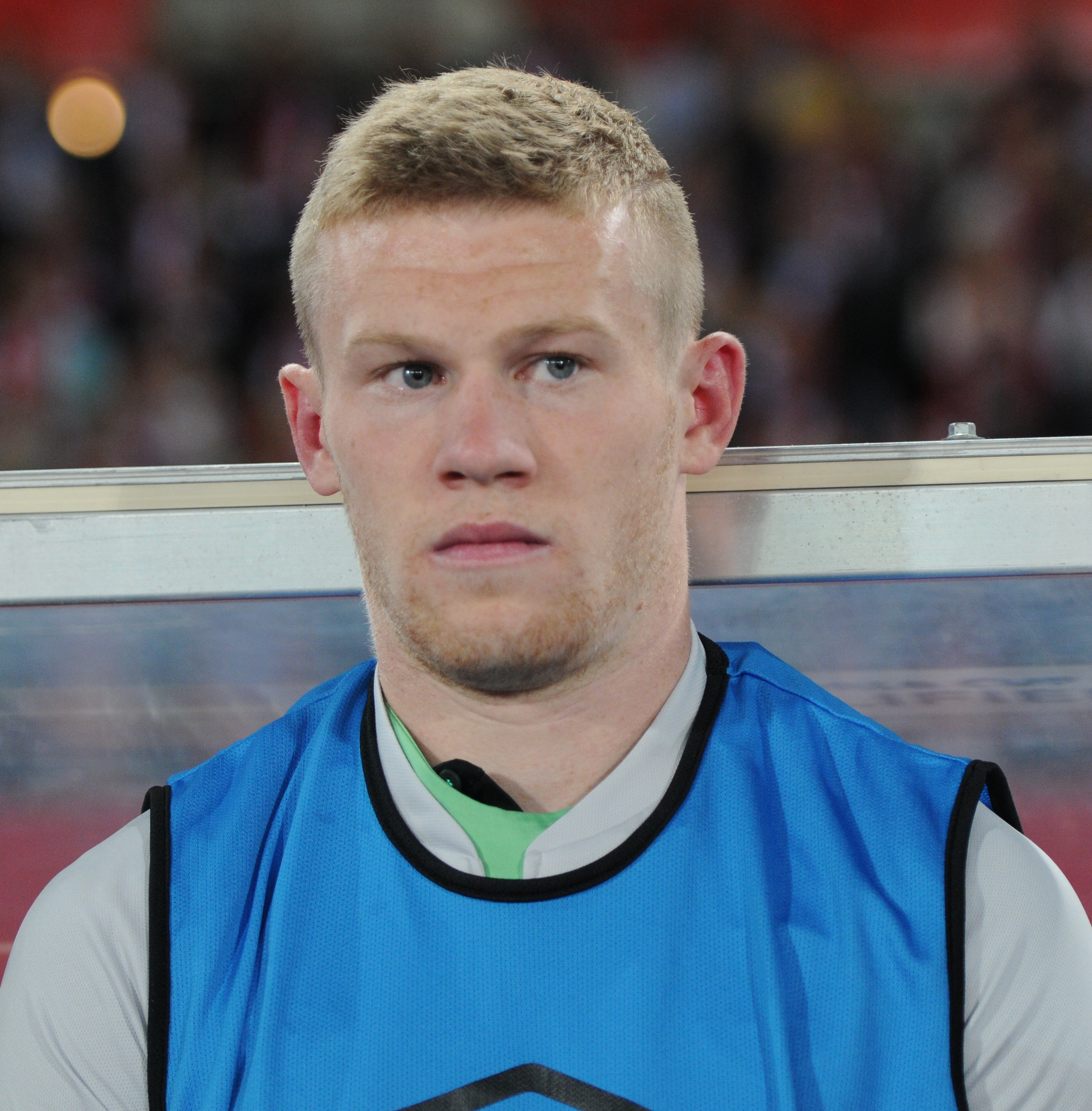
James McClean (* 1989)

- McClean, Joseph (* 1935), britischer Radrennfahrer
- McClean, Katrin (* 1963), deutsche Schriftstellerin
- McClean, Marley S. (* 1987), US-amerikanische Schauspielerin
- McClean, Maxine, barbadische Politikerin
- McClean, Moses (1804–1870), US-amerikanischer Politiker
- McClean, Samuel Neal (1857–1930), US-amerikanischer Erfinder
- McCleary, Garath (* 1987), englisch-jamaikanischer Fußballspieler
- McCleary, James (1853–1924), US-amerikanischer Politiker
- McCleary, Rachel (* 1953), US-amerikanische Wirtschaftsphilosophin, Politologin und Hochschullehrerin
- McCleary, Trent (* 1972), kanadischer Eishockeyspieler
- McCleary, Urie (1905–1980), US-amerikanischer Art Director und Szenenbildner
- McCleary, William Boyd (* 1949), britischer Diplomat, Gouverneur der Britischen Jungferninseln
- McCleen, Grace (* 1981), britische Autorin
- McCleery, Alan (1929–2022), kanadischer Kanute
- McCleery, James (1837–1871), US-amerikanischer Politiker
- McCleery, Michael (* 1959), US-amerikanischer Schauspieler
- McCleister, Tom (* 1949), US-amerikanischer Schauspieler
- McClellan, Abraham (1789–1866), US-amerikanischer Politiker
- McClellan, Barr (* 1939), US-amerikanischer Unternehmer, Rechtsanwalt und Autor
- McClellan, Charles A. O. (1835–1898), US-amerikanischer Politiker
- McClellan, George (1796–1847), US-amerikanischer Mediziner
- McClellan, George (1856–1927), US-amerikanischer Politiker
- McClellan, George B. (1826–1885), US-amerikanischer Offizier und PolitikerGeorge B. McClellan (1826–1885)

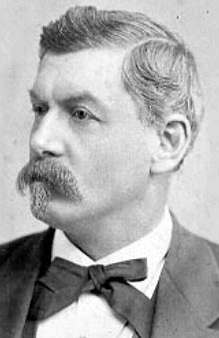
George B. McClellan (1826–1885)

- McClellan, George B. junior (1865–1940), US-amerikanischer Politiker
- McClellan, Gerald (* 1967), US-amerikanischer Boxer
- McClellan, James H. (* 1947), US-amerikanischer Elektroingenieur
- McClellan, Jennifer (* 1972), US-amerikanische Politikerin der Demokratischen Partei
- McClellan, John Little (1896–1977), US-amerikanischer Politiker
- McClellan, Kathleen (* 1970), US-amerikanische Schauspielerin, Moderatorin und ehemaliges Model
- McClellan, Robert (1747–1817), US-amerikanischer Händler und Politiker
- McClellan, Robert (1806–1860), US-amerikanischer Jurist und Politiker
- McClellan, Scott (* 1968), US-amerikanischer Pressesprecher von US-Präsident George W. Bush
- McClellan, Sid (1925–2000), englischer Fußballspieler
- McClelland, Bramlette (1920–2010), US-amerikanischer Geotechniker
- McClelland, Charles E. (* 1940), US-amerikanischer Historiker
- McClelland, David (1917–1998), US-amerikanischer PsychologeDavid McClelland (1917–1998)

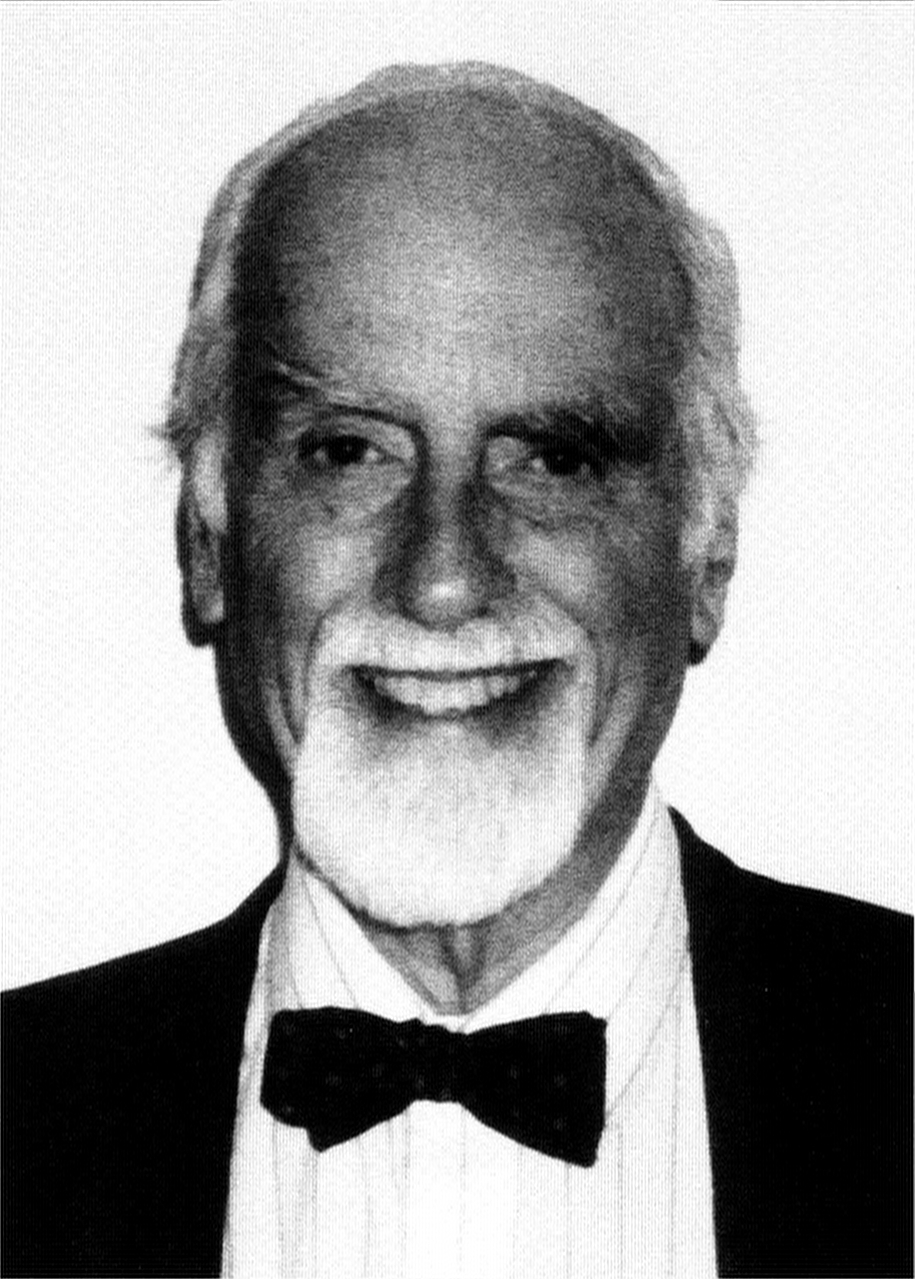
David McClelland (1917–1998)

- McClelland, Elspeth Douglas (1879–1920), englisch-britische Architektin und Suffragette
- McClelland, Ivy Lilian (1908–2006), britische Romanistin und Hispanistin
- McClelland, James (* 1948), US-amerikanischer Psychologe
- McClelland, John (* 1940), kanadischer Kulturhistoriker
- McClelland, John (* 1955), nordirischer Fußballspieler und -trainer
- McClelland, Kevin (* 1962), kanadischer Eishockeyspieler und -trainer
- McClelland, Kyle (* 2002), nordirisch-schottischer Fußballspieler
- McClelland, Marjorie (1913–1978), US-amerikanische Kinderpsychologin und Judenretterin
- McClelland, Robert (1807–1880), US-amerikanischer Politiker
- McClelland, Roswell (1914–1995), US-amerikanischer Flüchtlingshelfer und Diplomat
- McClelland, William (1842–1892), US-amerikanischer Politiker
- McClement, Jay (* 1983), kanadischer Eishockeyspieler
- McClement, Timothy (* 1951), britischer Vizeadmiral
- McClements, Catherine (* 1965), australische SchauspielerinCatherine McClements (* 1965)

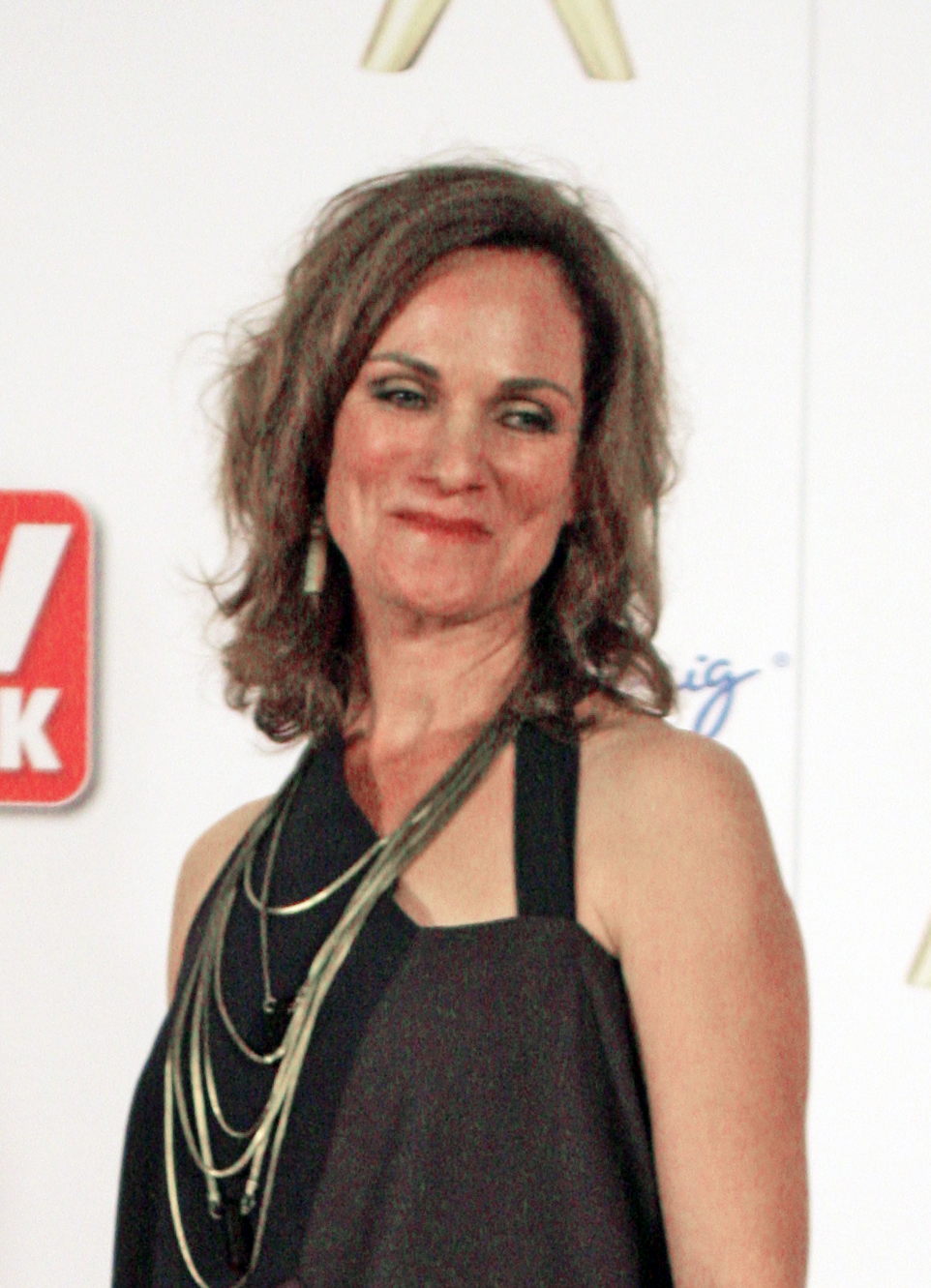
Catherine McClements (* 1965)

- McClements, Lynette (* 1951), australische Schwimmerin
- McClenachan, Blair († 1812), US-amerikanischer Politiker
- McClenaghan, Mitchell (* 1986), neuseeländischer Cricketspieler
- McClenaghan, Rhys (* 1999), irischer Kunstturner
- McClenahan, Trent (* 1985), australischer Fußballspieler
- McClendon, Reiley (* 1990), US-amerikanischer Schauspieler
- McCleney, Haylie (* 1994), US-amerikanische Softballspielerin
- McClennan, Tommy (* 1908), US-amerikanischer Blues-Musiker
- McClennon, George († 1937), amerikanischer Klarinettist, Sänger, Entertainer und Tänzer
- McCleon, Dexter (* 1973), US-amerikanischer Footballspieler
- McClerkin, Corky († 2015), US-amerikanischer Jazzpianist und Keyboarder
- McClernand, John Alexander (1812–1900), US-amerikanischer Offizier und Politiker
- McClincy, Cassady (* 2000), amerikanische SchauspielerinCassady McClincy (* 2000)
- McCline, Jameel (* 1970), US-amerikanischer Schwergewichtsboxer
- McClintic, Guthrie (1893–1961), US-amerikanischer Schauspieler, Film- und Theaterproduzent
- McClintic, James V. (1878–1948), US-amerikanischer Politiker
- McClintock, Barbara (1902–1992), US-amerikanische Genetikerin und Nobelpreisträgerin
- McClintock, Charles B. (1886–1965), US-amerikanischer Politiker
- McClintock, Eddie (* 1967), US-amerikanischer Schauspieler
- McClintock, Elizabeth May (1912–2004), US-amerikanische Botanikerin und Hochschullehrerin
- McClintock, Emory (1840–1916), US-amerikanischer Mathematiker und Versicherungsmakler
- McClintock, Francis Leopold (1819–1907), britischer Marineoffizier und Arktis-Forscher
- McClintock, Frank A. (1921–2011), US-amerikanischer Ingenieur
- McClintock, Harry (1882–1957), US-amerikanischer Komponist
- McClintock, Jacqueline (1957–2012), kanadische Schauspielerin, Regisseurin und Schauspiellehrerin
- McClintock, Robert M. (1909–1976), US-amerikanischer Diplomat
- McClintock, Tom (* 1956), US-amerikanischer Politiker der Republikanischen Partei
- McClinton, Delbert (* 1940), US-amerikanischer R&B, Soul- und Country-Sänger und Songschreiber
- McClory, Belinda (* 1968), australische Schauspielerin
- McClory, Kevin (1926–2006), irischer Filmproduzent und Drehbuchautor
- McClory, Robert (1908–1988), US-amerikanischer Politiker
- McClory, Robert John (* 1963), US-amerikanischer Geistlicher, römisch-katholischer Bischof von Glary
- McClory, Sean (1924–2003), irischer Schauspieler
- McCloskey, Augustus (1877–1950), US-amerikanischer Politiker
- McCloskey, Deirdre (* 1942), US-amerikanische Ökonomin und Professorin
- McCloskey, Frank (1939–2003), US-amerikanischer Politiker (Demokratische Partei)
- McCloskey, Jack (1925–2017), US-amerikanischer Basketballspieler, -trainer und -funktionär
- McCloskey, John (1810–1885), US-amerikanischer Geistlicher und Erzbischof von New York
- McCloskey, Leigh (* 1955), US-amerikanischer SchauspielerLeigh McCloskey (* 1955)

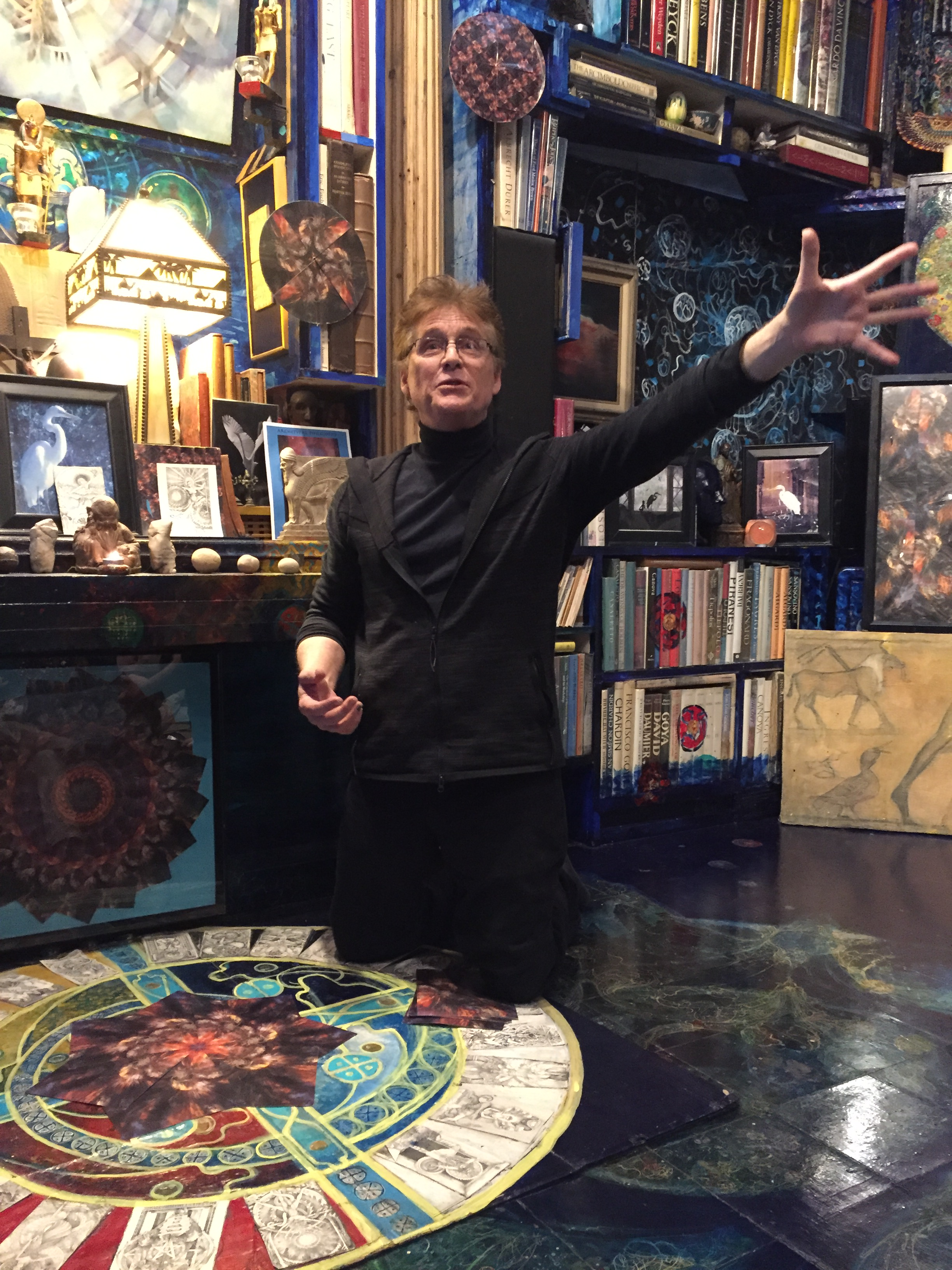
Leigh McCloskey (* 1955)

- McCloskey, Molly (* 1964), US-amerikanische Schriftstellerin
- McCloskey, Pete (1927–2024), US-amerikanischer Politiker
- McCloskey, Robert (1914–2003), US-amerikanischer Autor und Illustrator von Kinderbüchern
- McCloskey, Robert J. (1922–1996), US-amerikanischer Diplomat und Journalist
- McCloskey, William George (1823–1909), römisch-katholischer Geistlicher
- McCloud, Andy (1948–2010), US-amerikanischer Jazzmusiker und Komponist
- McCloud, David J. (1945–1998), US-amerikanischer Offizier, Generalleutnant der US Air Force
- McCloud, Scott (* 1960), US-amerikanischer Comic-Künstler und -Theoretiker
- McCloy, Helen (1904–1994), US-amerikanische Schriftstellerin
- McCloy, Joan, nordirische Badmintonspielerin
- McCloy, John (1876–1945), Offizier der US Navy, zweifacher Träger der Medal of Honor
- McCloy, John J., nordirischer Badmintonspieler
- McCloy, John Jay (1895–1989), US-amerikanischer Jurist und Politiker, Hoher Kommissar seines Landes in Deutschland (1949–1952)John Jay McCloy (1895–1989)

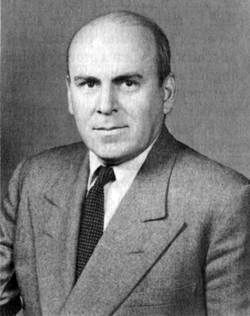
John Jay McCloy (1895–1989)

- McCloy, Nicol (1944–2018), schottischer Badmintonspieler
- McCloy, Peter (* 1946), schottischer Fußballtorhüter
- McCloy, Terence, kanadischer Drehbuchautor
- McCluggage, Denise (1927–2015), US-amerikanische Autorennfahrerin, Fotografin und Journalistin
- McClune, Michael (* 1989), US-amerikanischer Tennisspieler
- McClung Lee, Alfred (1906–1992), US-amerikanischer Soziologe
- McClung, A. J. (1912–2002), US-amerikanischer Politiker
- McClung, Clarence Erwin (1870–1946), US-amerikanischer Zoologe, Paläontologe und Genetiker
- McClung, Floyd (1945–2021), US-amerikanischer evangelikaler Missionar, Pastor und Gründer des Missionswerk All Nations
- McClung, Lee (1870–1914), US-amerikanischer Footballspieler und Regierungsbeamter
- McClung, Mac (* 1999), US-amerikanischer Basketballspieler
- McClung, Nellie (1873–1951), kanadische Feministin, Autorin, Politikerin und Sozialaktivistin
- McClung, Pat, Spezialeffektkünstler
- McClung, Tom (1957–2017), amerikanischer Jazzmusiker (Piano, Komposition)
- McClure, Addison S. (1839–1903), US-amerikanischer Politiker (Republikanische Partei)
- McClure, Charles (1804–1846), US-amerikanischer Politiker
- McClure, Donald S. (1920–2017), US-amerikanischer Physikochemiker
- McClure, Doug (1935–1995), US-amerikanischer Schauspieler
- McClure, Floyd Alonzo (1897–1970), US-amerikanischer Botaniker
- McClure, James (1916–2005), US-amerikanischer Tischtennisspieler
- McClure, James A. (1924–2011), US-amerikanischer Politiker (Republikanische Partei)
- McClure, Jon (* 1981), britischer Sänger
- McClure, Kandyse (* 1980), südafrikanisch-kanadische SchauspielerinKandyse McClure (* 1980)

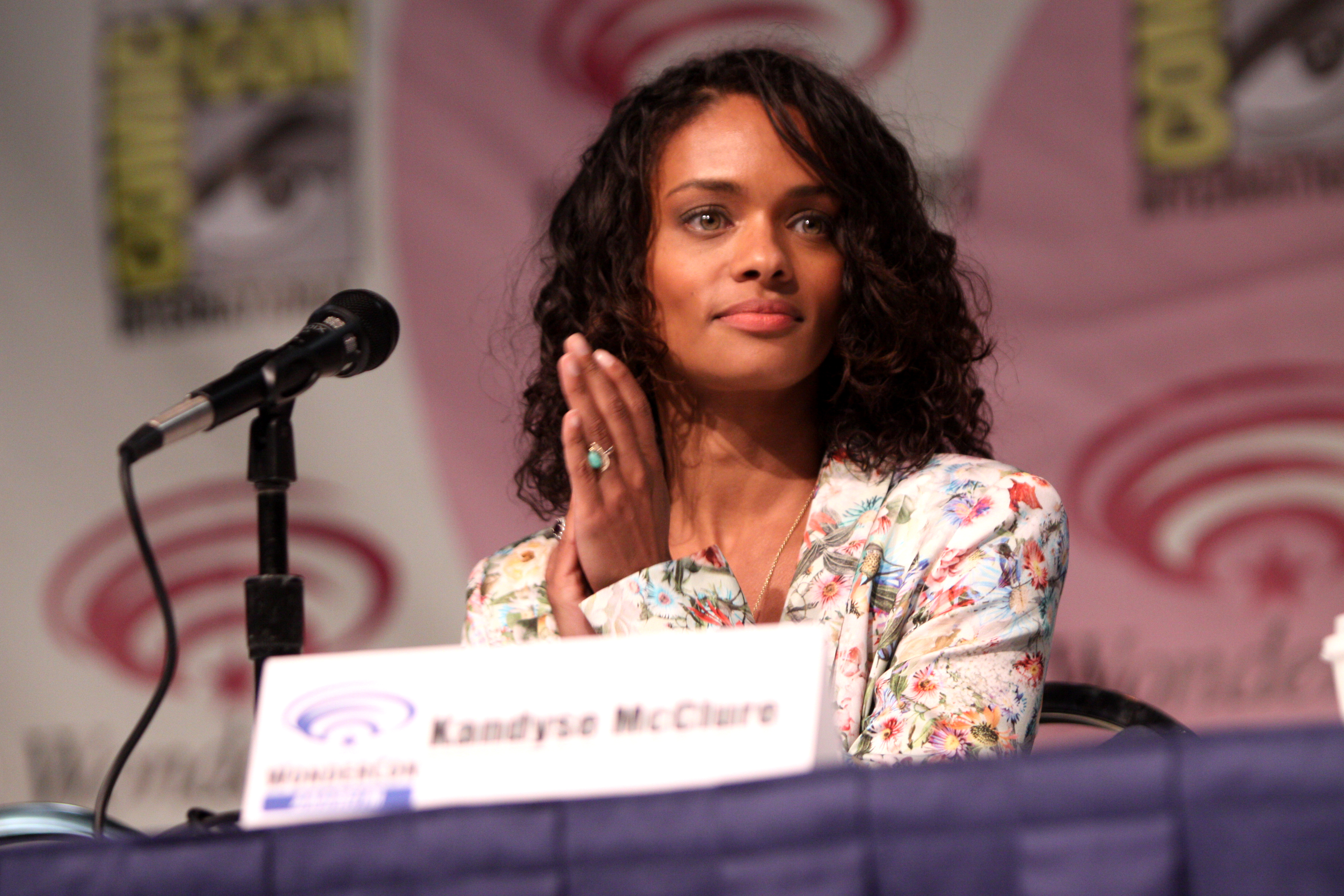
Kandyse McClure (* 1980)

- McClure, Kit (* 1951), amerikanische Jazzmusikerin
- McClure, Marc (* 1957), US-amerikanischer Schauspieler
- McClure, Mark (1898–1990), US-amerikanischer Offizier, Generalmajor der US-Army
- McClure, Michael (1932–2020), US-amerikanischer Lyriker und Schriftsteller
- McClure, Mike (* 1971), US-amerikanischer Countrysänger, Songwriter und Musikproduzent
- McClure, Molly (1919–2008), US-amerikanische Schauspielerin
- McClure, Nicole (* 1989), jamaikanisch-US-amerikanische Fußballspielerin
- McClure, Patrick (1908–1965), irischer Wasserballspieler und Schwimmer
- McClure, Richard (1935–2024), kanadischer Ruderer
- McClure, Robert A. (1897–1957), US-amerikanischer Militärangehöriger und Spezialist für Psychologische Kriegführung
- McClure, Robert Battey (1896–1973), US-amerikanischer Offizier, Generalmajor der US-Army
- McClure, Robert John Le Mesurier (1807–1873), britischer Seefahrer und Entdecker der Nordwestpassage
- McClure, Ron (* 1941), US-amerikanischer Jazzmusiker (Kontrabass, Komponist)
- McClure, Tané (* 1958), US-amerikanische Schauspielerin und Sängerin
- McClure, Todd (* 1977), US-amerikanischer American-Football-Spieler
- McClure, Vicky (* 1983), britische SchauspielerinVicky McClure (* 1983)

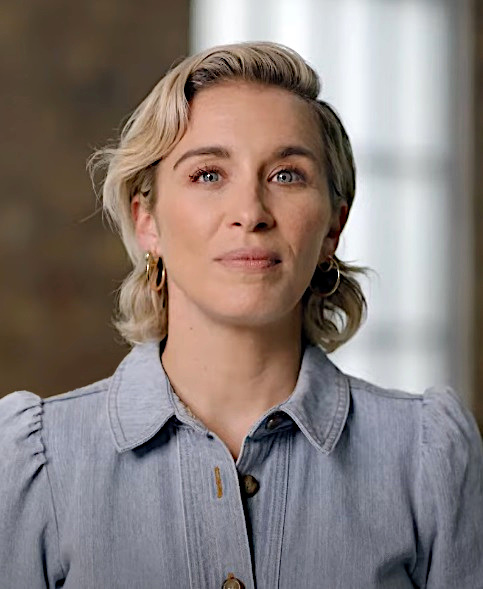
Vicky McClure (* 1983)

- McClure, Wilbert (1938–2020), US-amerikanischer Boxer
- McClurg, Edie (* 1945), US-amerikanische Schauspielerin
- McClurg, James (1746–1823), US-amerikanischer Arzt und Teilnehmer am Verfassungskonvent der Vereinigten Staaten
- McClurg, Joseph W. (1818–1900), US-amerikanischer Politiker
- McClurg, Trevor (1816–1893), US-amerikanischer Historien-, Genre-, Porträt- und Landschaftsmaler der Düsseldorfer Schule sowie ein Fotograf
- McClurkin, Donnie (* 1959), US-amerikanischer Gospelmusiker
- McCluskey, Andy (* 1959), britischer Musiker, Songwriter und MusikproduzentAndy McCluskey (* 1959)

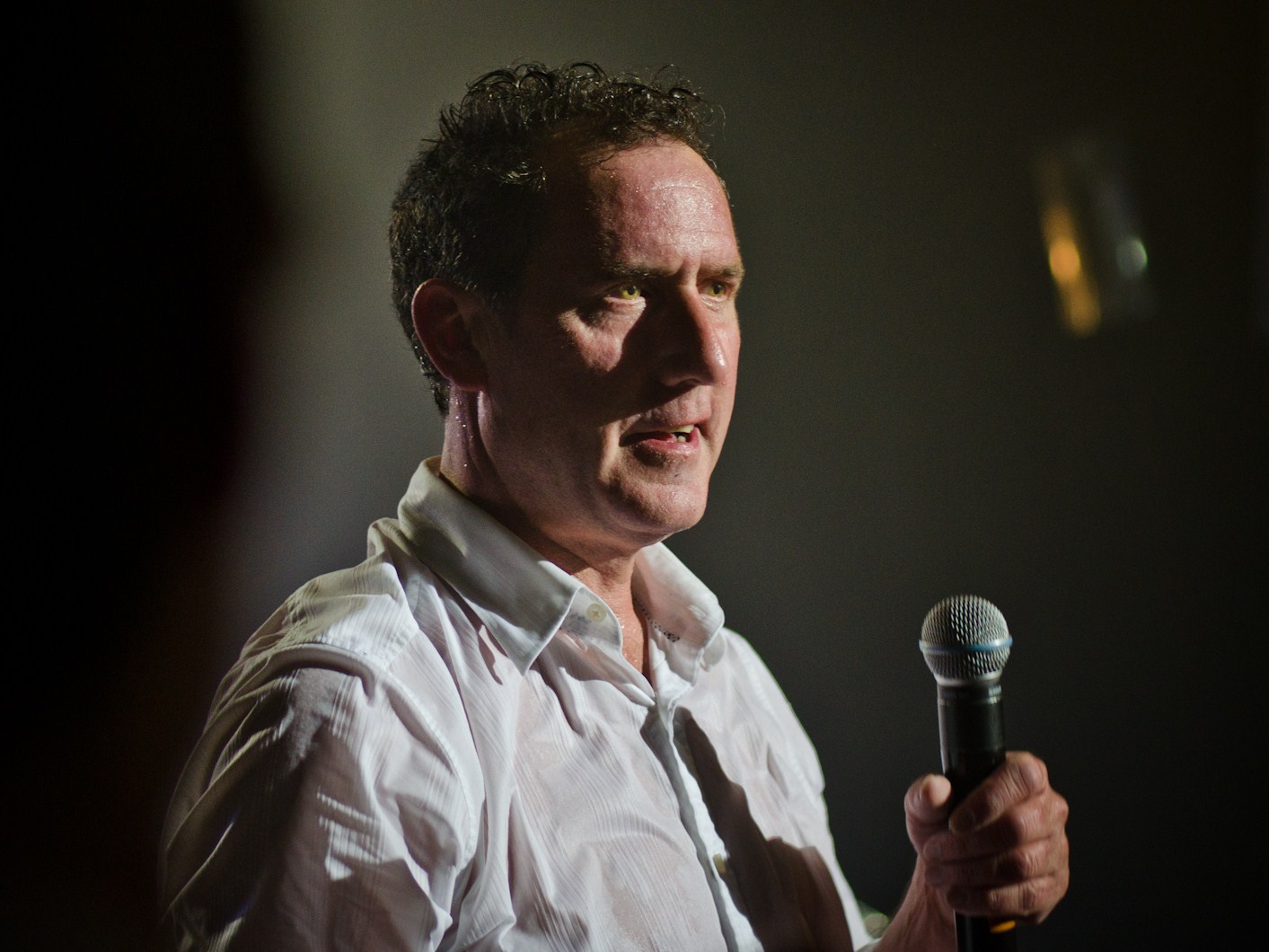
Andy McCluskey (* 1959)

- McCluskey, Angela (1960–2024), britische Sängerin und Songwriterin
- McCluskey, Edward J. (1929–2016), amerikanischer Elektrotechniker und Professor für Elektrotechnik an der Universität in Stanford
- McCluskey, Jim (1950–2013), schottischer Fußballschiedsrichter
- McCluskey, Joe (1911–2002), US-amerikanischer Langstrecken- und Hindernisläufer
- McCluskey, John, Baron McCluskey (1929–2017), britischer Politiker und Jurist
- McCluskey, Roger (1930–1993), US-amerikanischer Automobilrennfahrer
- McCluskey, Ronnie (1936–2011), schottischer Fußballtorwart
- McCluskie, Gemma (1983–2012), britische Fernsehschauspielerin
- McClusky, John V., US-amerikanischer Amateurastronom und Asteroidenentdecker
- McCluster, Dexter (* 1988), US-amerikanischer American-Football-Spieler
- McClymont, Gregg (* 1976), schottischer Politiker

### Mcco

#### Mccoi
- McCoid, Moses A. (1840–1904), US-amerikanischer Politiker
- McCoig, Robert (1937–1998), schottischer Badmintonspieler
- McCoil, Dexter (* 1991), US-amerikanischer American-Football-, Canadian-Football- und Arena-Football-Spieler
- McCoist, Ally (* 1962), schottischer Fußballspieler

#### Mccol
- McCole Bartusiak, Skye (1992–2014), US-amerikanische Schauspielerin
- McCole, Stephen, schottischer Schauspieler und Komiker
- McColgan, Eilish (* 1990), britische Leichtathletin
- McColgan, Liz (* 1964), schottische Langstreckenläuferin
- McColgan, Mike, US-amerikanischer SängerMike McColgan

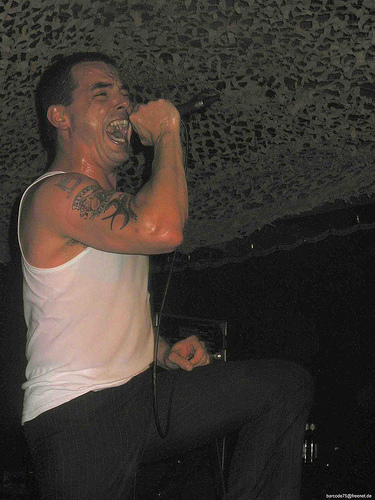
Mike McColgan

- McColl, Ian (1927–2008), schottischer Fußballspieler und -trainer
- McColl, Ian, Baron McColl of Dulwich (* 1933), britischer Politiker, Chirurg und Hochschullehrer
- McColl, John (* 1952), britischer General und Politiker
- McColl, Sean (* 1987), kanadischer Sportkletterer
- McCollister, John Y. (1921–2013), US-amerikanischer Politiker
- McCollough, Lloyd (1935–1976), US-amerikanischer Rockabilly-Musiker
- McCollum, Andy (* 1970), US-amerikanischer Arena-Football-Spieler und American-Football-Spieler
- McCollum, Betty (* 1954), US-amerikanische Politikerin der Demokratischen Partei
- McCollum, Bill (* 1944), US-amerikanischer Politiker
- McCollum, C. J. (* 1991), US-amerikanischer BasketballspielerC. J. McCollum (* 1991)

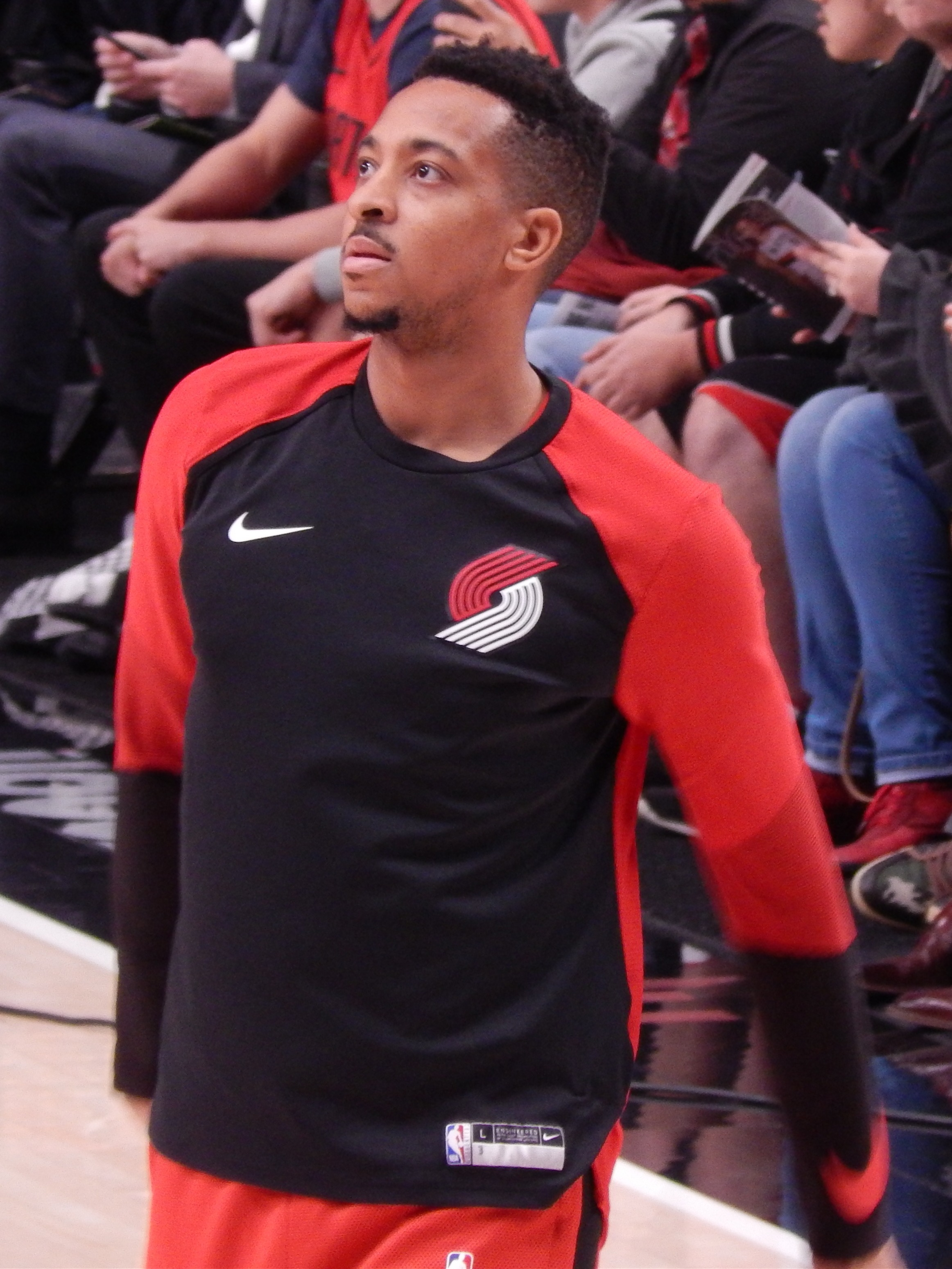
C. J. McCollum (* 1991)

- McCollum, Elmer (1879–1967), US-amerikanischer Biochemiker
- McCollum, Michael (* 1946), US-amerikanischer Science-Fiction-Autor
- McCollum, Parker (* 1992), US-amerikanischer Countrysänger
- McCollum, Tom (* 1989), US-amerikanischer Eishockeytorwart

#### Mccom
- McComak, Dennis (* 1952), US-amerikanischer Bogenschütze
- McComas, Elisha W. († 1890), US-amerikanischer Rechtsanwalt, Offizier, Redakteur, Schriftsteller und Politiker (Demokratische Partei)
- McComas, Louis E. (1846–1907), US-amerikanischer Politiker (Republikanische Partei)
- McComas, William (1795–1865), US-amerikanischer Politiker
- McComb, Colin (* 1970), US-amerikanischer Autor und Game Designer
- McComb, Eleazer (1740–1798), US-amerikanischer Politiker
- McComb, Heather (* 1977), US-amerikanische Schauspielerin
- McComb, John Jr. (1763–1853), US-amerikanischer Architekt
- McComb, Sean (* 1992), irischer Boxer
- McCombie, Karen (* 1963), schottische Kinder- und Jugendbuchautorin
- McCombs, Cass (* 1977), US-amerikanischer Singer-Songwriter
- McCombs, Elizabeth (1873–1935), neuseeländische Politikerin und die erste Frau, in Neuseeland in das House of Representatives gewählt wurde
- McCombs, Maxwell E. (1938–2024), US-amerikanischer Kommunikationswissenschaftler
- McCombs, Tori (* 1992), US-amerikanische Fußballspielerin
- McComie, Val (1920–2007), barbadischer Diplomat

#### Mccon
- McConachy, Clark (1895–1980), neuseeländischer Billard- und Snookerspieler
- McConaghy, Jack (1902–1977), US-amerikanischer Szenenbildner
- McConalogue, Charlie (* 1977), irischer Politiker
- McConaughey, Matthew (* 1969), US-amerikanischer SchauspielerMatthew McConaughey (* 1969)

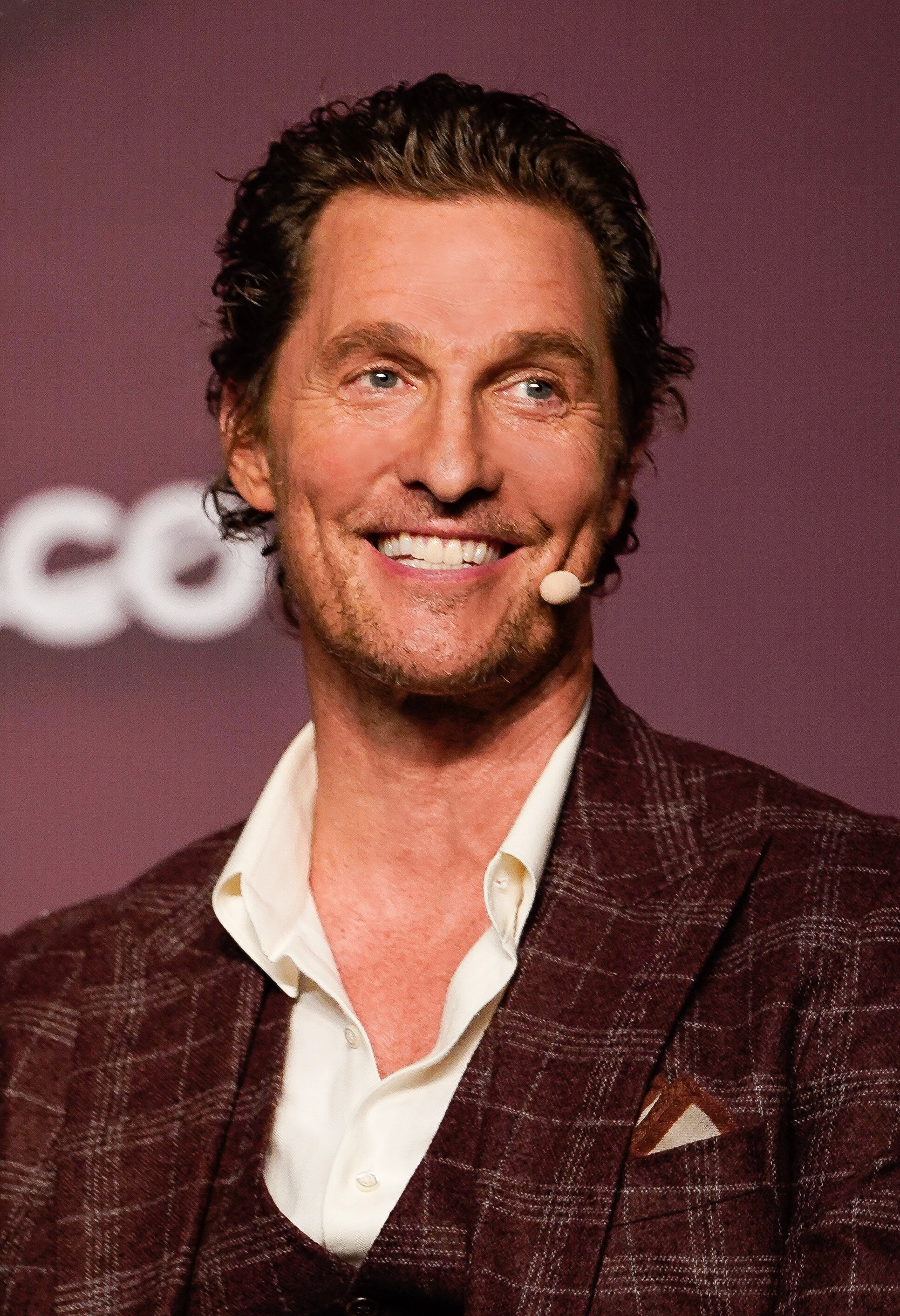
Matthew McConaughey (* 1969)

- McConaughy, James L. (1887–1948), US-amerikanischer Politiker und Gouverneur von Connecticut
- McConaughy, Walter P. (1908–2000), US-amerikanischer Diplomat
- McCone, John (1902–1991), US-amerikanischer Regierungsbeamter, CIA-Direktor (1961–1965)
- McConica, James Kelsey (1930–2023), kanadischer römisch-katholischer Ordensgeistlicher und Historiker
- McConkey, Benjamin († 1855), US-amerikanischer Landschaftsmaler der Hudson River School
- McConkey, Glenn (1942–2022), US-amerikanische Skirennläuferin
- McConkey, Jim (* 1926), kanadischer Extremskifahrer
- McConkey, Ladd (* 2001), US-amerikanischer American-Football-Spieler
- McConkey, Shane (1969–2009), kanadisch-US-amerikanischer Extremskifahrer und BasejumperShane McConkey (1969–2009)

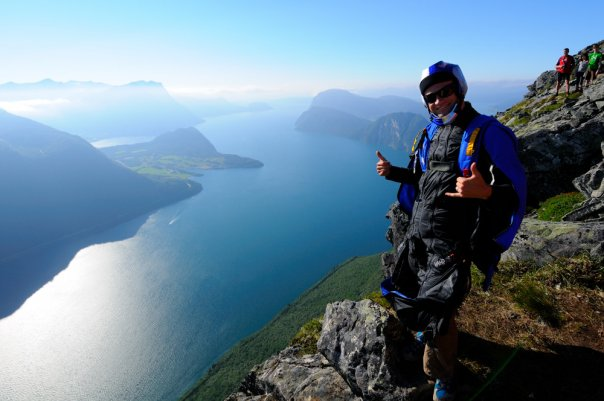
Shane McConkey (1969–2009)

- McConkey, Thomas David (1815–1890), kanadischer Geschäftsmann und eine politische Figur in Ontario
- McConkie, Bruce R. (1915–1985), amerikanischer Kirchenführer, Apostel der Kirche Jesu Christi der Heiligen der Letzten Tage
- McConnel, Ursula (1888–1957), australische Anthropologin und Ethnographin
- McConnell, Alicia (* 1962), US-amerikanische Squashspielerin
- McConnell, Brian, Baron McConnell (1922–2000), britischer Politiker, Parlamentsmitglied im nordirischen House of Commons und später im House of Lords
- McConnell, Daniel (* 1985), australischer Mountainbike- und Straßenradrennfahrer
- McConnell, David (* 1970), US-amerikanischer Schauspieler und Filmproduzent
- McConnell, Felix Grundy (1809–1846), US-amerikanischer Rechtsanwalt und Politiker
- McConnell, Fiona, britische Geographin
- McConnell, Frank DeMay (1942–1999), amerikanischer Film- und Literaturwissenschaftler
- McConnell, Gladys (1905–1979), US-amerikanische Schauspielerin und Pilotin
- McConnell, Glenn F. (* 1947), US-amerikanischer Politiker
- McConnell, Harden M. (1927–2014), US-amerikanischer Chemiker
- McConnell, Jack (* 1960), britischer Politiker, Erster Minister von Schottland
- McConnell, John Michael (* 1943), US-amerikanischer Offizier und hoher Regierungsbeamter
- McConnell, John P. (1908–1986), US-amerikanischer General der United States Air Force
- McConnell, Joseph C. (1922–1954), US-amerikanischer Jagdflieger der United States Air Force
- McConnell, Judith (* 1944), US-amerikanische Schauspielerin
- McConnell, Kenneth (1951–2006), schottischer Bergsteiger und Abenteurer
- McConnell, Lee (* 1978), schottische Sprinterin und Hürdenläuferin
- McConnell, Mitch (* 1942), US-amerikanischer Politiker (Republikanische Partei)Mitch McConnell (* 1942)

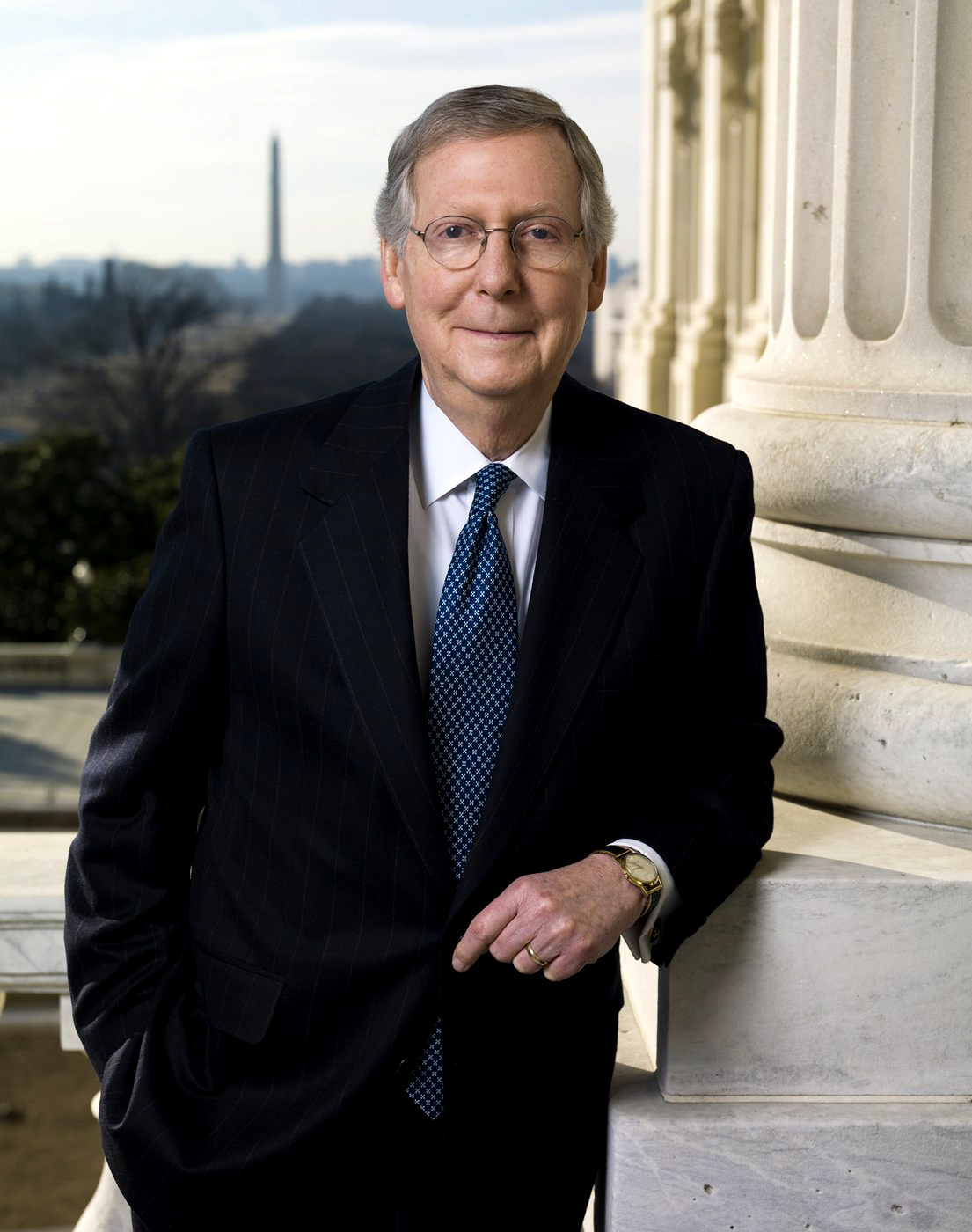
Mitch McConnell (* 1942)

- McConnell, Rob (1935–2010), kanadischer Jazz-Posaunist, Komponist, Arrangeur, Bandleader und Lehrer
- McConnell, Samuel K. (1901–1985), US-amerikanischer Politiker
- McConnell, Shawn, US-amerikanischer Schauspieler
- McConnell, Shorty, US-amerikanischer Jazzmusiker
- McConnell, Steve (* 1962), US-amerikanischer Autor
- McConnell, T. J. (* 1992), US-amerikanischer Basketballspieler
- McConnell, William J. (1839–1925), US-amerikanischer Politiker, Gouverneur des Bundesstaates Idaho (1893–1897)
- McConnell-Serio, Suzie (* 1966), US-amerikanische Basketballspielerin und -trainerin
- McConnico, Hilton (1943–2018), US-amerikanischer Designer und Künstler
- McConvey, Connor (* 1988), irischer Radrennfahrer
- McConville, James C. (* 1959), US-amerikanischer General (U.S. Army), Vice Chief of Staff of the Army
- McConville, Leo (1900–1968), US-amerikanischer Jazzmusiker

#### Mccoo
- McCoo, Marilyn (* 1943), US-amerikanische Sängerin, Schauspielerin und Moderatorin
- McCook, Alexander McDowell (1831–1903), US-amerikanischer Generalmajor
- McCook, Anson G. (1835–1917), US-amerikanischer Offizier und Politiker
- McCook, Edward Moody (1833–1909), US-amerikanischer General im Sezessionskrieg, Gouverneur des Colorado-Territoriums
- McCook, Edwin Stanton (1837–1873), US-amerikanischer Offizier und Politiker
- McCook, George Wythe (1821–1877), US-amerikanischer Jurist, Offizier und Politiker
- McCook, Henry Christopher (1837–1911), US-amerikanischer Geistlicher, Autor und Entomologe
- McCook, John (* 1944), US-amerikanischer Schauspieler und SängerJohn McCook (* 1944)

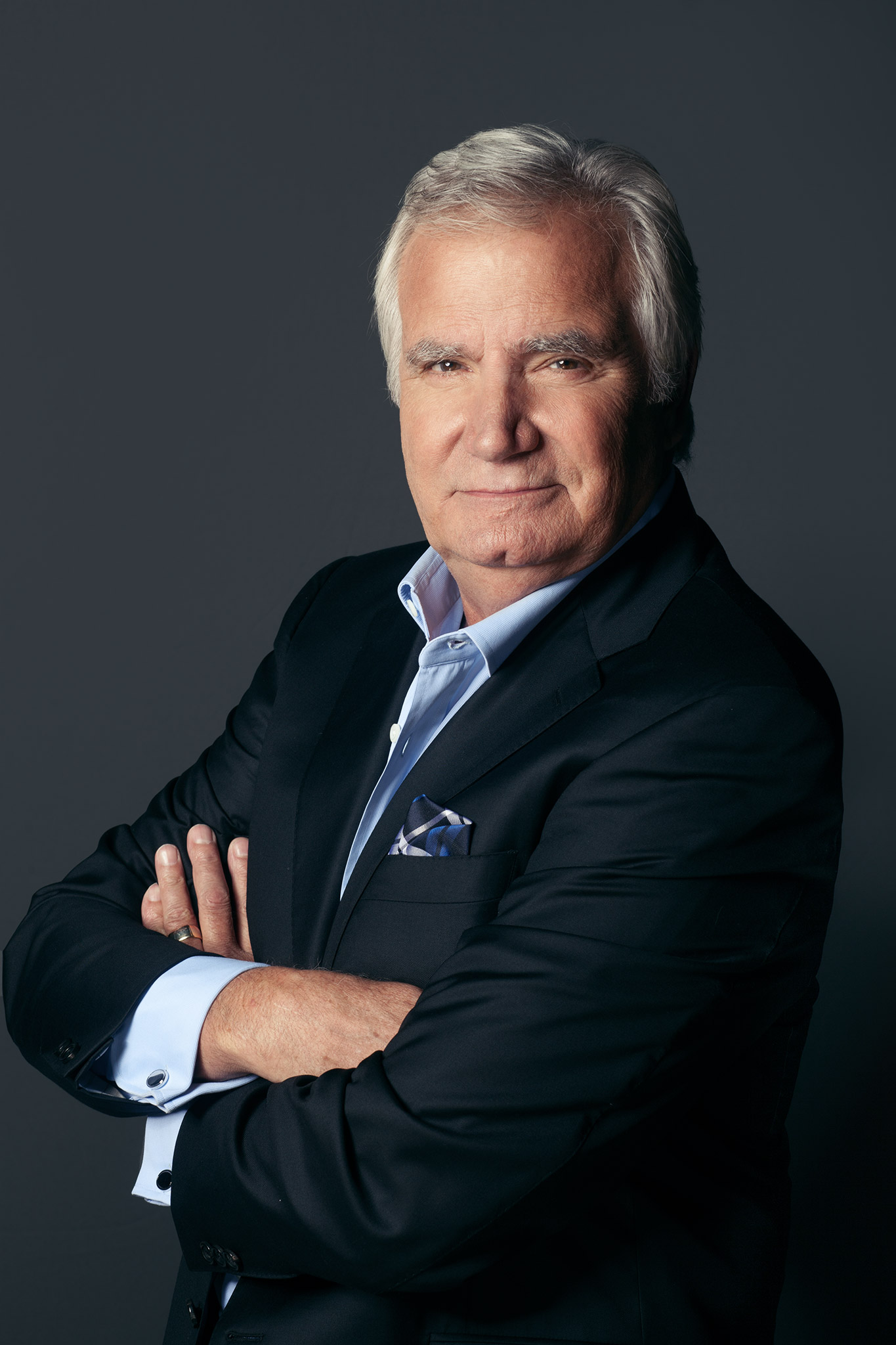
John McCook (* 1944)

- McCook, Molly (* 1990), US-amerikanische Schauspielerin
- McCook, Tommy (1927–1998), jamaikanischer Tenorsaxofonist
- McCool, Frank (1918–1973), kanadischer Eishockeytorwart
- McCool, Michelle (* 1980), US-amerikanische WrestlerinMichelle McCool (* 1980)

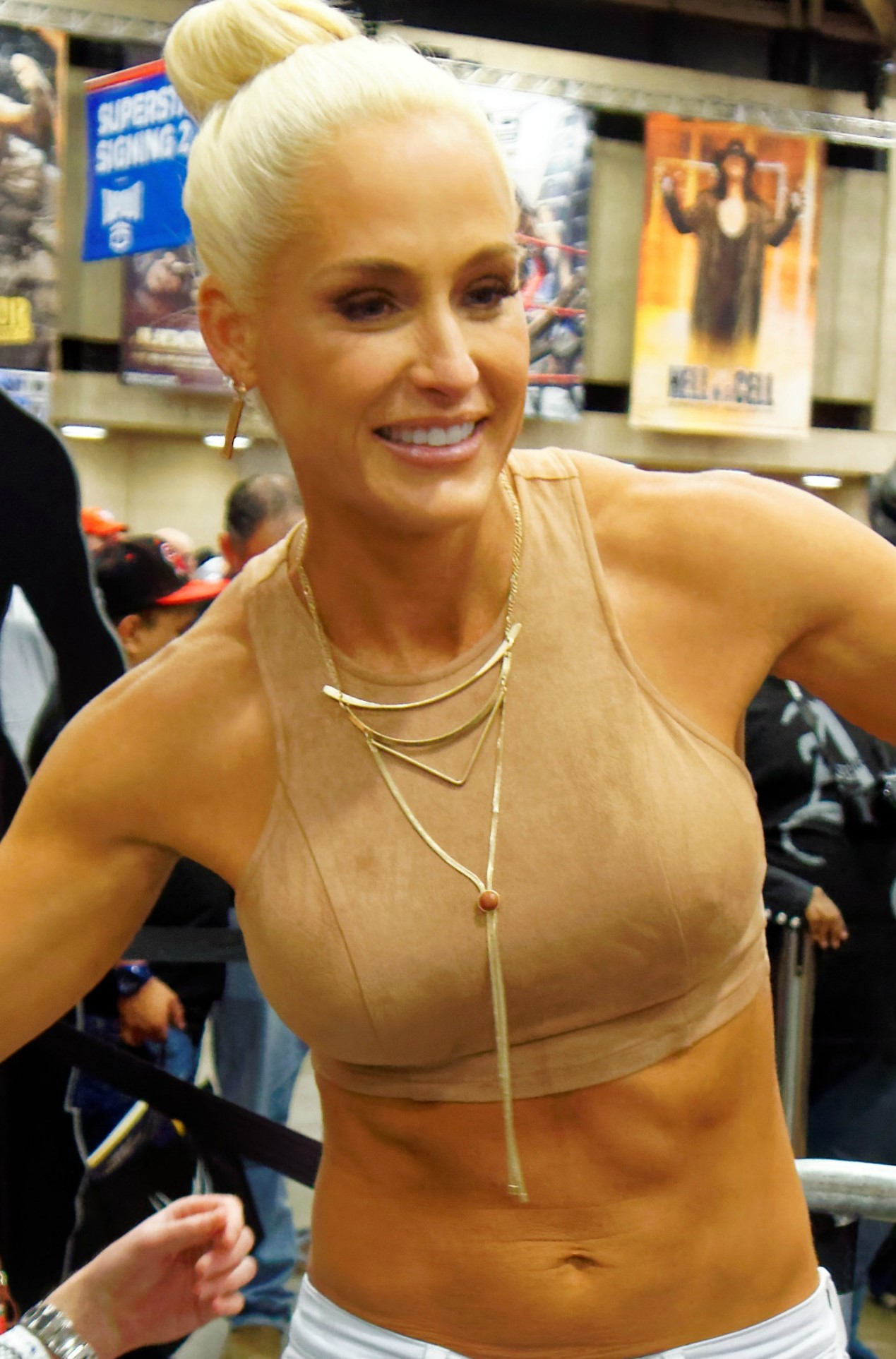
Michelle McCool (* 1980)

- McCool, William Cameron (1961–2003), US-amerikanischer Astronaut

#### Mccor
- McCord, Andrew († 1808), US-amerikanischer Politiker
- McCord, AnnaLynne (* 1987), US-amerikanische Schauspielerin
- McCord, Castor (1907–1963), US-amerikanischer Jazz-Musiker (Tenorsaxophon, Klarinette)
- McCord, James W. Jr. (1924–2017), US-amerikanischer Einbrecher (Watergate-Hotel)
- McCord, Jim Nance (1879–1968), US-amerikanischer Politiker
- McCord, Joan (1930–2004), US-amerikanische Kriminologin und Hochschullehrerin
- McCord, Kent (* 1942), US-amerikanischer Schauspieler
- McCord, Margaret (1916–2004), südafrikanische Autorin
- McCord, Myron (1840–1908), US-amerikanischer Politiker
- McCord, Ted (1900–1976), US-amerikanischer Kameramann
- McCord, William Patrick (* 1950), US-amerikanischer Tierarzt und Herpetologe
- McCorduck, Pamela (1940–2021), US-amerikanische Journalistin und Autorin
- McCorkindale, Donald (1904–1970), südafrikanischer Boxer
- McCorkle, George (1946–2007), US-amerikanischer Musiker und Songwriter
- McCorkle, Joseph W. (1819–1884), US-amerikanischer Politiker
- McCorkle, Margit L. (* 1942), US-amerikanische Musikwissenschaftlerin und Pianistin
- McCorkle, Paul G. (1863–1934), US-amerikanischer Politiker
- McCorkle, Susannah (1946–2001), US-amerikanische Jazzsängerin
- McCormack, Alan (* 1956), irischer Radrennfahrer
- McCormack, Alicia (* 1983), australische Wasserballspielerin
- McCormack, Catherine (* 1972), britische Schauspielerin und Filmproduzentin
- McCormack, Cec (1922–1995), englischer Fußballspieler
- McCormack, Chris (* 1973), australischer Triathlet
- McCormack, Darren (* 1988), schottischer Fußballspieler
- McCormack, Daryl (* 1993), irischer Film- und TheaterschauspielerDaryl McCormack (* 1993)

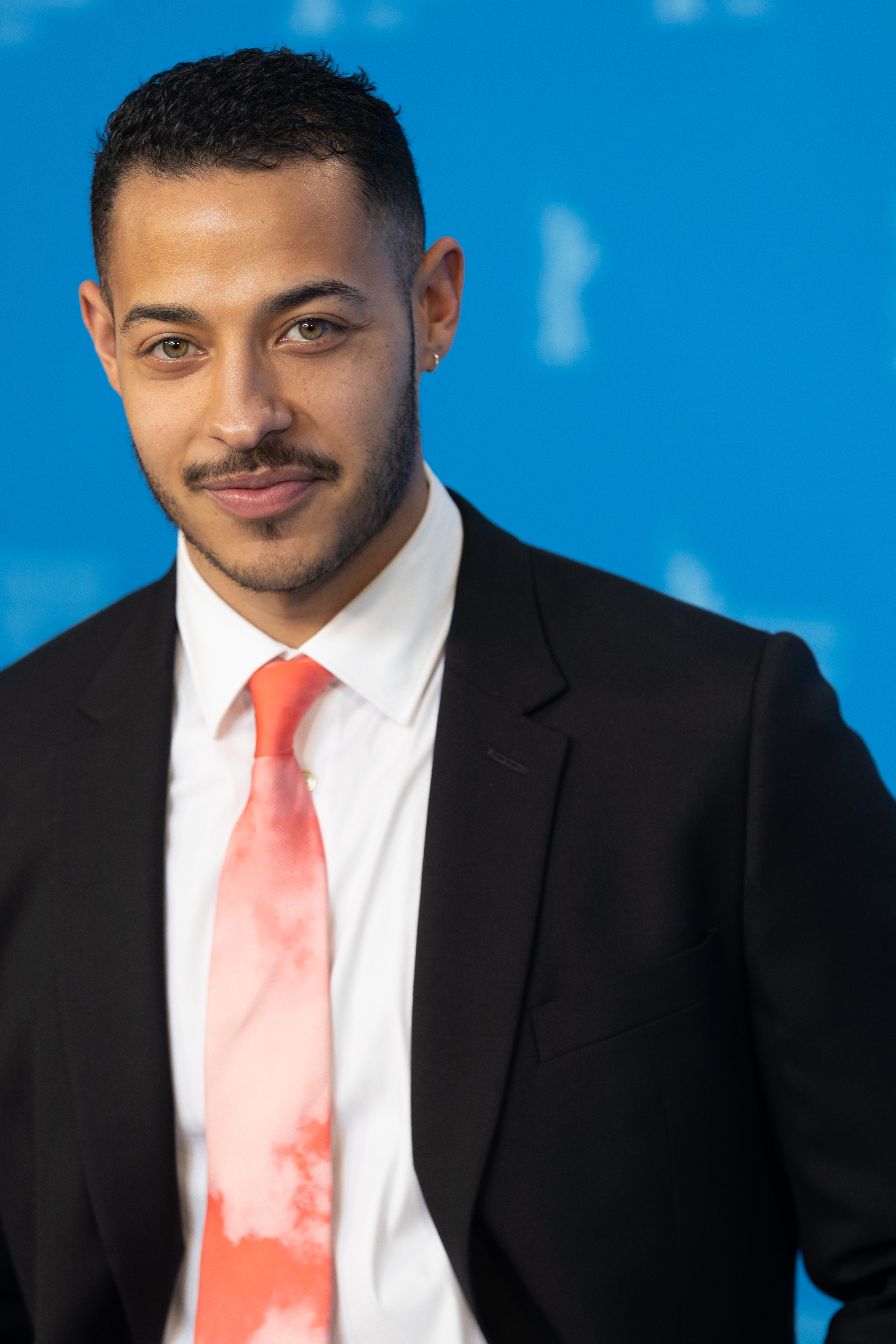
Daryl McCormack (* 1993)

- McCormack, Eamonn (* 1962), irischer Gitarrist, Songschreiber und Produzent
- McCormack, Eric (* 1963), kanadischer SchauspielerEric McCormack (* 1963)

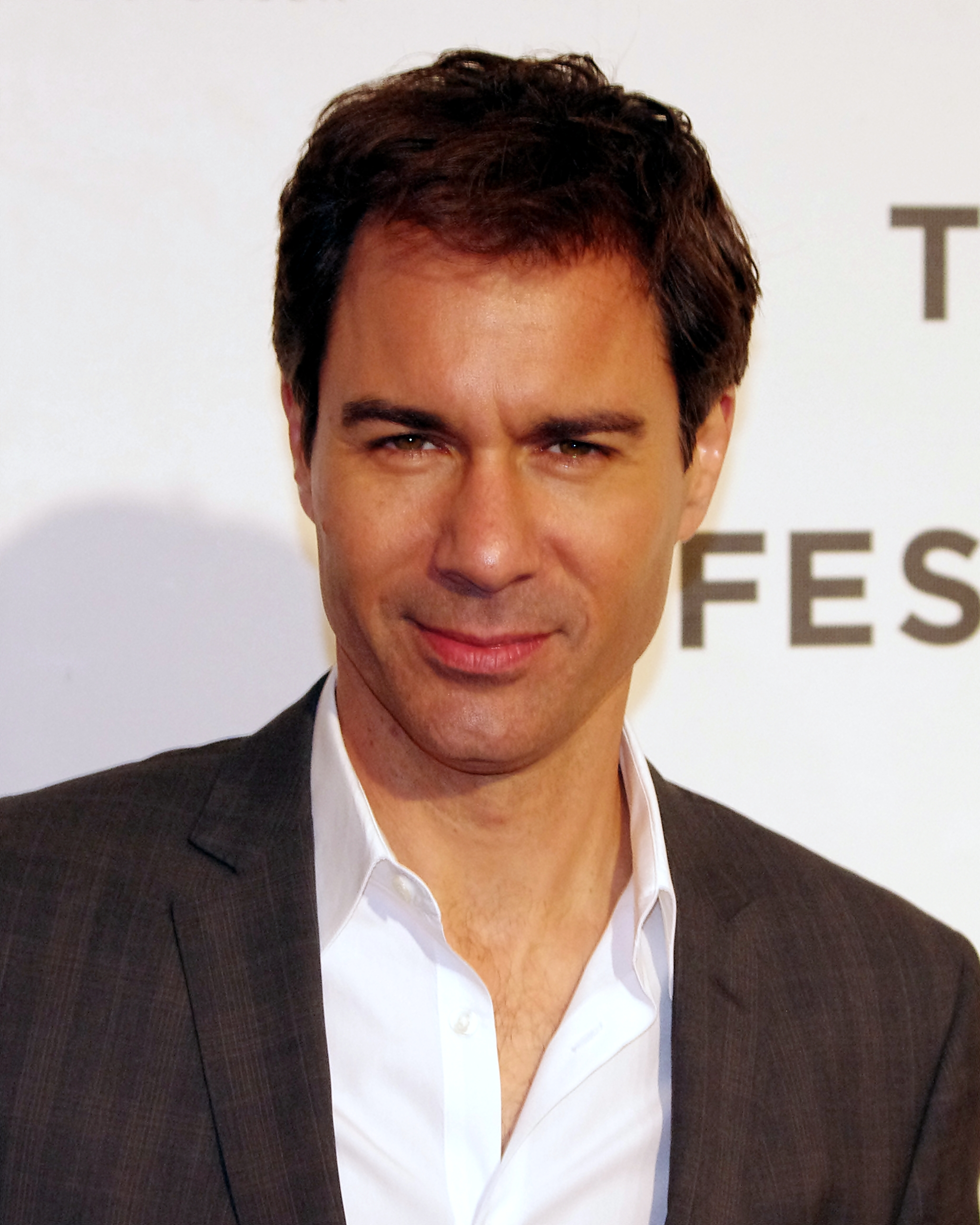
Eric McCormack (* 1963)

- McCormack, Fionnuala (* 1984), irische Langstrecken- und Hindernisläuferin
- McCormack, Hurvin (* 1972), US-amerikanischer American-Football-Spieler
- McCormack, Joe (1926–2010), irischer Radrennfahrer
- McCormack, John (1884–1945), irischer Opernsänger (Tenor)
- McCormack, John (1935–2014), britischer Boxer
- McCormack, John Brendan (1935–2021), US-amerikanischer Geistlicher, römisch-katholischer Bischof von Manchester
- McCormack, John W. (1891–1980), US-amerikanischer Politiker
- McCormack, Luke (* 1995), britischer Boxer
- McCormack, Lydia (* 1991), neuseeländische Beachvolleyballspielerin
- McCormack, Mark (1930–2003), US-amerikanischer Sportmarketing-Manager
- McCormack, Mark (* 1970), US-amerikanischer Radrennfahrer
- McCormack, Mary (* 1969), US-amerikanische Schauspielerin
- McCormack, Michael (* 1960), US-amerikanischer Triathlet
- McCormack, Michael L. (1847–1922), US-amerikanischer Schiffskapitän, Geschäftsmann, Bankier, Großgrundbesitzer und Politiker
- McCormack, Mike (1921–2020), US-amerikanischer Politiker
- McCormack, Mike (1930–2013), US-amerikanischer American-Football-Spieler
- McCormack, Mike (* 1965), irischer Schriftsteller
- McCormack, Niamh (* 2001), irische Schauspielerin
- McCormack, Pádraic (* 1942), irischer Politiker
- McCormack, Pat (* 1995), britischer Boxer
- McCormack, Patty (* 1945), US-amerikanische Schauspielerin
- McCormack, Richard T. (* 1941), US-amerikanischer Diplomat, Banker und Manager
- McCormack, Ross (* 1986), schottischer Fußballspieler
- McCormack, Sean, Tontechniker
- McCormack, Tony, irischer Politiker (Fianna Fáil)
- McCormack, Una (* 1972), britische Schriftstellerin
- McCormack, W. S. (1863–1946), US-amerikanischer Politiker
- McCormack, Will (* 1974), US-amerikanischer Schauspieler und Drehbuchautor
- McCormack, William Jerome (1924–2013), US-amerikanischer römisch-katholischer Geistlicher, Weihbischof in New York
- McCormack, Win, US-amerikanischer Verleger und Herausgeber
- McCormick, Carolyn (* 1959), US-amerikanische Schauspielerin
- McCormick, Charles († 2021), US-amerikanisch-schweizerischer Basketballspieler
- McCormick, Cody (* 1983), kanadischer Eishockeyspieler, -trainer und -funktionär
- McCormick, Cyrus (1809–1884), amerikanischer Landmaschinenerfinder und Firmengründer
- McCormick, Dale (* 1947), US-amerikanische Politikerin
- McCormick, David H. (* 1965), US-amerikanischer Offizier, Beamter, Consultant und ManagerDavid H. McCormick (* 1965)

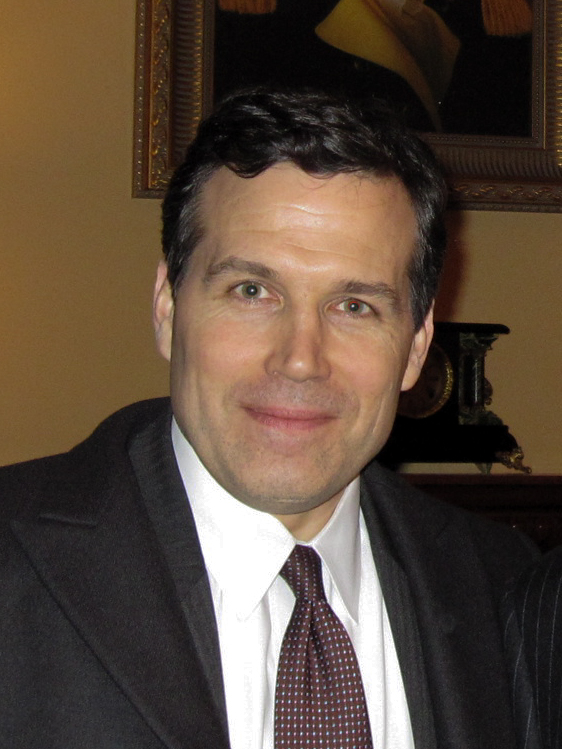
David H. McCormick (* 1965)

- McCormick, Debbie (* 1974), US-amerikanische Curlerin
- McCormick, George (1933–2018), US-amerikanischer Country- und Rockabilly-Musiker
- McCormick, Henry Clay (1844–1902), US-amerikanischer Politiker
- McCormick, James C. († 2007), US-amerikanischer Raketentechniker
- McCormick, James Robinson (1824–1897), US-amerikanischer Politiker
- McCormick, Jenna (* 1994), australische Fußballspielerin
- McCormick, Jennie (* 1963), neuseeländische Amateurastronomin
- McCormick, John (* 1954), britisch-amerikanischer Politologe
- McCormick, John O. (1918–2010), US-amerikanischer Literaturwissenschaftler und Hochschullehrer
- McCormick, John W. (1831–1917), US-amerikanischer Politiker
- McCormick, Joseph (1814–1879), US-amerikanischer Jurist und Politiker
- McCormick, Joseph (1895–1958), US-amerikanisch-kanadischer Eishockeyspieler
- McCormick, Joseph Carroll (1907–1996), US-amerikanischer Geistlicher, Bischof von Altoona-Johnstown und Scranton
- McCormick, Joseph Medill (1877–1925), US-amerikanischer Politiker
- McCormick, Kathaleen (* 1979), US-amerikanische Juristin
- McCormick, Katharine (1875–1967), US-amerikanische Frauenrechtlerin und Mäzenin
- McCormick, Kathryn (* 1990), US-amerikanische Tänzerin und SchauspielerinKathryn McCormick (* 1990)

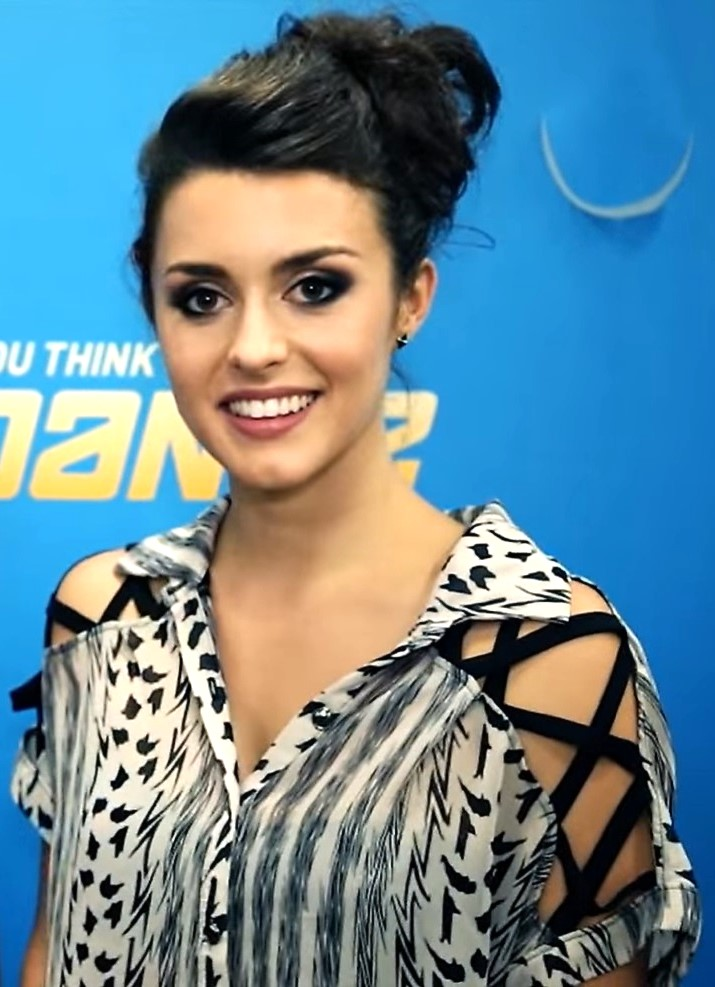
Kathryn McCormick (* 1990)

- McCormick, Kelly (* 1960), US-amerikanische Wasserspringerin
- McCormick, Kelly (* 1977), US-amerikanische Filmproduzentin
- McCormick, Lawrence (1890–1961), Eishockeyspieler
- McCormick, Liam (1916–1996), irischer Architekt
- McCormick, Luke (* 1983), englischer Fußballspieler
- McCormick, Lynde D. (1895–1956), US-amerikanischer Admiral der US Navy
- McCormick, Mack (1930–2015), US-amerikanischer Folklore- und Musikforscher
- McCormick, Maureen (* 1956), US-amerikanische SchauspielerinMaureen McCormick (* 1956)

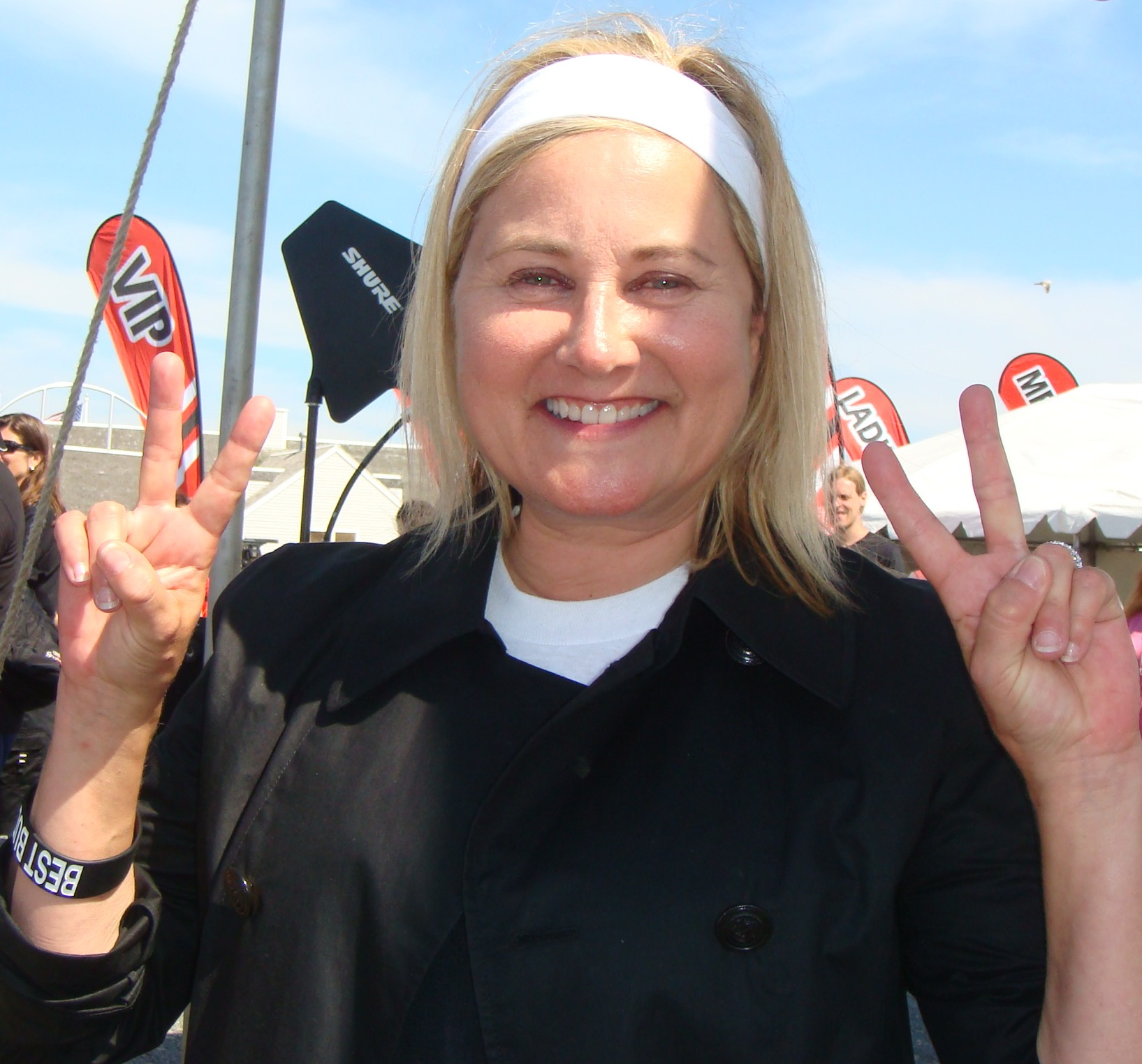
Maureen McCormick (* 1956)

- McCormick, Max (* 1992), US-amerikanischer Eishockeyspieler
- McCormick, Michael (* 1951), US-amerikanischer Historiker
- McCormick, Nelson, Regisseur, Produzent und Drehbuchautor von Fernsehserien und Kinofilmen
- McCormick, Nelson B. (1847–1914), US-amerikanischer Politiker
- McCormick, Pat (1927–2005), US-amerikanischer Schauspieler und Comedy-Autor
- McCormick, Patricia (1930–2023), US-amerikanische Wasserspringerin
- McCormick, Patrick, australischer Filmproduzent
- McCormick, Peter (1833–1916), australischer Liedermacher und Schullehrer
- McCormick, Rich (* 1968), US-amerikanischer Politiker
- McCormick, Richard Cunningham (1832–1901), US-amerikanischer Politiker
- McCormick, Riley (* 1991), kanadischer Wasserspringer
- McCormick, Robert (1800–1890), britischer Polarforscher
- McCormick, Robert Sanderson (1849–1919), US-amerikanischer Diplomat und Wirtschaftsmanager
- McCormick, Sierra (* 1997), US-amerikanische Schauspielerin
- McCormick, Tom (1890–1916), irischer Boxer (Weltergewicht)
- McCormick, Washington J. (1884–1949), US-amerikanischer Politiker
- McCormick-Simms, Ruth (1880–1944), US-amerikanische Politikerin
- McCormmach, Russell (* 1933), US-amerikanischer Physikhistoriker
- McCorory, Francena (* 1988), US-amerikanische Sprinterin
- McCorquodale, Alastair (1925–2009), schottischer Leichtathlet und Cricketspieler
- McCorry, Jacob (* 1997), australischer Hürdenläufer
- McCorvey, Norma (1947–2017), US-amerikanische KlägerinNorma McCorvey (1947–2017)

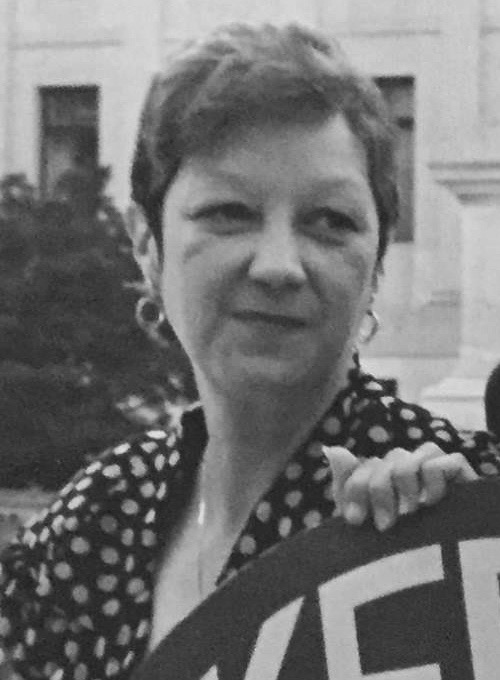
Norma McCorvey (1947–2017)

#### Mccos
- McCosh, James (1811–1894), britisch-amerikanischer Geistlicher und Philosoph
- McCosh, John (1805–1885), schottischer Militär-Chirurg, Amateur-Fotograf und Schriftsteller
- McCosh, Shawn (* 1969), kanadischer Eishockeyspieler
- McCoshen, Ian (* 1995), US-amerikanischer Eishockeyspieler
- McCosker, John E. (* 1945), US-amerikanischer Ichthyologe

#### Mccot
- McCotter, Thaddeus (* 1965), US-amerikanischer Politiker

#### Mccou
- McCoubrey, Margaret (1880–1956), britische Suffragette, Pazifistin, Politikerin und Aktivistin in der Genossenschafts- und Arbeiterbewegung
- McCouch, Gordon Mallet (1885–1956), US-amerikanischer Maler, Kupferstecher und Zeichner
- McCoughtry, Angel (* 1986), US-amerikanische Basketballspielerin
- McCourt, Dale (* 1957), kanadischer Eishockeyspieler und -trainer
- McCourt, Frank (1930–2009), US-amerikanischer SchriftstellerFrank McCourt (1930–2009)

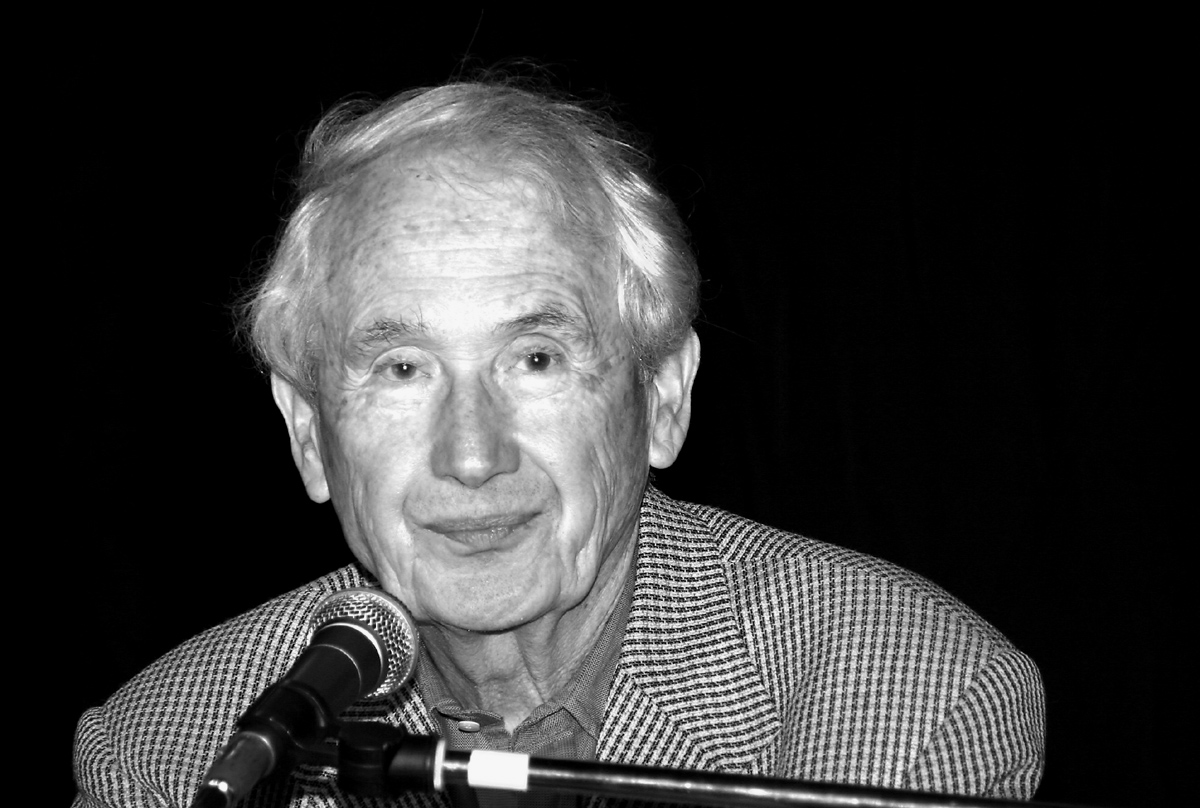
Frank McCourt (1930–2009)

- McCourt, James (1944–2023), nordirischer Boxer
- McCourt, Malachy (1931–2024), US-amerikanischer Schauspieler und Autor
- McCourt, Paddy (* 1983), nordirischer Fußballspieler
- McCourty, Devin (* 1987), US-amerikanischer American-Football-Spieler
- McCourty, Jason (* 1987), US-amerikanischer American-Football-Spieler

#### Mccow
- McCowan, Luke (* 1997), schottischer Fußballspieler
- McCowen, Alec (1925–2017), britischer Theater- und Filmschauspieler sowie Theaterregisseur
- McCowen, Edward Oscar (1877–1953), US-amerikanischer Politiker
- McCown, Cort (* 1964), US-amerikanischer Schauspieler
- McCown, Josh (* 1979), US-amerikanischer American-Football-Spieler
- McCown, Theodore D. (1908–1969), US-amerikanischer Paläoanthropologe

#### Mccoy
- McCoy, Al (1894–1966), US-amerikanischer Boxer im Mittelgewicht
- McCoy, Alfred W. (* 1945), US-amerikanischer Historiker und Hochschullehrer
- McCoy, Barry (* 1940), US-amerikanischer Physiker
- McCoy, Bob († 2011), US-amerikanischer Jazztrompeter und Musikpädagoge
- McCoy, Charles (1872–1940), US-amerikanischer Boxer
- McCoy, Charlie (* 1937), britischer Radrennfahrer
- McCoy, Clarence John (1935–1993), US-amerikanischer Herpetologe
- McCoy, Clyde (1903–1990), US-amerikanischer Trompeter und Big Bandleader im Bereich des Swing
- McCoy, Colt (* 1986), US-amerikanischer American-Football-Spieler
- McCoy, Dennis (* 1945), US-amerikanischer Skirennläufer
- McCoy, Dorothy (1903–2001), US-amerikanische Mathematikerin und Hochschullehrerin
- McCoy, Elijah (1844–1929), afro-kanadischer Ingenieur und Erfinder
- McCoy, Erik (* 1997), US-amerikanischer American-Football-Spieler
- McCoy, Ernie (1921–2001), US-amerikanischer Rennfahrer
- McCoy, Evyn (* 1992), US-amerikanische Volleyballspielerin
- McCoy, Frank Ross (1874–1954), US-amerikanischer Generalmajor (U.S. Army)
- McCoy, Freddie (1932–2009), US-amerikanischer Jazzmusiker
- McCoy, Frederick (1817–1899), britischer Paläontologe
- McCoy, Garry (* 1972), australischer Motorradrennfahrer
- McCoy, Gerald (* 1988), US-amerikanischer American-Football-Spieler
- McCoy, Herbert Newby (1870–1945), US-amerikanischer Chemiker
- McCoy, Herschel (1912–1956), US-amerikanischer Kostümdesigner
- McCoy, Horace (1897–1955), US-amerikanischer Schriftsteller und Drehbuchautor
- McCoy, Jake (1942–2021), US-amerikanischer Eishockeyspieler
- McCoy, Joe (1905–1950), US-amerikanischer Blues-Musiker
- McCoy, John (* 1950), britischer Hardrock-Bassist
- McCoy, Kerry (* 1974), US-amerikanischer Ringer
- McCoy, LeSean (* 1988), US-amerikanischer American-Football-Spieler
- McCoy, Maia (* 1996), liberianisch-US-amerikanische Sprinterin
- McCoy, Maimie (* 1980), britische Schauspielerin und FilmproduzentinMaimie McCoy (* 1980)

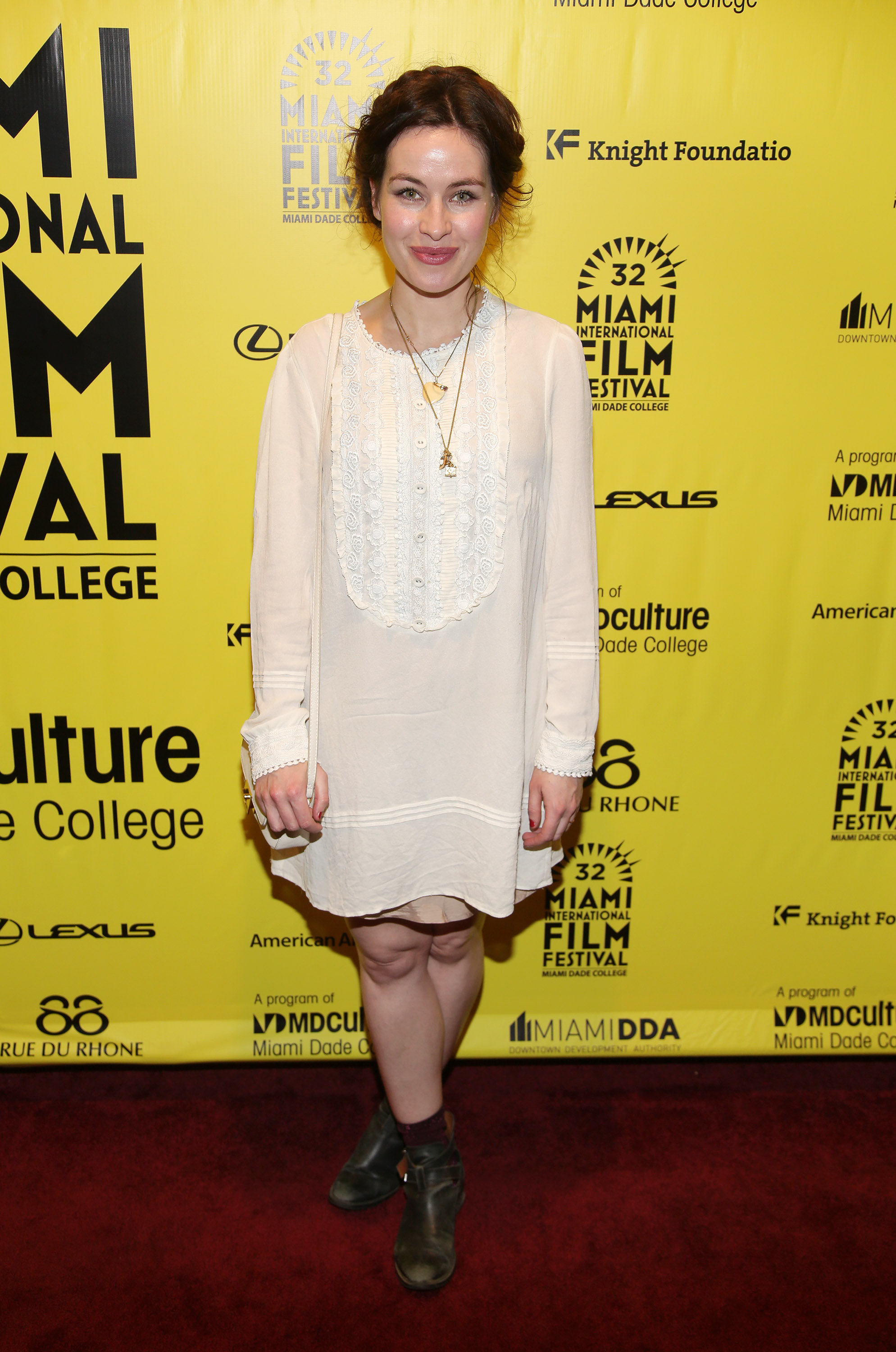
Maimie McCoy (* 1980)

- McCoy, Matt (* 1958), US-amerikanischer Schauspieler
- McCoy, Matt (* 1966), US-amerikanischer Politiker
- McCoy, Max (* 2004), singapurisch-englischer Fußballspieler
- McCoy, Neal (* 1963), US-amerikanischer Country-Sänger
- McCoy, Owen (1907–1988), britischer Ordensgeistlicher, römisch-katholischer Bischof von Oyo
- McCoy, Papa Charlie (1909–1950), US-amerikanischer Blues-Musiker (Gitarre und Mandoline)
- McCoy, Penny (* 1949), US-amerikanische Skirennläuferin
- McCoy, Rachel (* 1995), US-amerikanische Hochspringerin
- McCoy, Robert († 1849), US-amerikanischer Politiker
- McCoy, Robert (1910–1978), US-amerikanischer Pianist und Sänger des Blues und Barrelhouse Piano
- McCoy, Sandra (* 1979), US-amerikanische Schauspielerin
- McCoy, Sarah (* 1985), amerikanische Jazz- und Popmusikerin (Gesang, Piano, Songwriting)
- McCoy, Scott, US-amerikanischer Politiker
- McCoy, Starian Dwayne (* 2001), deutsch-US-amerikanischer Sänger
- McCoy, Sylvester (* 1943), schottischer SchauspielerSylvester McCoy (* 1943)

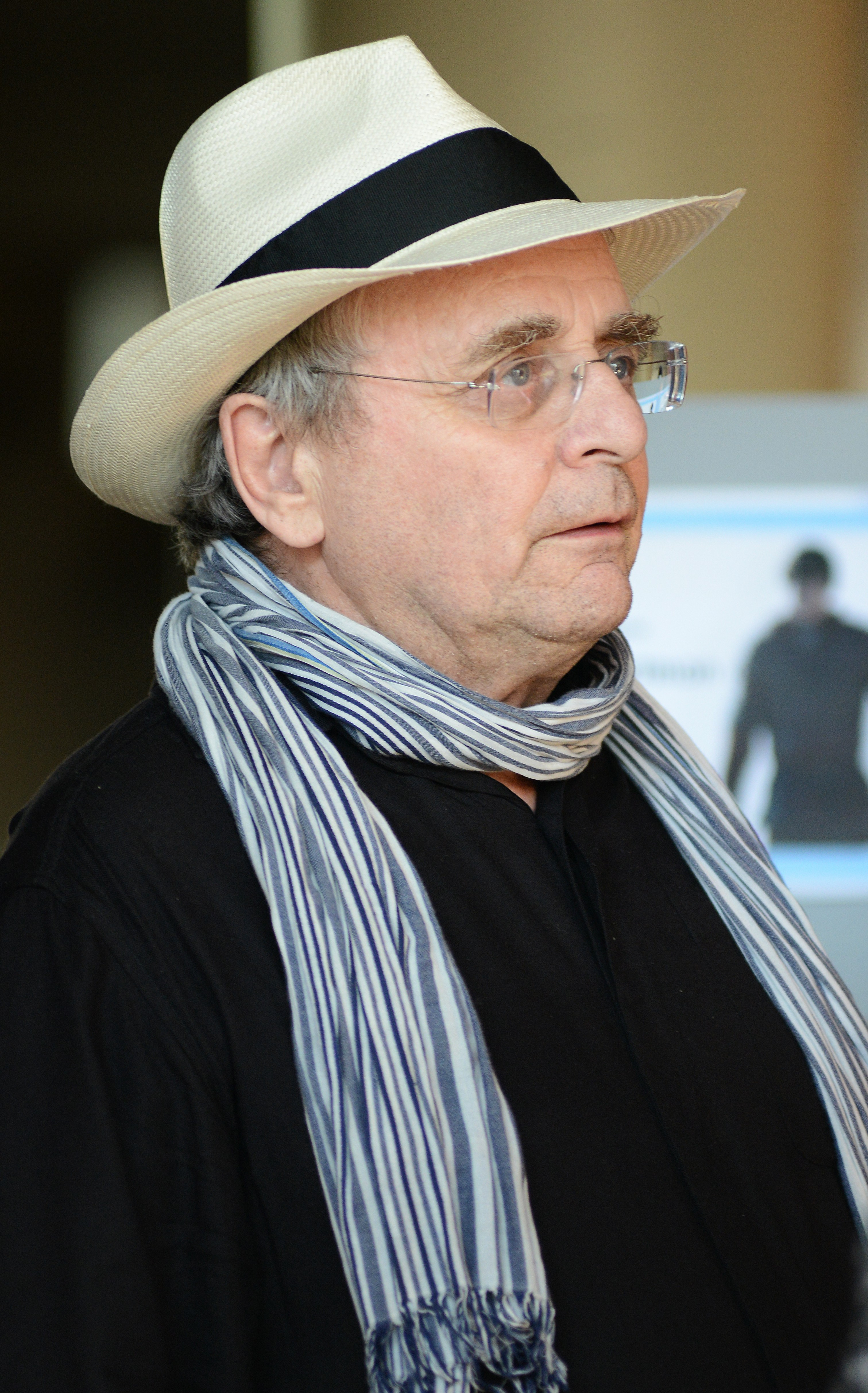
Sylvester McCoy (* 1943)

- McCoy, Tim (1891–1978), US-amerikanischer Filmschauspieler und Colonel
- McCoy, Travie (* 1981), US-amerikanischer SängerTravie McCoy (* 1981)

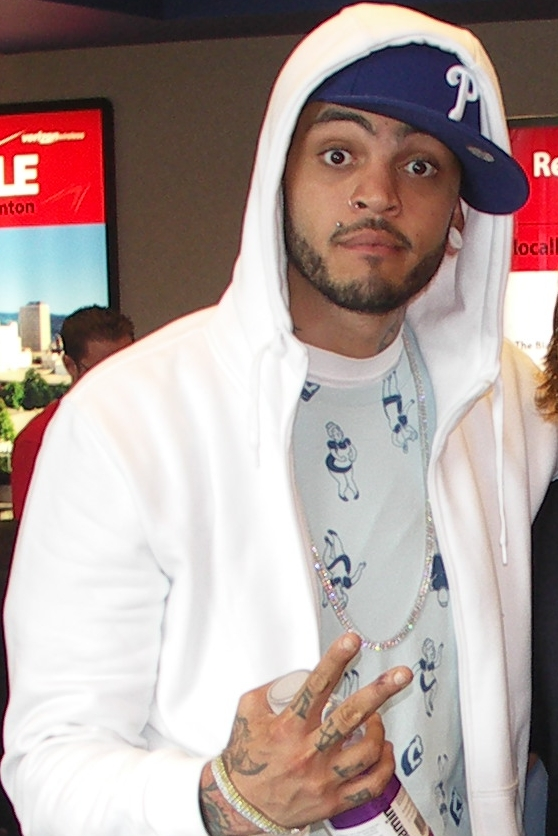
Travie McCoy (* 1981)

- McCoy, Tyron (* 1972), US-amerikanischer Basketballspieler
- McCoy, Van (1940–1979), US-amerikanischer Musikproduzent, Songschreiber und Musiker
- McCoy, Walter (* 1958), US-amerikanischer Leichtathlet
- McCoy, Walter I. (1859–1933), US-amerikanischer Jurist und Politiker
- McCoy, Wanya (* 2003), bahamaischer Sprinter
- McCoy, William († 1798), britischer Seemann
- McCoy, William († 1864), US-amerikanischer Politiker
- McCoy-Bell, Lori, US-amerikanische Hairstylistin

### Mccr
- McCracken, Bob (1904–1972), US-amerikanischer Jazz-Klarinettist
- McCracken, Brian (* 1934), irischer Jurist
- McCracken, Charles (1926–1997), amerikanischer Cellist
- McCracken, Elizabeth († 1944), englisch-britische Autorin, Suffragette, Frauenrechtsaktivistin und Sozialarbeiterin
- McCracken, Elizabeth (* 1966), US-amerikanische Schriftstellerin
- McCracken, Frederick (1859–1949), britischer Generalleutnant
- McCracken, George H. (* 1936), US-amerikanischer Mediziner
- McCracken, Henry Joy (1767–1798), Anführer der Irischen Rebellion (1798)
- McCracken, Hunter, US-amerikanischer Schauspieler
- McCracken, Jack (1911–1958), US-amerikanischer Basketballspieler
- McCracken, James (1926–1988), US-amerikanischer Opernsänger (Tenor)
- McCracken, John (1934–2011), US-amerikanischer Künstler des Minimalismus
- McCracken, Jon (* 2000), schottischer Fußballtorhüter

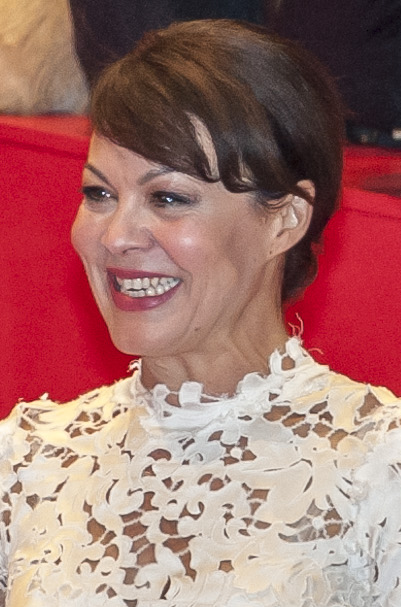
Helen McCrory (1968–2021)

- McCracken, Josiah (1874–1962), US-amerikanischer Leichtathlet
- McCracken, Mary Ann (1770–1866), irische Unternehmerin und soziale Aktivistin
- McCracken, Paul (1915–2012), US-amerikanischer Ökonom
- McCracken, Philip (1928–2021), US-amerikanischer Bildhauer
- McCracken, Robert (* 1968), britischer Boxer und -trainer
- McCracken, Robert M. (1874–1934), US-amerikanischer Politiker
- McCracklin, Jimmy (1921–2012), US-amerikanischer Bluespianist, Sänger und Komponist
- McCrady, John (1831–1881), US-amerikanischer Zoologe
- McCrae, George (1860–1928), schottischer Politiker und Soldat
- McCrae, George (* 1944), US-amerikanischer PopsängerGeorge McCrae (* 1944)

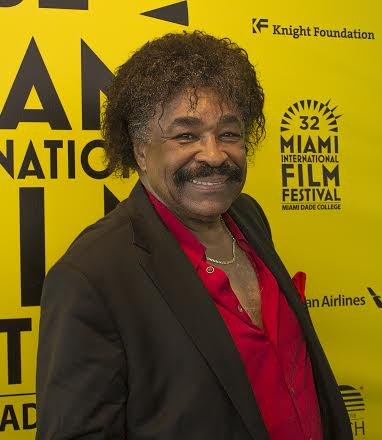
George McCrae (* 1944)

- McCrae, Gwen (1943–2025), US-amerikanische Soul- und Disco-Sängerin
- McCrae, John (1872–1918), kanadischer Dichter, Schriftsteller und Mediziner
- McCrainor, Jason (* 1992), irischer Eishockeyspieler
- McCrane, Paul (* 1961), US-amerikanischer Schauspieler und Regisseur
- McCraney, George Ewan (1868–1921), kanadischer Jurist und Politiker
- McCraney, Tarell Alvin (* 1980), US-amerikanischer Dramatiker und Schauspieler
- McCrary, Darius (* 1976), US-amerikanischer Schauspieler
- McCrary, George Washington (1835–1890), US-amerikanischer Politiker
- McCrary, Herdis (1904–1981), US-amerikanischer American-Football-Spieler
- McCrate, John D. (1802–1879), US-amerikanischer Politiker
- McCraven, Makaya (* 1983), französisch-amerikanischer Jazzmusiker (Schlagzeug, Komposition)
- McCraven, Steve (* 1954), amerikanischer Jazzmusiker (Schlagzeug)
- McCraw, Thomas K. (1940–2012), US-amerikanischer Historiker
- McCray, Daniel (* 1986), deutscher American-Football-Spieler
- McCray, David (* 1986), deutscher Basketballspieler
- McCray, Kelcie (* 1988), US-amerikanischer American-Football-Spieler
- McCray, Larry (* 1960), US-amerikanischer Bluesgitarrist, Sänger und Songwriter
- McCray, Marie (* 1985), amerikanische PornodarstellerinMarie McCray (* 1985)

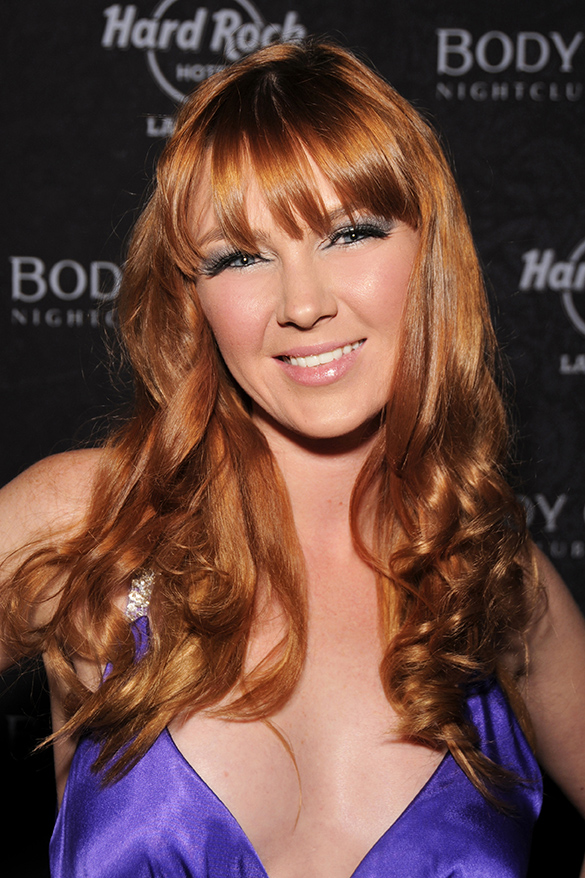
Marie McCray (* 1985)

- McCray, Richard (1937–2021), US-amerikanischer Astronom und Astrophysiker
- McCray, W. Patrick (* 1967), US-amerikanischer Historiker, Hochschullehrer und Autor
- McCray, Warren T. (1865–1938), US-amerikanischer Politiker
- McCrea, Alec (* 1995), US-amerikanischer Eishockeyspieler
- McCrea, Barry (* 1974), irischer Literaturwissenschaftler und Schriftsteller
- McCrea, Jane (1752–1777), Loyalistin während des Amerikanischen Unabhängigkeitskrieges
- McCrea, Jody (1934–2009), US-amerikanischer Schauspieler
- McCrea, Joel (1905–1990), US-amerikanischer Schauspieler
- McCrea, John (* 1966), britischer Comiczeichner
- McCrea, John (* 1992), britischer Schauspieler
- McCrea, William (1904–1999), irischer Astronom und Mathematiker
- McCreadie, Andrew (1870–1916), schottischer Fußballspieler
- McCreadie, Eddie (* 1940), schottischer Fußballspieler und -trainer
- McCreadie, Fergus (* 1997), britischer Jazzmusiker (Piano, Komposition)
- McCreadie, Hugh (* 1874), schottischer Fußballspieler
- McCreadie, Jamielee (* 1987), britische Biathletin
- McCready, Mike (* 1966), US-amerikanischer Gitarrist
- McCready, Mindy (1975–2013), US-amerikanische Country-Musikerin
- McCreary, Bear (* 1979), US-amerikanischer Komponist und Pianist
- McCreary, Bill (* 1955), kanadischer Eishockeyschiedsrichter
- McCreary, George Deardorff (1846–1915), US-amerikanischer Politiker
- McCreary, James B. (1838–1918), US-amerikanischer Politiker und zweimaliger Gouverneur von Kentucky
- McCreary, John (1761–1833), US-amerikanischer Politiker
- McCreary, Keith (1940–2003), kanadischer Eishockeyspieler
- McCreary, Kelly (* 1981), US-amerikanische SchauspielerinKelly McCreary (* 1981)

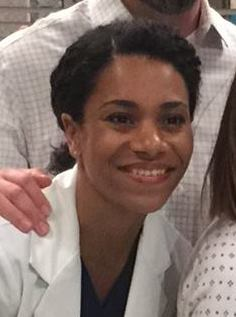
Kelly McCreary (* 1981)

- McCreath, Sade (* 1996), kanadische Sprinterin
- McCredie, Malcolm (* 1942), australischer Radrennfahrer
- McCredie, Nancy (1945–2021), kanadische Kugelstoßerin und Diskuswerferin
- McCredie, William W. (1862–1935), US-amerikanischer Politiker
- McCree, J. Mallory (* 1986), US-amerikanischer Schauspieler
- McCree, Nathan (* 1969), britischer Komponist von Musik für Computerspiele und Sounddesigner
- McCree, Wade H. (1920–1987), US-amerikanischer Jurist, Richter und United States Solicitor General
- McCreery, David (* 1957), nordirischer Fußballspieler und -trainer
- McCreery, Richard (1898–1967), britischer General im Zweiten Weltkrieg
- McCreery, Scotty (* 1993), US-amerikanischer Country-SängerScotty McCreery (* 1993)

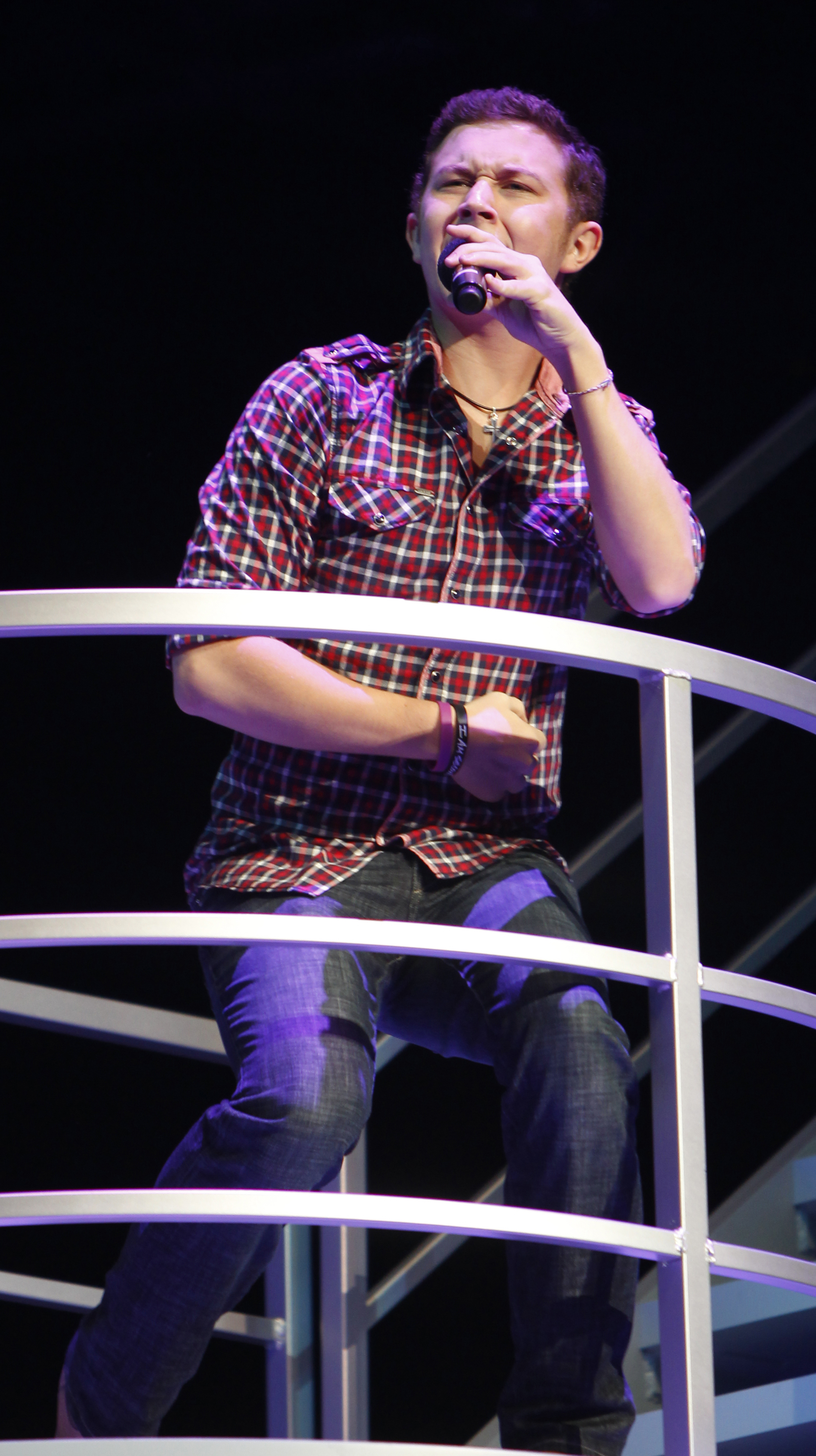
Scotty McCreery (* 1993)

- McCreery, Thomas C. (1816–1890), US-amerikanischer Politiker
- McCreery, Wayman (1851–1901), US-amerikanischer Immobilienmakler und Opernkomponist
- McCreery, William (1750–1814), irisch-amerikanischer Politiker
- McCreery, William (1786–1841), irisch-amerikanischer Politiker
- McCreesh, Paul (* 1960), britischer Dirigent
- McCreesh, Raymond (1957–1981), nordirischer Widerstandskämpfer und Hungerstreikender
- McCreevy, Charlie (* 1949), irischer Politiker und EU-Kommissar für den Binnenmarkt und den Dienstleistungssektor
- McCreight, John Foster (1827–1913), kanadischer Politiker
- McCrery, Jim (* 1949), US-amerikanischer Politiker
- McCrimmon, Brad (1959–2011), kanadischer Eishockeyspieler und -trainer
- McCrimmon, Kelly (* 1960), kanadischer Eishockeyfunktionär
- McCrimmon, Kevin (* 1941), US-amerikanischer Mathematiker
- McCrindle, John W. (1825–1913), britischer Altphilologe und Lehrer in Indien
- McCroby, Ron (1934–2002), US-amerikanischer Jazzmusiker (Flöte, Klarinette, Pfeifen)
- McCrone, Walter (1916–2002), US-amerikanischer Chemiker
- McCrorie, Robby (* 1998), schottischer Fußballtorhüter
- McCrorie, Ross (* 1998), schottischer Fußballspieler
- McCrorie, Stevie (* 1985), britischer Popsänger
- McCrory, Glenn (* 1964), britischer Boxer und Weltmeister des Verbandes IBF im Cruisergewicht
- McCrory, Helen (1968–2021), britische SchauspielerinHelen McCrory (1968–2021)
- McCrory, Milton (* 1962), US-amerikanischer Boxer
- McCrory, Nick (* 1991), US-amerikanischer Wasserspringer
- McCrory, Pat (* 1956), US-amerikanischer Politiker
- McCrory, Sammy (1924–2011), nordirischer Fußballspieler und -trainer
- McCrory, Steve (1964–2000), US-amerikanischer Boxer
- McCrory, Szandra (* 1978), österreichische Basketballspielerin
- McCrory, Tony (* 1977), kanadisch-irischer Basketballspieler
- McCrossan, Mary (1865–1934), britische Malerin
- McCrostie, Lauren (* 1996), britische Theater- und Filmschauspielerin
- McCrudden, Martin (* 1980), irischer Snookerspieler
- McCrum, Dan, Finanz-Journalist
- McCrystal, Eve (* 1978), irische Radrennfahrerin

### Mccu
- McCubbin, Frederick (1855–1917), australischer Maler
- McCubbins, Chris (1945–2009), US-amerikanisch-kanadischer Hindernis- und Langstreckenläufer
- McCudden, James (1895–1918), britischer Jagdflieger des Ersten WeltkriegesJames McCudden (1895–1918)

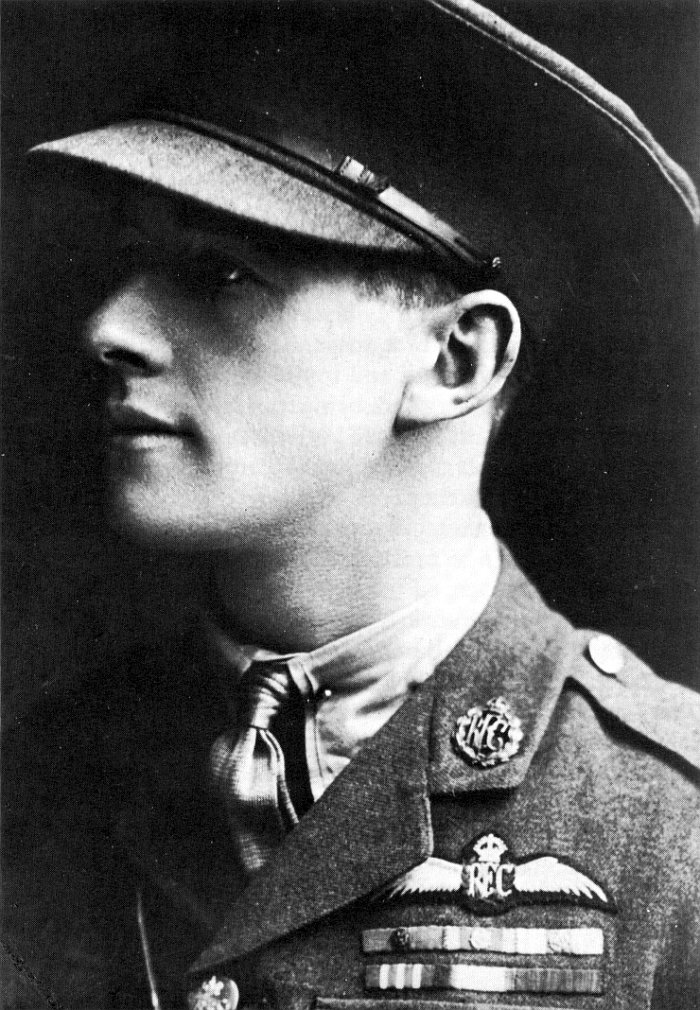
James McCudden (1895–1918)

- McCue, Michael (* 1993), kanadischer Squashspieler
- McCue-Unciano, Kainalu, US-amerikanischer Pokerspieler
- McCuish, John (1906–1962), US-amerikanischer Politiker
- McCullagh, Peter (* 1969), englischer Snookerspieler
- McCullen, Dave (* 1977), belgischer Musiker und Musikproduzent
- McCullers, Carson (1917–1967), US-amerikanische SchriftstellerinCarson McCullers (1917–1967)

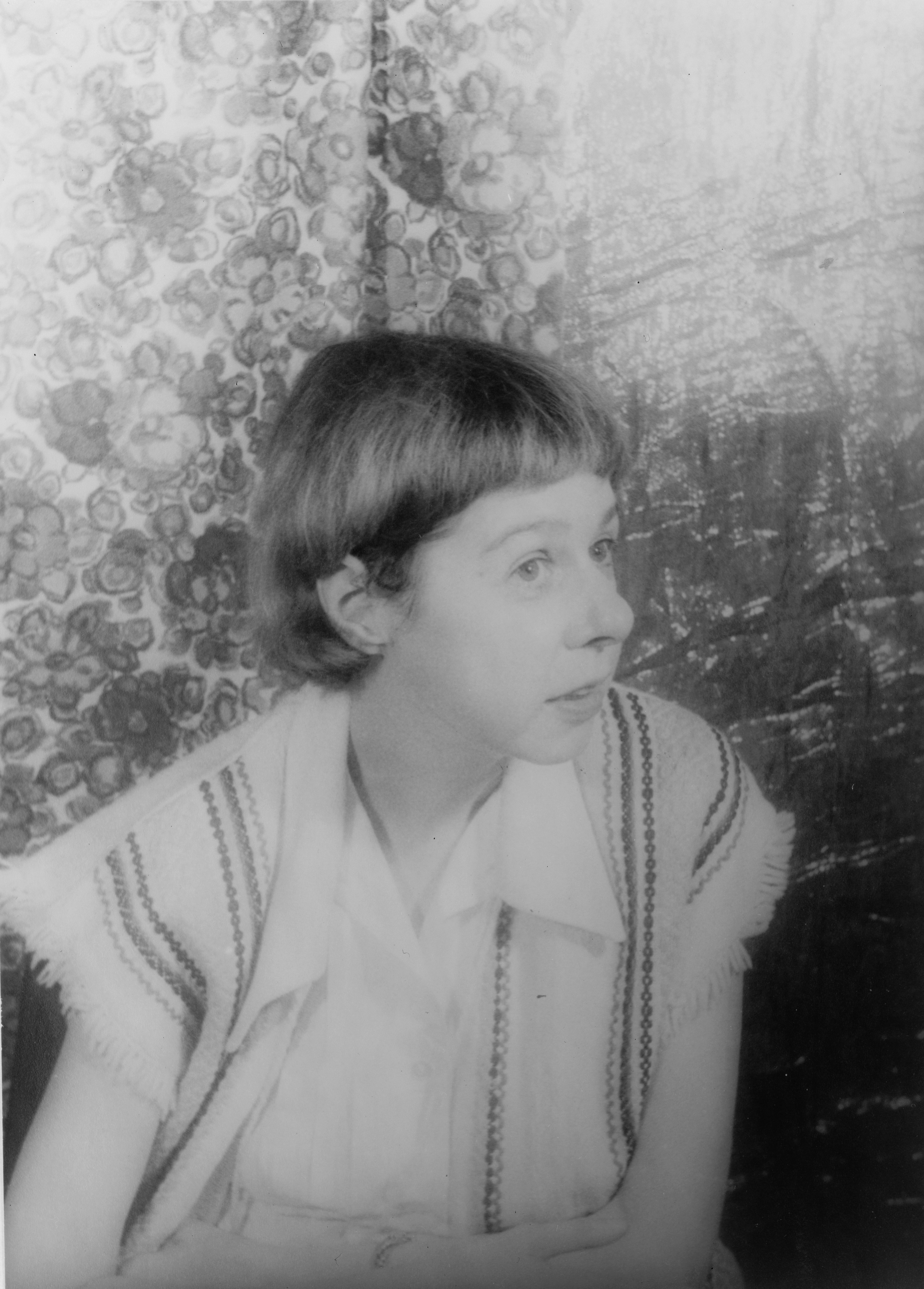
Carson McCullers (1917–1967)

- McCulley, Johnston (1883–1958), US-amerikanischer Schriftsteller
- McCulley, Michael J. (* 1943), US-amerikanischer Astronaut
- McCullin, Don (* 1935), britischer Fotojournalist
- McCulloch, Alexander (1887–1951), britischer Ruderer
- McCulloch, Allan Riverstone (1885–1925), australischer Zoologe und Ichthyologe
- McCulloch, Ernest (1926–2011), kanadischer Hämatologe
- McCulloch, Geoffrey K. (1910–2004), britischer Militäranwalt, Geistlicher und Ornithologe
- McCulloch, George (1792–1861), US-amerikanischer Politiker
- McCulloch, Horatio (1806–1867), schottischer Landschaftsmaler
- McCulloch, Hugh (1808–1895), US-amerikanischer Politiker und Finanzminister
- McCulloch, Ian (* 1971), englischer Snookerspieler
- McCulloch, Jack (1872–1918), kanadischer Eisschnellläufer
- McCulloch, Jimmy (1953–1979), britischer MusikerJimmy McCulloch (1953–1979)

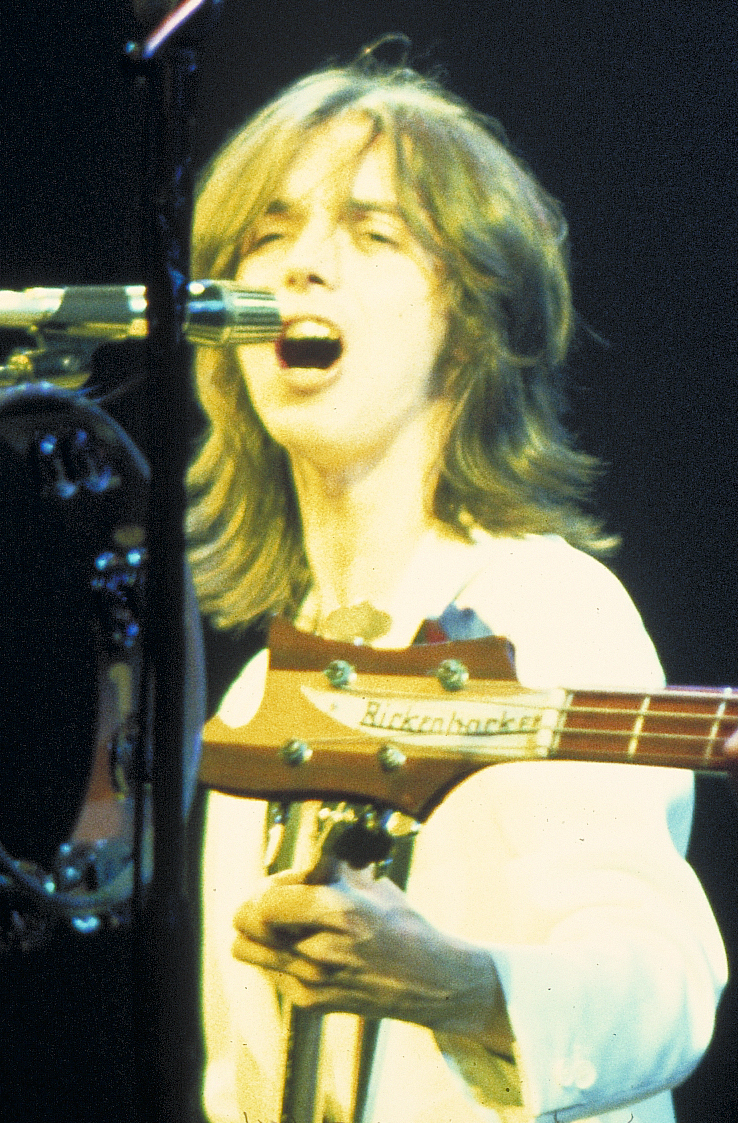
Jimmy McCulloch (1953–1979)

- McCulloch, John (1806–1879), US-amerikanischer Politiker
- McCulloch, John Ramsay (1789–1864), englischer Nationalökonom
- McCulloch, Kaarle (* 1988), australische Radrennfahrerin
- McCulloch, Lee (* 1978), schottischer Fußballspieler
- McCulloch, Margaret (* 1952), schottische Politikerin
- McCulloch, Nigel (* 1942), britischer anglikanischer Bischof
- McCulloch, Philip D. (1851–1928), US-amerikanischer Politiker
- McCulloch, Robert (1911–1977), US-amerikanischer Unternehmer
- McCulloch, Roscoe C. (1880–1958), US-amerikanischer Politiker
- McCulloch, Warren (1898–1969), US-amerikanischer Neurophysiologe und Kybernetiker
- McCulloch, William Moore (1901–1980), US-amerikanischer Politiker
- McCullogh, Welty (1847–1889), US-amerikanischer Politiker
- McCullouch, Earl (* 1946), US-amerikanischer Hürdenläufer, Sprinter und American-Football-Spieler
- McCullough, Andrew (* 1990), australischer Rugby-League-Spieler
- McCullough, Chad, US-amerikanischer Jazzmusiker (Trompete)
- McCullough, Colleen (1937–2015), australische Schriftstellerin
- McCullough, Conde (1887–1946), US-amerikanischer Architekt
- McCullough, David (1933–2022), US-amerikanischer Historiker, Biograf, Erzähler und Lecturer
- McCullough, Henry (1943–2016), nordirischer Gitarrist, Sänger und Songschreiber
- McCullough, Hiram (1813–1885), US-amerikanischer Politiker
- McCullough, Jack (* 1949), kanadischer Radrennfahrer
- McCullough, John (* 1956), US-amerikanischer Basketballtrainer und -spieler
- McCullough, John (* 1978), britischer Schriftsteller
- McCullough, John G. (1835–1915), US-amerikanischer Politiker
- McCullough, Julie (* 1965), US-amerikanische SchauspielerinJulie McCullough (* 1965)

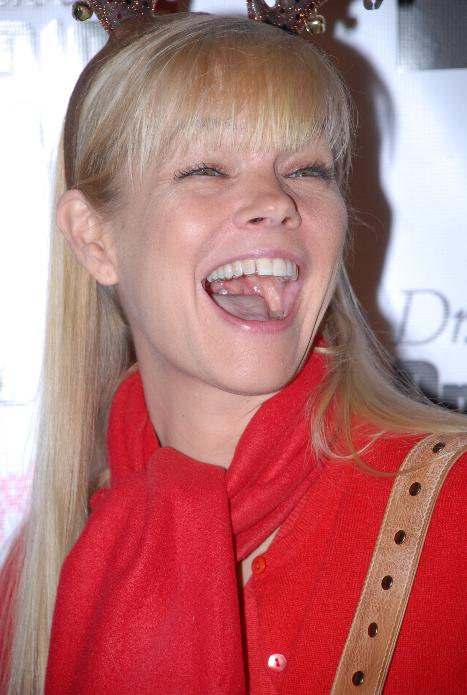
Julie McCullough (* 1965)

- McCullough, Kate, irische Kamerafrau
- McCullough, Liam (* 1997), US-amerikanischer American-Football-Spieler
- McCullough, Luke (* 1994), nordirischer Fußballspieler
- McCullough, Nicole, US-amerikanische Schauspielerin
- McCullough, Philo (1893–1981), US-amerikanischer Schauspieler und Filmschauspieler
- McCullough, Shanna (* 1960), US-amerikanische Pornodarstellerin und -produzentinShanna McCullough (* 1960)

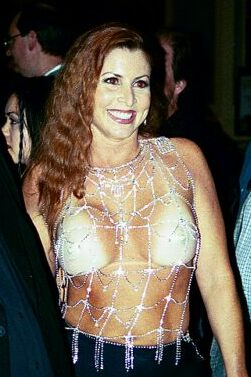
Shanna McCullough (* 1960)

- McCullough, Thomas Grubb (1785–1848), US-amerikanischer Politiker
- McCullough, Tyrone (* 1990), irischer Boxer
- McCullough, Wayne (* 1970), irisch-US-amerikanischer Boxer
- McCullum, Kendale (* 1996), US-amerikanisch-südsudanesischer Basketballspieler
- McCully, Charles (1947–2007), schottischstämmiger US-amerikanischer Fußballspieler
- McCully, Jonathan (1809–1877), kanadischer Rechtsanwalt, Verleger und Politiker
- McCully, Murray (* 1953), neuseeländischer Politiker
- McCumber, Kevin (* 1979), US-amerikanischer Regierungsbeamter
- McCumber, Porter J. (1858–1933), US-amerikanischer Politiker (Republikanische Partei)
- McCune, Emma (1964–1993), britische Entwicklungshelferin
- McCune, George M. (1908–1948), US-amerikanischer Linguist
- McCune, Grant (1943–2010), US-amerikanischer Visual Effects Supervisor
- McCune, Lisa (* 1971), australische Schauspielerin
- McCune, William (1953–2011), US-amerikanischer Mathematiker
- McCurdy, Charles (1870–1941), britischer Rechtsanwalt, Manager, Politiker der Liberal Party, Unterhausabgeordneter und Minister
- McCurdy, Charles J. (1797–1891), US-amerikanischer Politiker und Diplomat
- McCurdy, Dave (* 1950), US-amerikanischer Politiker
- McCurdy, Ed (1919–2000), kanadischer Folksänger, Songwriter und TV-Entertainer
- McCurdy, Elmer (1880–1911), US-amerikanischer Zug- und Bankräuber
- McCurdy, Jennette (* 1992), US-amerikanische Schauspielerin und SängerinJennette McCurdy (* 1992)

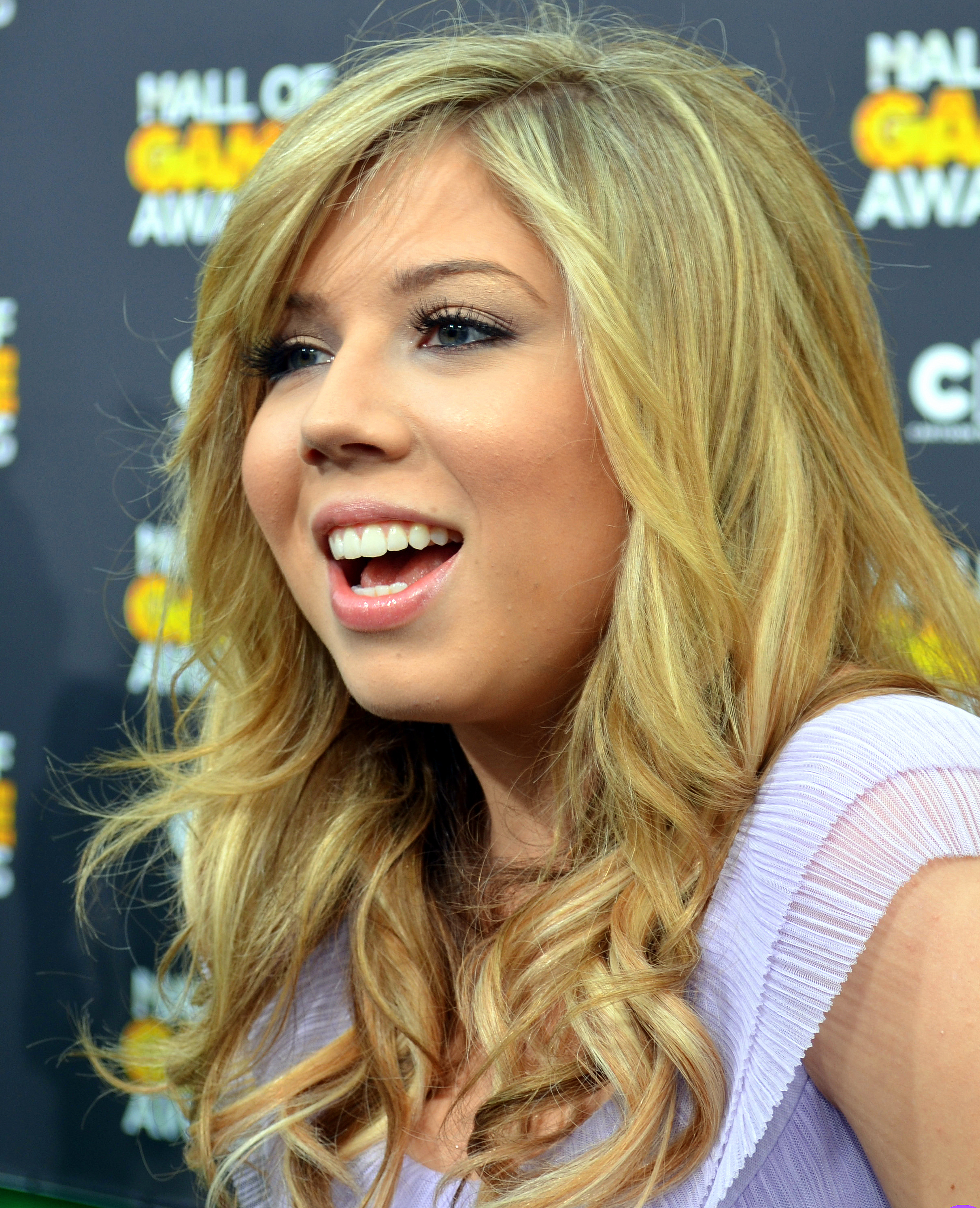
Jennette McCurdy (* 1992)

- McCurdy, John Alexander Douglas (1886–1961), kanadischer Flugpionier und Politiker
- McCurdy, Roy (* 1936), US-amerikanischer Jazz-Schlagzeuger
- McCurdy, Sam, britischer Kameramann
- McCurley, Shannon (* 1992), irisch-australische Bahnradsportlerin
- McCurry, Linda (* 1955), britische Sprinterin
- McCurry, Steve (* 1950), US-amerikanischer Fotojournalist
- McCusker, Aaron (* 1978), nordirischer Schauspieler
- McCusker, Joan (* 1965), kanadische Curlerin
- McCusker, Malcolm (* 1938), australischer Politiker
- McCusker, Mary, schottische Schauspielerin
- McCusker, Michael (* 1966), US-amerikanischer Filmeditor
- McCutchan, Philip (1920–1996), britischer Schriftsteller
- McCutchen, Monty (* 1966), US-amerikanischer Basketballschiedsrichter
- McCutcheon, Bill (1924–2002), US-amerikanischer Schauspieler
- McCutcheon, George Barr (1866–1928), US-amerikanischer Schriftsteller und Bühnenautor
- McCutcheon, Kevin (1955–2021), US-amerikanischer Pianist und Dirigent
- McCutcheon, Malcolm Wallace (1906–1969), kanadischer Politiker
- McCutcheon, Mark (* 1984), US-amerikanischer Eishockeyspieler
- McCutcheon, Martine (* 1976), britische Schauspielerin und PopsängerinMartine McCutcheon (* 1976)

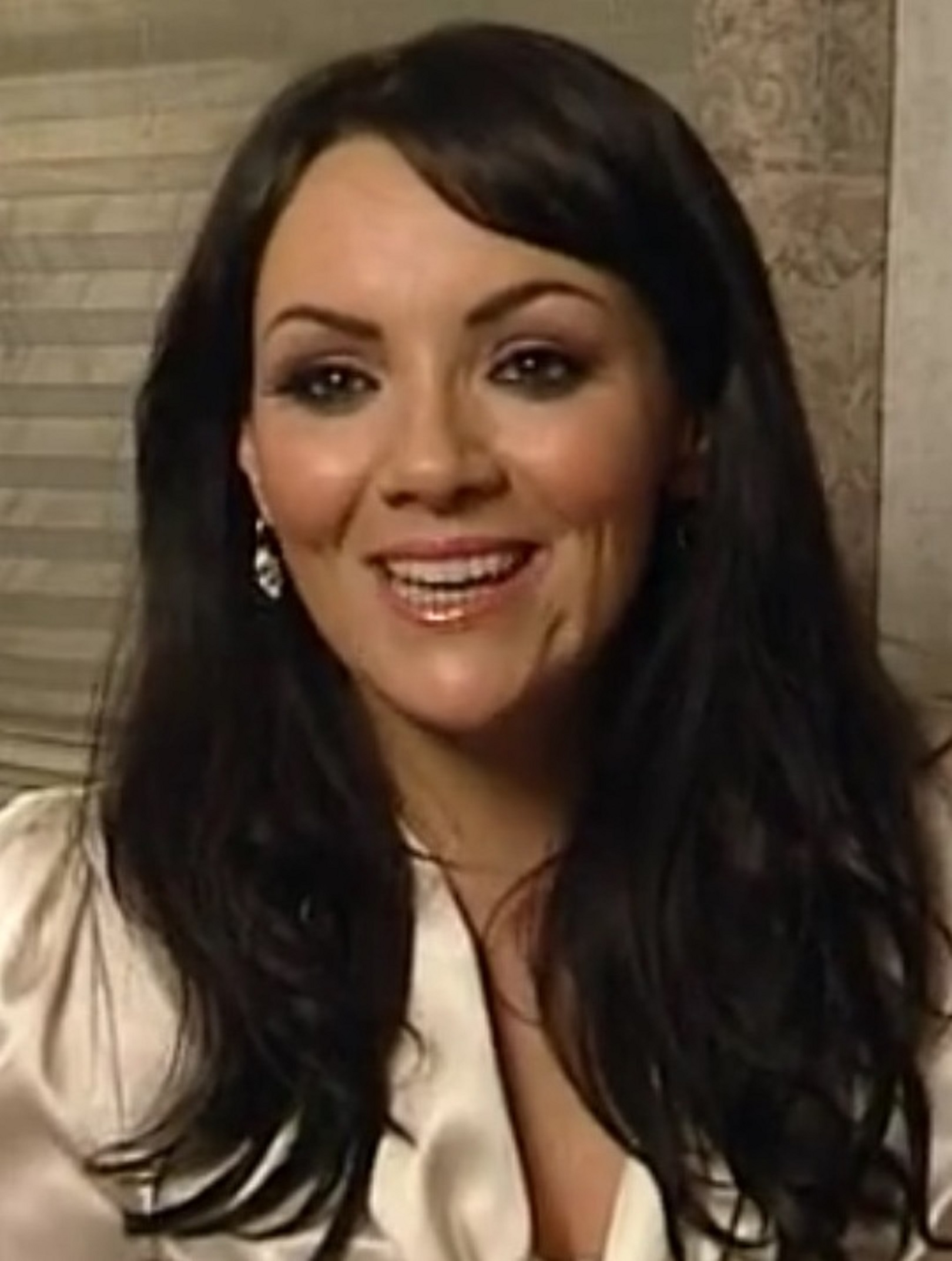
Martine McCutcheon (* 1976)

- McCutcheon, Tom, US-amerikanischer Westernreiter
- McCutcheon, Wallace jr. (1880–1928), US-amerikanischer Schauspieler und Regisseur
- McCutcheon, Wallace sr. (1862–1918), US-amerikanischer Filmregisseur